# Saint-Germain-sur-Ay
Pour les articles homonymes, voir Saint-Germain.
Saint-Germain-sur-Ay est une commune française, située dans le département de la Manche en région Normandie, peuplée de 920 habitants.

## Géographie

### Localisation
Saint-Germain-sur-Ay se trouve à l'ouest du département de la Manche, en Normandie, dans le nouveau canton de Créances. Le village est environné des bourgs de Créances et de Bretteville-sur-Ay. Au large de la commune, on aperçoit les îles Anglo-Normandes : Jersey et les Écréhou. Pour parvenir à Saint-Germain, la route départementale 650 est le moyen le plus rapide en voiture.
Entre le bourg et la plage, à proximité du lieu-dit la Gaverie, se situe le havre de Saint-Germain-sur-Ay. C'est un paysage rare, ressemblant à celui de la baie du Mont-Saint-Michel. En effet, on peut y voir des prés salés, la mer recouvrant, par haute marée, la terre.
| Bretteville-sur-Ay | Bretteville-sur-Ay, La Haye (comm. dél. de Montgardon) | Lessay (comm. dél. d'Angoville-sur-Ay)           |
| Mer de la Manche   | Saint-Germain-sur-Ay                                   | Lessay (comm. dél. de Lessay (commune déléguée)) |
| Mer de la Manche   | Mer de la Manche (Havre de Saint-Germain-sur-Ay)       | Lessay (comm. dél. de Lessay (commune déléguée)) |

### Géologie et relief

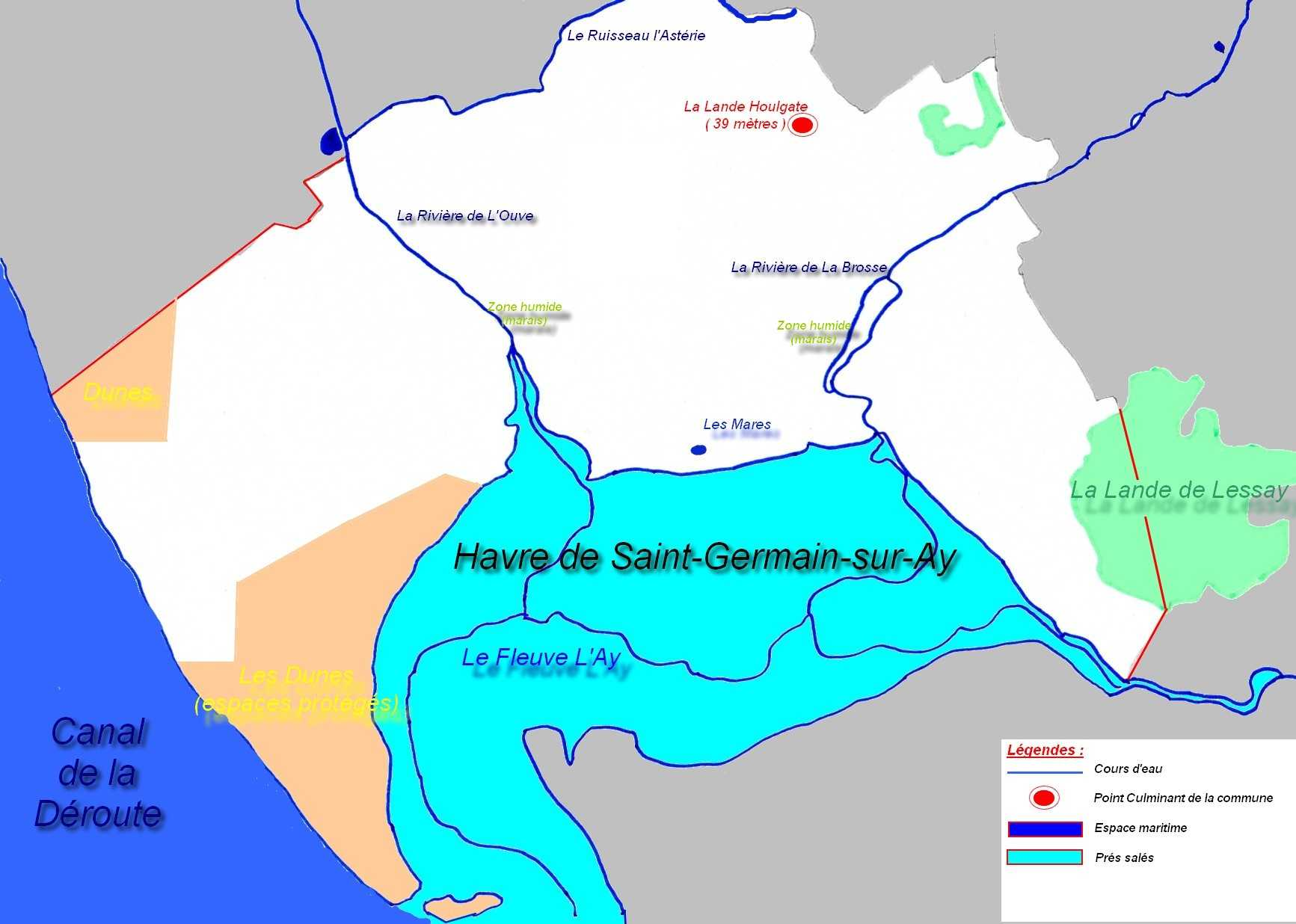
Saint-Germain-sur-Ay dans son milieu naturel.

La commune a une superficie de 1 452 hectares soit 14,52 km2. Elle se tourne essentiellement vers la mer, sur les 25 kilomètres de ses limites administratives, 14 kilomètres bordent les rivages de la Manche.
Le point culminant de la commune atteint 39 mètres à la Lande Houlgatte. Le point le plus bas est le niveau de la mer le long du rivage, et 90 % de l'espace communal se trouvent au-dessus de 15 mètres. Certaines parties de cet espace ont été gagnées sur la mer par la méthode des polders.

### Paysage
Saint-Germain-sur-Ay a sur son territoire quatre types de paysages : de bocage, de prés salés, de marais, de dunes.

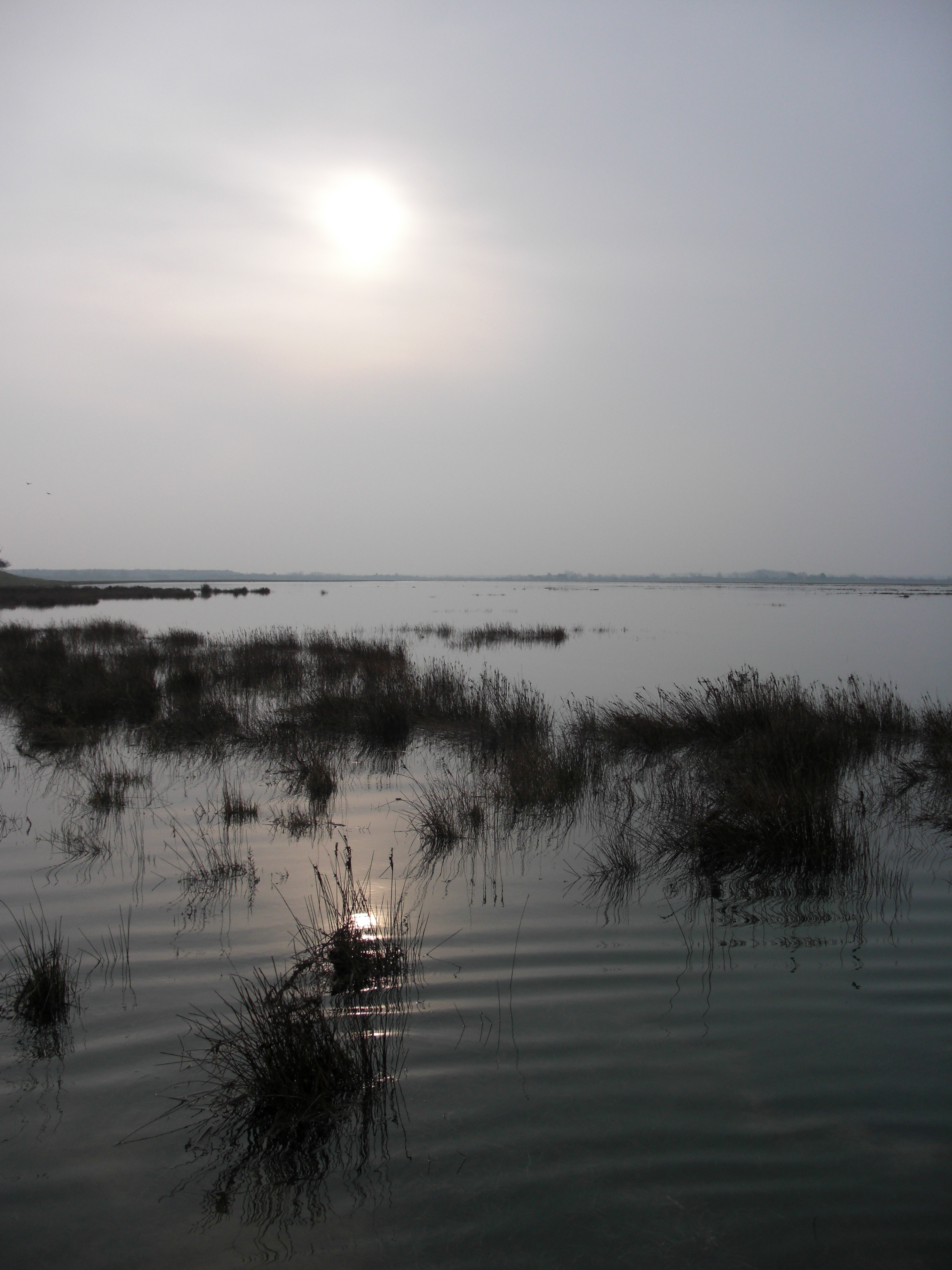
Les prés salés sous une mer à 100 de coefficient.
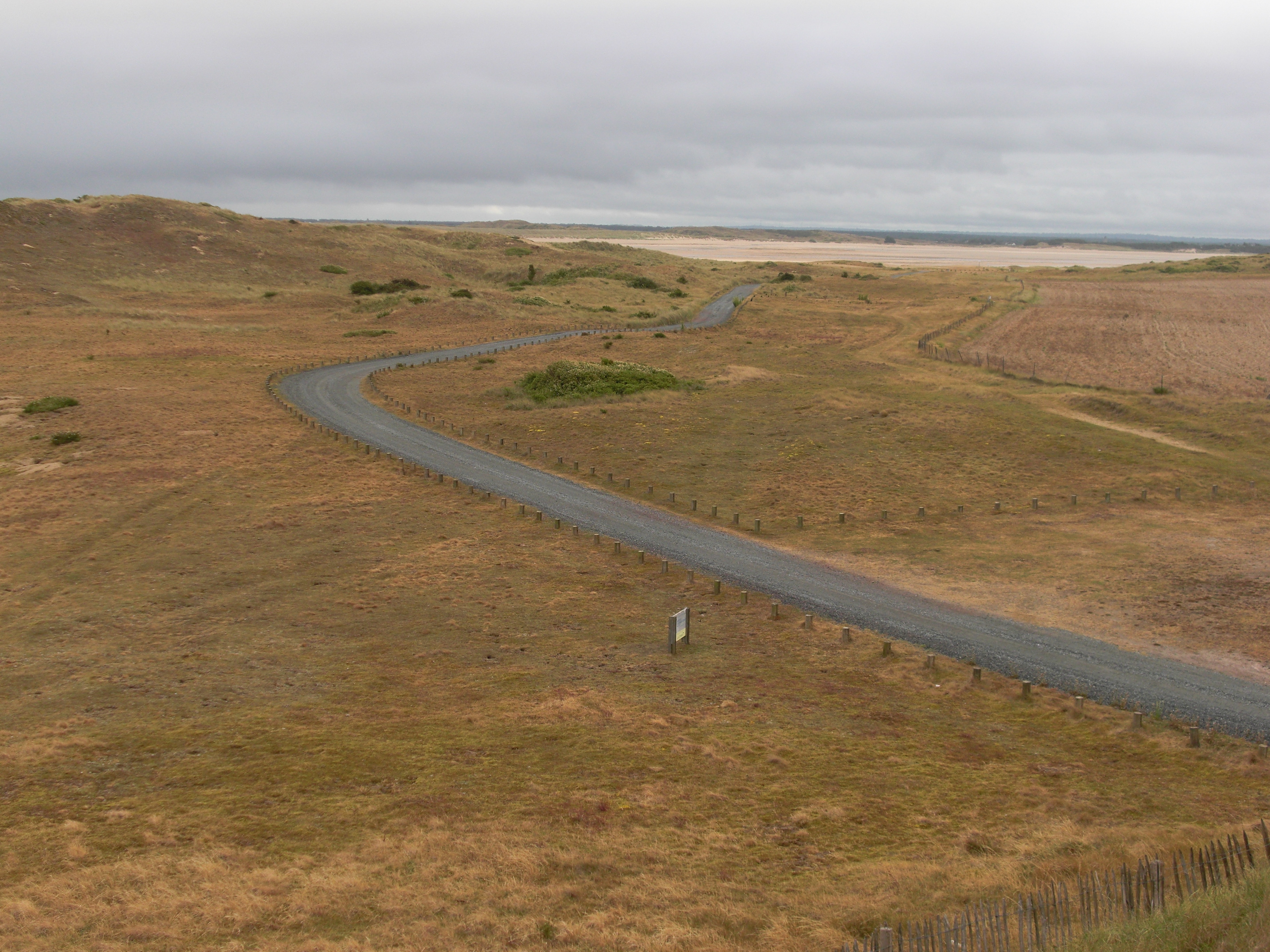
Les dunes à la Pointe du Banc.
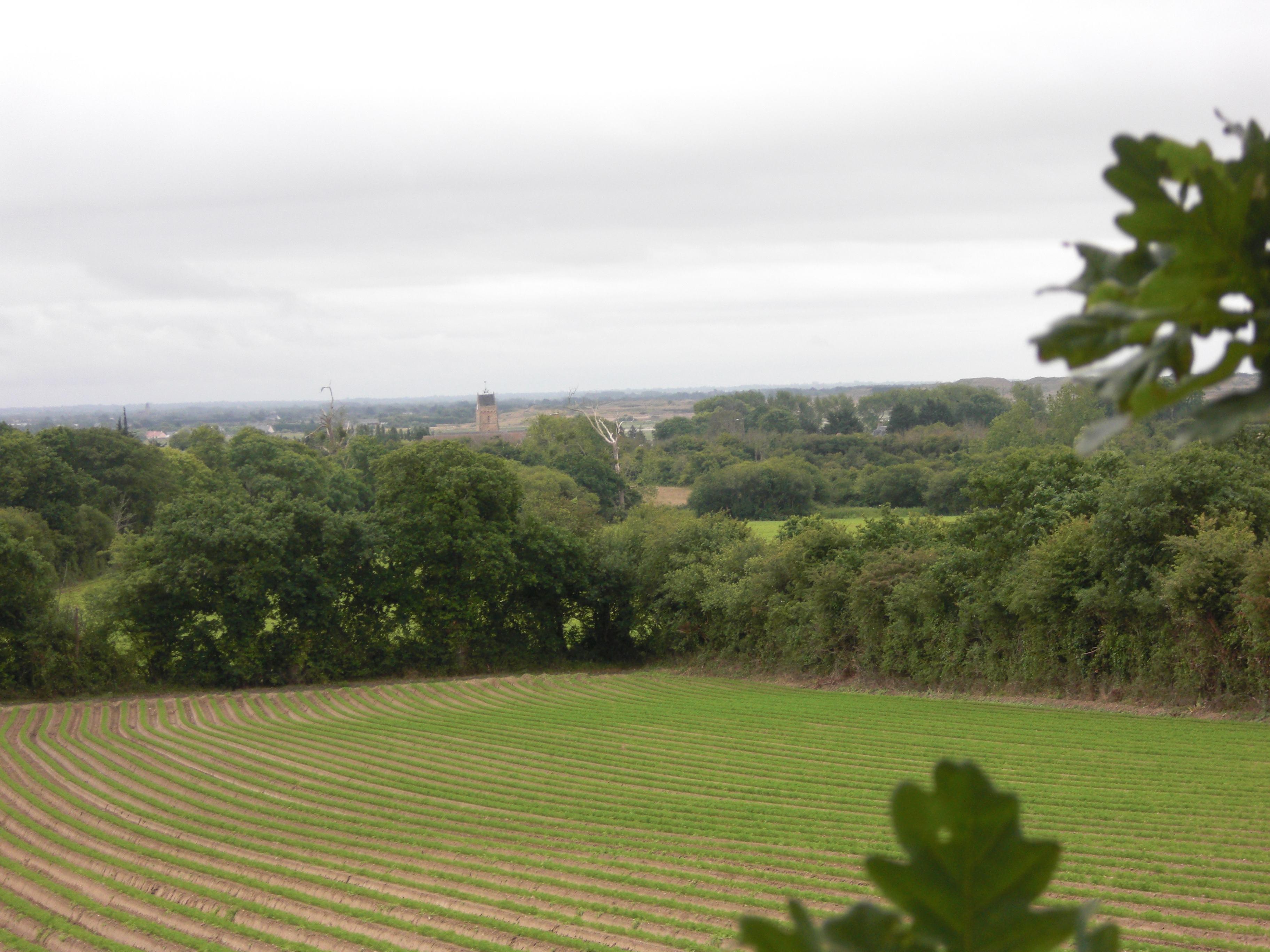
Le clocher de Saint-Germain-sur-Ay vu de la Houlegatte.

### Hydrographie
La commune est située dans le bassin Seine-Normandie. Elle est drainée par la Brosse, le Hocquet, l'Ouve, l'Asterie, la Brosse et le fossé 01 du Hameau Ermisse,,.
- l'Ay : l'embouchure du fleuve côtier normand se trouve au sud ;
- la Brosse : rivière prenant sa source sous le nom de ruisseau de Gerville au niveau de la forêt du mont Castre, elle parcourt la commune sur environ deux kilomètres et alimente le bourg en eau, notamment à l'ancien moulin. La zone de la Brosse a été aménagée au Moyen Âge par les moines du Mont-Saint-Michel et canalisée afin d'assécher les zones humides plus au nord. La Brosse se jette dans l'Ay à l'intérieur du havre[11].  ;
- l'Ouve : rivière naissant de la jonction de trois ruisseaux, la Frette (source : Surville), le Duy (source : Montgardon), le Clopey (source : Montgardon). Cette rivière parcourt 1,5 kilomètre sur la commune. Ses berges sont classées comme site protégé par Natura 2000. Elle se jette dans l'Ay à l'intérieur du havre ;
- l'Astérie : petit ruisseau prenant sa source au nord de la commune. Il serpente entre Bretteville-sur-Ay et Saint-Germain, pour se jeter dans l'Ouve aux Ponts Louis.

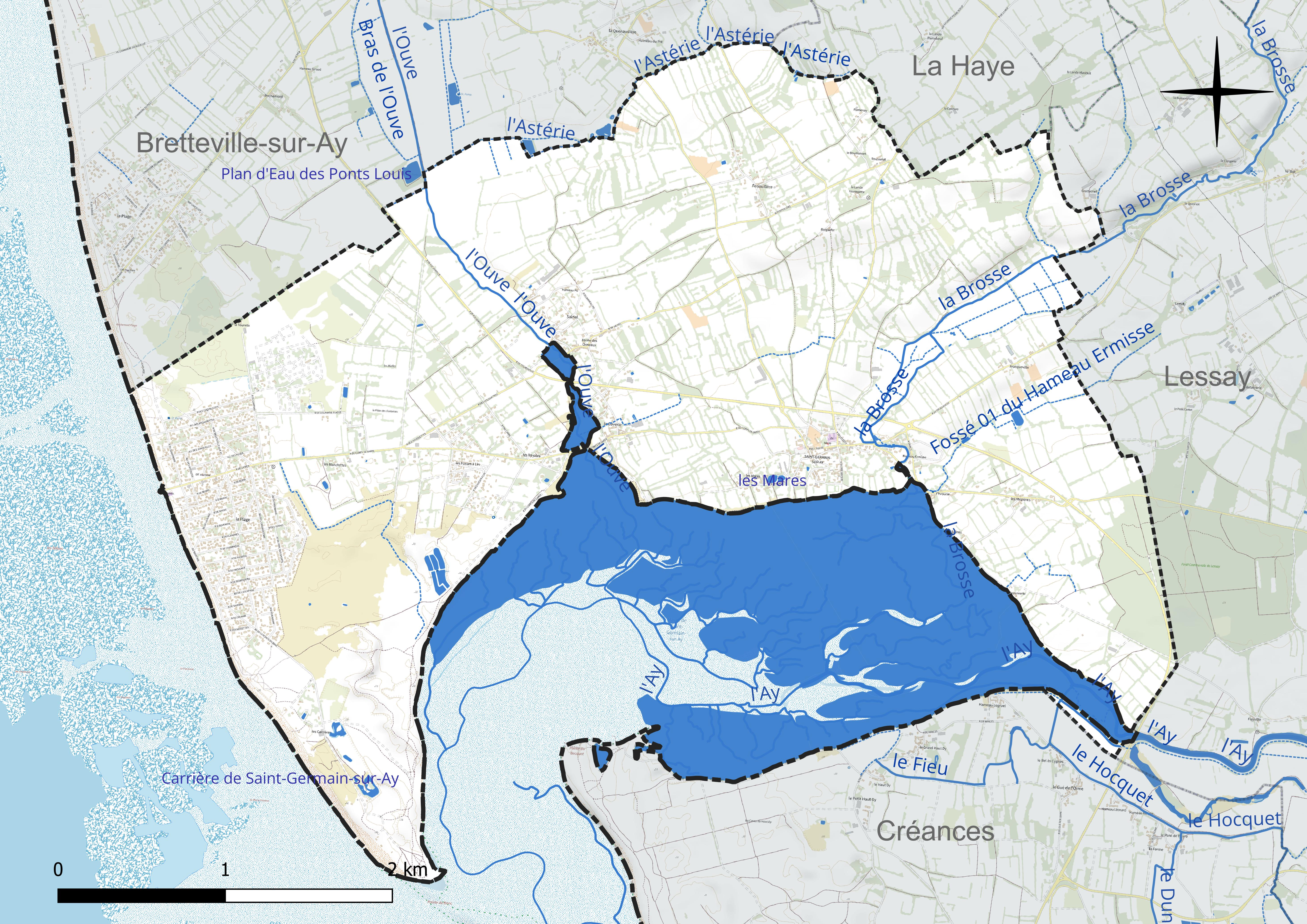
Réseau hydrographique de Saint-Germain-sur-Ay.

Deux plans d'eau complètent le réseau hydrographique : la carrière de Saint-Germain-sur-Ay (0,7 ha) et les Mares (0,2 ha),.

## Urbanisme

### Typologie
Au 1er janvier 2024, Saint-Germain-sur-Ay est catégorisée commune rurale à habitat dispersé, selon la nouvelle grille communale de densité à sept niveaux définie par l'Insee en 2022. Elle est située hors unité urbaine et hors attraction des villes,.
La commune, bordée par la Manche, est également une commune littorale au sens de la loi du 3 janvier 1986, dite loi littoral. Des dispositions spécifiques d’urbanisme s’y appliquent dès lors afin de préserver les espaces naturels, les sites, les paysages et l’équilibre écologique du littoral, comme le principe d'inconstructibilité, en dehors des espaces urbanisés, sur la bande littorale des 100 mètres, ou plus si le plan local d'urbanisme le prévoit.

## Toponymie
Le nom apparaît pour la première fois dans les textes en 1081, par le biais d'une donation. « En ce lieu, les trois frères Renaud, Guillaume et Geoffroy, de la famille Fulcharius, fils de Jean et d'Ève, font la donation de la terre à l'abbaye du Mont Saint Michel.
Le nom de la localité est attesté sous les formes Sanctus Germanus de Focherevilla en 1186, Saint Germain sur E en 1793, Saint-Germain-sur-Ay en 1801.
Sanctus Germanus de Focherevilla tient son nom de son patron, saint Germain le Scot (Ce saint a joué un rôle important dans la conversion au christianisme du Nord-Cotentin).
L'Ay : l'embouchure du fleuve côtier normand se trouve au sud de la commune.
Le gentilé est les Saint-Germinais.

## Histoire

### Le contexte géologique et naturel avant l'arrivée des hommes

#### L'évolution du littoral

Les îles se sont progressivement détachées des côtes saint-germinaises.

Le littoral normand a évolué au cours des millénaires. Au moment de la Pangée, l'Europe était accolée au continent nord-américain. Elle s'en écarte progressivement, pour que l'océan Atlantique s'y engouffre. Le littoral saint-germinais va donc connaître plusieurs phases au gré des régressions et des transgressions marines. Durant le Pléistocène, le niveau de la mer va remonter très au-dessus du niveau actuel. Il y a 200 000 ans, le niveau de la Manche était à plus 15 m NGF (nivellement général de la France) si on se réfère au croquis stratigraphique de D. Michelet, de la fouille archéologique de Port-Pignot dans le Nord Cotentin. Le territoire de la commune était donc sous les eaux, excepté le petit hameau de la Houlgate. Inversement, le littoral va se retirer à plus de 600 kilomètres des côtes actuelles. Il y a 20 000 ans, le développement des calottes de glaces autour des pôles et des principaux glaciers va faire baisser le niveau de la mer d'un peu plus de 100 mètres.
Ce va-et-vient maritime a progressivement détaché les îles Anglo-Normandes des côtes saint-germinaises. Il était encore possible de se rendre à pied à Guernesey, il y a 8 000 ans. Il faudra attendre 4 000 années avant notre ère pour que Jersey, Chausey et les Minquiers ne soient plus accessibles par voie de terre.
De cette transgression marine, il subsiste le mythe de la forêt de Scissy qui devait alors s'étendre entre les îles anglo-normandes et les côtes du Cotentin. De nombreuses souches fossilisées ont été collectées sur la côte et sont actuellement au musée de Cherbourg. Les pêcheurs rapportent que certaines zones de pêches sont inaccessibles, du fait que leur filets s'arrachent sur des amoncellements de bois.
De cet événement, seule l'île ou banc des Bœufs a été épargnée, au large de Saint-Germain-sur-Ay. Récemment la pointe du banc, encore visible avant 2003, a été engloutie lors d'une tempête. La pointe a laissé place à deux grands bancs de sable situés à l'entrée de l'estuaire.
De l'autre côté du havre, Créances a également perdu une partie de ses dunes sous l'effet de l'érosion marine.

#### Les paysages
De −2 400 000 à −300 000 ans, durant les périodes glaciaires, le climat était aussi rude que dans les régions arctiques. La fonte des glaces générait des torrents impétueux qui se jetaient dans la mer. Les roches se fracturaient sous l'effet du gel. L'absence de couverture forestière exposait les sols aux rafales de vent. Le climat se fait plus clément il y a 300 000 ans. L'étude des tufs de Saint-Pierre-lès-Elbeuf, en Seine-Maritime, prouve qu'il faisait plus chaud qu'à l'heure actuelle. Une forêt de lauriers Canaries, de figuiers et d'arbres de Judée s'était répandue dans la vallée de la Seine. Par sa proximité avec la Haute-Normandie, la commune jouissait alors d'un climat méditerranéen.

#### La faune et la flore
On ne dispose pas d'étude sur l'évolution de la flore à proximité même de Saint-Germain-sur-Ay. Néanmoins, les travaux menés durant les vingt dernières années permettent de se faire une idée sur la vie de la faune et de la flore.

##### La flore
Dans la région, des observations ont été relevées dans la carrière de Tourville-la-Rivière (Seine-Maritime). Il y a 200 000 ans, 83 % du pollen relevé était du pollen d'arbre. Sur cette couverture forestière, les noisetiers représentaient 75 %.
Dans le département, le travail palynologique réalisé par Martine Clet-Pellerin à Vauville est une mine de renseignements pour l'histoire du littoral contentinois. Il a été réalisé dans le cadre du projet collectif de recherche de la Hague. Il en ressort que le littoral saint-germinais a sans doute lui aussi connu comme Vauville : 
- de 5 000 à 3 900 av. J.-C., une végétation qui se compose principalement de landes à fougères avec quelques arbres et arbustes tels Quercus (chêne) et Corylus (noisetier) ;
- de 3 900 à 1 400 av. J.-C., la forêt s'étend avec, dans un premier temps, des arbres colonisateurs, tels orylus (noisetier) puis s'affirme avec les uercus (chêne)en plus grand nombre.

##### La faune
L'étude de la faune au niveau régional repose sur l'article de Descombes J.-C. et Carpentier G. Durant le Quaternaire, trois phases peuvent être distinguées en Normandie, de la plus ancienne à la plus récente :
- phase A : le mammouth, l'auroch, le bison, le cerf élaphe, le renne, le rhinocéros laineux et le cheval de Mosbach ;
- phase B : le lièvre, le renard, le loup, la hyène, le blaireau, la loutre, l'ours brun, l'ours des cavernes, le lion des cavernes ;
- phase C : l'installation durable de l'homme dans le Nord Cotentin attestée il y a 200 000 ans.

### La Préhistoire
L’occupation humaine en Normandie est beaucoup plus récente au vu des découvertes. On dispose de deux sites archéologiques prouvant l’occupation humaine dans la région il y a 200 000 ans, l’un en Seine-Maritime à Tourville-la-Rivière, l’autre à Saint-Germain-des-Vaux (Manche), fouillé par Denise Michelet en 1982.
Le département a bénéficié très tardivement du travail scientifique des archéologues. Les prospecteurs de la fin du XIXe et du début du XXe siècle ont bien répertorié leur travail, mais leur inexactitude et le manque d’approfondissement de leurs travaux ont posé plus de problèmes qu’ils n’en ont résolus. La Seconde Guerre mondiale a porté un coup fatal aux diverses collections des musées du département, soit par la destruction, soit par la confusion qu'elle a générée dans l'étiquetage des échantillons qui ont été sauvés.

#### Des traces néolithiques des premiers agriculteurs?

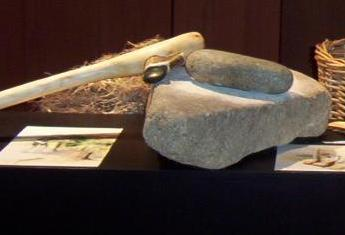
Reconstitution d'une hache de l'âge de pierre, située à gauche de la meule à grain (source : exposition 2007 sur le peuplement du Cotentin à la ferme du Tourp).

Il faut attendre « le temps des prospecteurs » et le voyage de P. Le Quertier au début du XXe siècle pour que la commune puisse bénéficier du travail de la Société préhistorique de France. Celui-ci répertorie lors de son passage « deux magnifiques haches en pierre polie à Saint-Germain-sur-Ay ». On ne dispose d’aucun croquis, ni d’aucune datation. Il s’agit probablement de haches datant du Néolithique, mais il faut considérer cette information avec beaucoup de circonspection.

#### Un mégalithe à Saint-Germain-sur-Ay?
Trois ouvrages mentionnent un dolmen dans la commune de Saint-Germain-sur-Ay, l'Annuaire des artistes et des amateurs, l'Annuaire des cinq départements de l'ancienne Normandie, la Revue universelle des arts. Un quatrième ouvrage, Matériaux pour l'histoire primitive et naturelle de l'homme, fait état de plusieurs dolmens à Saint-Germain-sur-Ay. Il peut s'agir de structures naturelles que les prospecteurs ont pris pour édifications humaines. Nous ne disposons d’aucune autre précision sur leur localisation ou leur envergure. Si ces dolmens ont existé, aujourd’hui ils ont disparu. Peut-être ont-ils été employés comme pierre de taille ou simplement arasés. Charles de Gerville, quant à lui, lors de son passage dans la commune en 1818 pour approfondir la description de l’église, n’en fait pas état. Il faudra attendre 1920 et le discours de Léon Fauvel, maire de Lessay, repris par Michel Pinel, pour avoir une description du mégalithe. Celui-ci le décrit alors comme étant « un très beau spécimen de l'âge de pierre ».

### La Protohistoire ou l'âge des métaux: lesUnelli

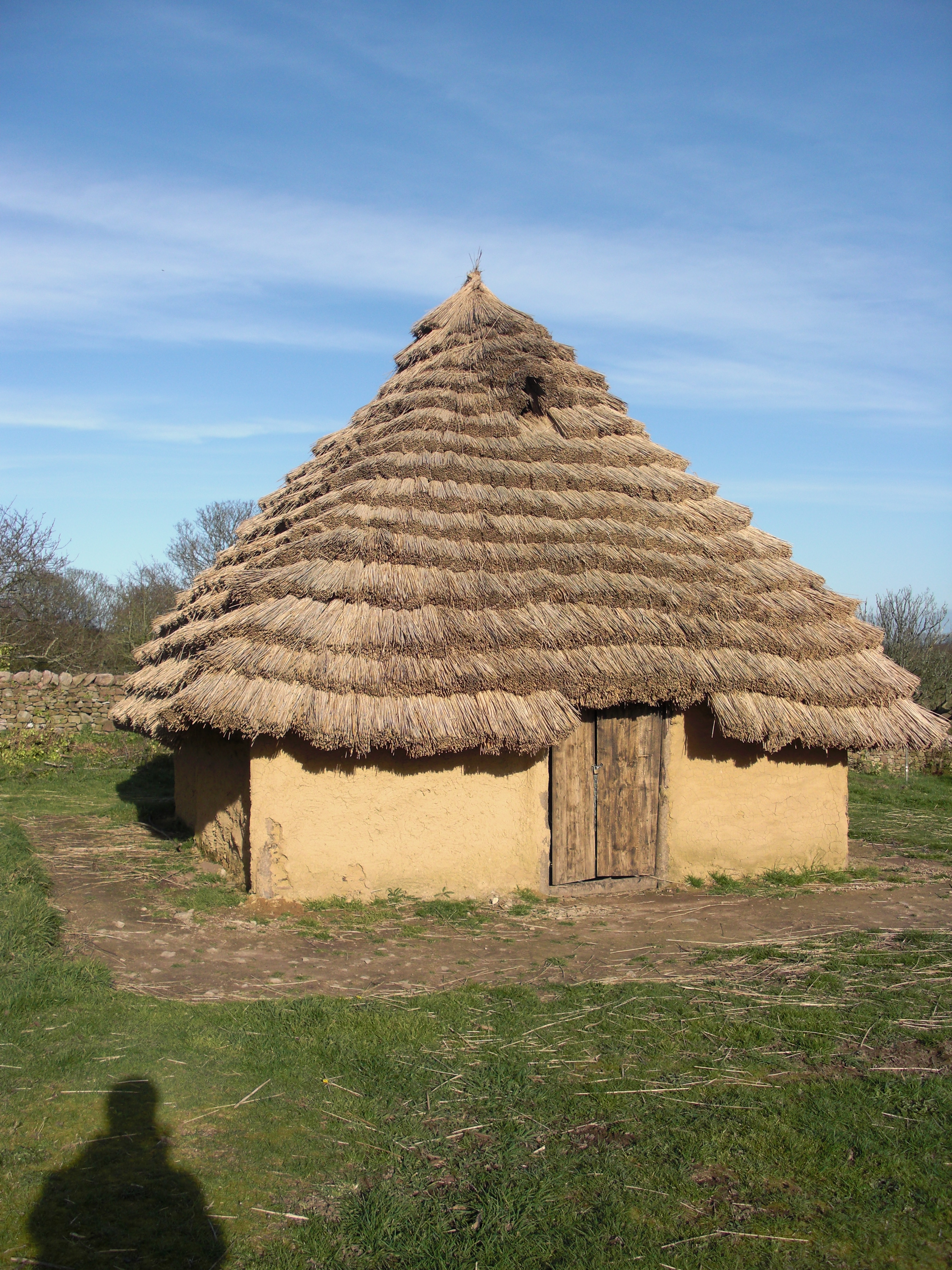
Ferme gauloise du Cotentin.

Les Celtes arrivent en Europe par vagues massives et successives de 700 à 500 av. J.-C. La péninsule du Cotentin isolée par une série de marais n’échappe pas à ce raz-de-marée humain. Les Unelles,, s’installent dans la région et érigent différents centres tribaux dont le plus proche des limites de la commune est celui du mont Castre sur les hauteurs de Lithaire, où une ferme armoricaine a été fouillée. Ils sont rattachés par César aux peuples d’Armorique (littéralement « Pays sur la mer »). Ce peuple puissant frappe sa propre monnaie dès le IIe siècle av. J.-C. en y représentant un rapace surmontant un cheval évitant un crustacé (un homard ?) se dressant entre ses pattes.
Les Unelles ont pour chef charismatique au Ier siècle av. J.-C., Viridorix qui se trouve être à la tête de la coalition des peuples de l’Ouest contre César en 56.
Il n’y a pas eu de découvertes archéologiques celtes sur la commune.

### L'Antiquité (58av. J.-C.à476apr. J.-C.): l’arrivée des Romains et la municipalisation de la commune
Saint-Germain-sur Ay se trouve dans l’Ouest de la Gaule loin du pouvoir romain et des grands axes de communication. La table de Peutinger mentionne quatre « villes-étapes » Unelles Crouciatonum, 'Alauna (Valognes), Corallio (Cherbourg), Cosedia (Coutances). À l’ouest de la commune, par-delà la lande de Lessay, une voie romaine attestée passait par Lessay, la Haye-du-Puits puis remontait sur Cherbourg.
« Divers auteurs » mentionnent une autre voie romaine, dite « de la mer », venant de Portbail pour aller à Lessay en passant par Saint-Germain-sur-Ay. Ce raisonnement repose essentiellement sur :
- la présence du hameau la Gavérie (lieu-dit signifiant la présence d’une voie romaine à proximité)[49] ;
- l’existence du toponyme utilisé pour le chemin rural dit « du Perray[49] » ;
- le caractère rectiligne et large du chemin de Coutances, aujourd’hui emprunté par la route touristique ;
- la présence du hameau les Mézières signifiant en latin « rempart » ou « ruines ».

### Le Moyen Âge (476 à 1492)

#### Les invasions germaniquesIVe–VIesiècles
Jusqu’au Ve siècle, le littoral cotentinois était englobé dans le « litus saxonicus », littéralement le rivage saxon. Cette circonscription romaine visait à protéger la région des pirates jutes, Angles et des Saxons par un réseau de fortins positionnés le long du littoral donnant l'alerte aux unités mobiles stationnées à Coutances. Elle céda finalement sous la pression franque en 486. C’est au cours de cette vague germanique, que le toponyme Fulquerville semble avoir pris forme. Il est du type «anthroponyme germanique + ville ».
Ce domaine rural mérovingien fut donc attribué à un propriétaire unique, un certain Fulquer ou Fulcharius au cours du Ve siècle. Il était composé « de terres et d’hommes » de telle manière que « ni la terre ne peut être enlevée aux hommes ni les hommes à la terre ». La terre comprenait les pâtures, les champs, les bois et les marais. Les hommes pouvaient y être de conditions diverses : colons, libres, affranchis, esclaves.

#### L’apport des «hommes du nord»: implantation et colonisation

##### Les assautsvikings
Le Cotentin fut intégré au duché de Bretagne de 867 à 933. Les ducs de Bretagne recentrant leur effort militaire sur Nantes et l’estuaire de la Loire, délaissèrent la presqu’île du Cotentin face aux incursions vikings. Selon la Légende des oies de Pirou, les Vikings passèrent par Fulquerville en remontant son havre pour aller assiéger la forteresse de Pirou.

##### La colonisation scandinave
Fulquerville se trouvait dans la partie où la colonisation scandinave est considérée comme très dense. Celle-ci débuta après le traité de Saint-Clair-sur-Epte en 911 et s'accéléra avec l‘intégration du Cotentin au duché de Normandie en 933. Elle était non seulement constituée d’une « colonisation d’encadrement », mais également d’une « colonisation agricole ». Le village ne fut pas effacé de la carte. Après la reconstruction, les Scandinaves s’installèrent et se mélangèrent à la population locale sans discrimination.

##### L’étude des toponymes
L’héritage fut essentiellement maritime avec la spécialisation des colons qui apportèrent leur savoir-faire. Comme le montre la présence de toponymes faisant référence à l’extraction du sel : les hameaux Salnel et les Salines. Ils apportèrent également de nouvelle technique de pêche, notamment celle de la baleine.
La population scandinave donna également des noms à la configuration physique des lieux dont elle venait de prendre possession. Le havre vient du norrois höfn et signifie « généralement une baie propice au mouillage ». La pointe du Becquet dans le havre est un diminutif de bec, issu de bekkr qui signifie « ruisseau ». Deux toponymes positionnés sur les hauteurs de la commune sont également d’origine scandinave. Le premier est La Lande Houlegatte. Il vient du norrois hollr signifiant « profond » et du norrois gata signifiant « chemin, passage », la traduction la plus communément répandue est celle de « chemin creux ». Le second toponyme est Burguefer qui peut avoir deux origines : l’une germanique si on retient la racine burg, l’autre scandinave avec la racine borg. Dans les deux cas, il s'agit d'une fortification.

#### Un prieuré sous la dépendance de l'abbaye du Mont-Saint-Michel

##### La Terre deFulquervilleouFouquerville
La commune apparaît pour la première fois dans les textes en 1081, par le biais d'une donation. "En ce lieu, les trois frères Renaud, Guillaume et Geoffroy, de la famille Fulcharius, fils de Jean et d'Ève, font la donation de la terre à l'abbaye du Mont-Saint-Michel". Il n'y a pas d'élément complémentaire sur cette famille Fulcharius.
La richesse de la terre de Fulquerville se révèlera par la suite dans l'extraction de sa tangue, de son sel et par la vente du poisson dans son port. L'intérêt pour l'abbaye du Mont-Saint-Michel était la possibilité d'y accéder soit par les voies terrestres, soit par la voie maritime.
En 1150, les chanoines s'installent au bord du havre. Le monastère, sous l'obédience du Mont-Saint-Michel, aurait été fondé selon l'historien Lecanu par Richard de la Haye († 1167), baron de La Haye-du-Puits, connétable de Normandie, gouverneur de Cherbourg. Il est difficile de savoir si l'église existait déjà ou non à la fondation du monastère. Elle apparaît dans les bulles papales en 1150 avec le pape Eugène III, en 1156 avec le pape Adrien IV et en 1179 avec le pape Alexandre III.
La propriété de cette terre va créer un conflit entre les bénédictins du Mont et la puissante famille cotentinoise du Hommet :
- vers 1175 : Guillaume II du Hommet s'en prend à l'aumône de Fourqueville et à la vente du poisson dans son port. De là intervient, en 1175, un règlement afin d'établir les droits respectifs de Guillaume du Hommet et les moines du Mont Saint-Michel sur les poissons débarqués dans le portus manerii[66].
- en 1186 : Richard II du Hommet, fils de Guillaume II du Hommet et époux de Gillete de La Haye envoyait ses hommes extraire la tangue dans les salines appartenant à l'abbé du Mont-Saint-Michel. Robert de Torigni arrive à mettre d'accord les deux parties : Richard cesse d'intervenir sur la terre des moines et en échange on lui remet 10 livres. Richard II du Hommet tente d'apaiser ce dérapage et affirme que dorénavant : "aucun de mes héritiers ou de mes hommes ne doit prendre de la tangue dans le domaine de Saint-Germain de Focherville. Je veux que la tangue y reste, en toute liberté, à l'abbé et aux moines, de sorte qu'ils pourront la donner, la vendre ou se la réserver, en un mot en disposer comme bon leur semblera[67]".

Fourqueville devient officiellement dans les textes Sanctus Germanus de Focherevilla dans la charte de 1186 citée au-dessus. Le toponyme Saint-Germain-sur-Ay trouve ici sa plus ancienne mention.

##### Le patron de l'église: saint Germain le Scot ou saint Germain de la Mer

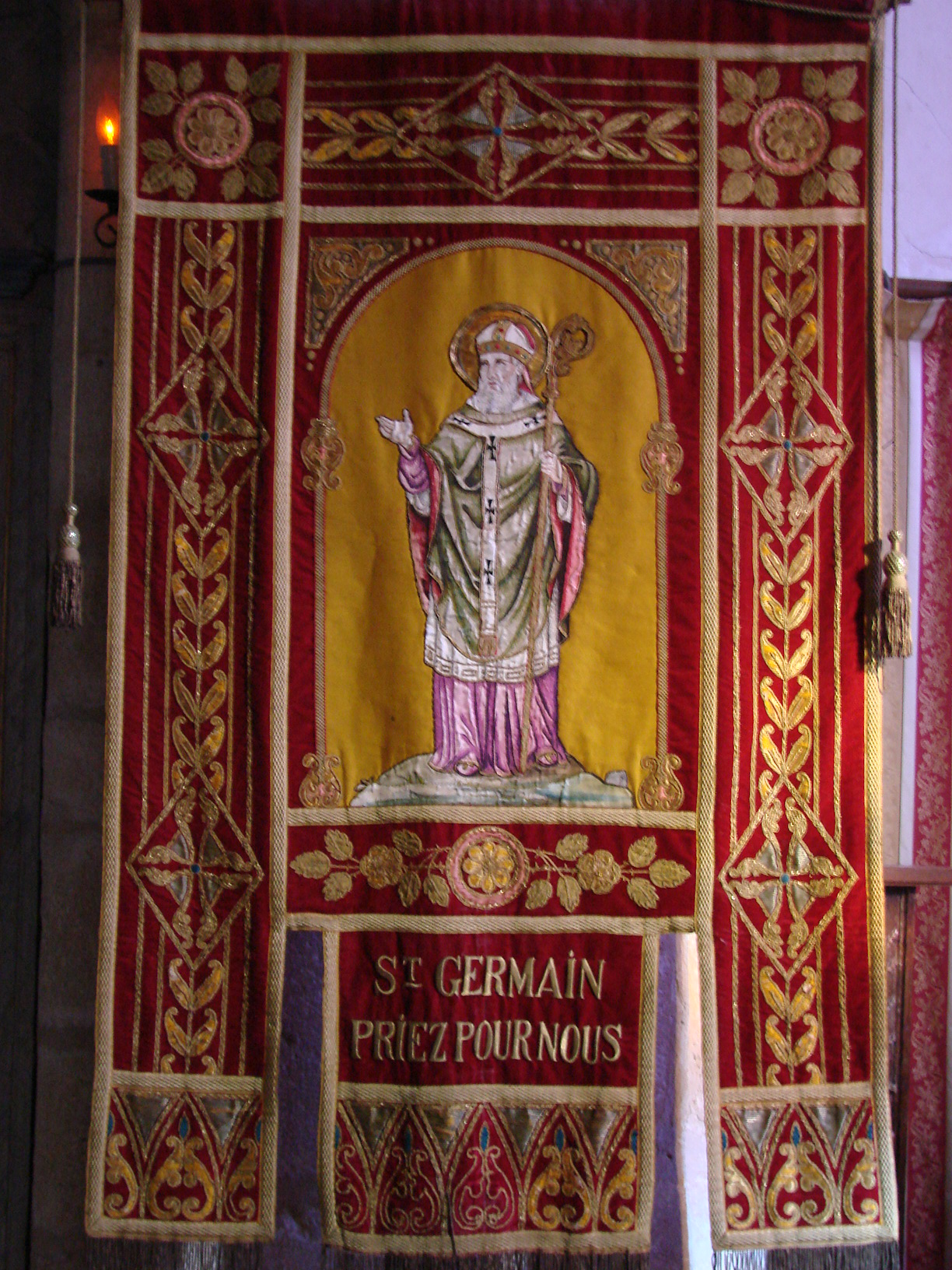
Saint Germain le Scot.

Sanctus Germanus de Focherevilla tient son nom de son patron, saint Germain le Scot. Ce saint a joué un rôle important dans la conversion au christianisme du Nord-Cotentin. Sa vie nous est rapportée par le chanoine saint Germain sur Bresle durant le XIe siècle. Selon les historiens, il est plus préférable de l’appeler « saint Germain de la mer ». Il était d'origine écossaise de par sa mère (du peuple Scot, d'où l'un de ses surnoms), mais aussi franque, de par son père.
Saint Germain de la mer naquit outre-Manche, dans les Cornouailles, en 420. Son père s’appelait Odin (latinisé par la suite en Audinius), sa mère Aquila. Audinius faisait partie des légionnaires francs installés en Bretagne (Grande-Bretagne). Son contingent se trouvait au niveau du limes contre les Scots et les Pics.
Saint Germain d'Auxerre et Loup, évêques de Troyes, de retour de leur combat victorieux contre le paganisme en Écosse, firent la connaissance de la famille Audinius. Ils les baptisèrent et, selon la légende, saint Germain d'Auxerre aida le fils d’Audinius à sortir de la piscine baptismale. Il lui donna alors son nom, Germain. Il devint par la suite prêtre à l’âge de 25 ans, et décida de partir en Gaule pour convertir les païens.
Il traversa la mer en 450 et aborda les côtes du Cotentin à Diélette (à l’époque Direth), porté selon la tradition par la roue d’un char. Il entama alors dans la région un travail d’évangélisation qui se termina par la victoire contre le serpent de Carteret. La légende raconte que les habitants du Cotentin donnaient en offrandes de jeunes nourrissons à un serpent. Après un combat épique, saint Germain de la mer eut raison de lui au trou Baligan. Des traces d’oxydes de fer sur les parois de la grotte sont censées représenter la fossilisation du sang du serpent. Une église aujourd’hui en ruine commémore cet événement légendaire.
En 480, saint Germain de la mer part sur les bords de la Bresle où il va se heurter au chef saxon Hubaud. Il meurt en martyr, décapité. Ses restes furent transportés à Ribemont.
L'acte principal de saint Germain dans la commune fut de « détruire un gigantesque serpent » qui sévissait dans le havre.
Plusieurs paroisses cotentinoises prirent comme patron saint Germain.

##### La vie des habitants du bourg au temps des chanoines
Vivant essentiellement de l'agriculture et de l'élevage, les Saint-Germinais pratiquaient également la pêche à pied et la pêche en mer. La notoriété du monastère attirait et permettait au commerce de prospérer de manière honorable. Saint-Germain-sur-Ay développa son port, non pas sur l'actuelle plage, indéfendable en cas d'attaque des pirates, mais au niveau du petit hameau, La Gavérie, situé à l'ouest du bourg. Le port s'étendait alors du hameau au corps de garde. La présence d'une zone d'échouage favorisa le développement du bourg seigneurial.
Les travaux de l'historien normand Lucien Musset reposant sur le Registrum redditum nous apprennent que certaines lois archaïques étaient encore suivies. En 1239, la coupe des roseaux tenait un rôle important au sein de la communauté, mais également le sel qui faisait l'objet d'une rente. Il était extrait à l'est du bourg, au niveau du hameau Les Salines. Pour terminer, l'historien souligne l'existence d'une mainmorte pratiquée en cas de décès. Elle obligeait l'héritier à ne garder qu'un seul animal, le reste du troupeau étant quant à lui remis au prieuré.
Le Registrum redditum précise également que l'abbaye du Mont-Saint-Michel avait en propriété à Saint-Germain-sur-Ay plusieurs tenures féodales. L'état des tenures dressé en 1239 concerne la famille des Arundel. Il liste les redevances perçues par l’abbaye du Mont-Saint-Michel :
- deux boisseaux d’avoine au mois de mars ;
- une oie à la fin du mois d’août ;
- deux poules à Noël[74].

Les tenants de cette masure étaient Geoffroy Arundel, Robert Arundel, Guillaume Arundel, Thomas Arundel, Onfroy Arundel, Hellvis, Aalis et Julienne Arundel.
Autre point important, ce document nous livre les noms de quatre arrière-vassaux ou vavasseurs saint-germinais du XIIIe siècle. Aînés de leurs familles, ils devaient chacun le service d’un chevalier à l’abbaye, mais également tous les droits et les devoirs féodaux, excepté la justice :
- Thomas l’Asne ;
- Jean de Heules ;
- Guillaume Flori ;
- la fille de Madoc[76].

##### L'indépendance à l'égard du siège épiscopal: l'épisode épique du voyage de l'archevêque Eudes Rigaud à Saint-Germain-sur-Ay
Au milieu du XIIIe siècle, l'archevêque de Rouen Eudes Rigaud entame ses visites pastorales qui sont répertoriées dans un compte-rendu. Il arrive à Saint-Germain-sur-Ay le 7 septembre 1266. Le prieuré n'est alors occupé que par deux moines. Il leur demande l'hospitalité, ces derniers la lui refusent. Le lendemain, l'archevêque les somme de lui ouvrir les portes du prieuré devant témoins. Les moines s'obstinent dans leur refus, et contraignent l'éminent archevêque à dormir dans un cabaret du village. L'affaire ne s'arrêta pas là, puisque l'archevêque vint se plaindre à l'évêque de Coutances, en obligeant celui-ci à faire comparaître le prieur.
Le 20 septembre 1266, le prieur de Saint-Germain-sur-Ay, Raoul Brazart, se rend auprès de l'archevêque pour lui remettre une lettre de l'abbé du Mont-Saint-Michel. Celle-ci stipulait que le prieuré de Saint-Germain-sur-Ay n'était point tenu de le recevoir et que les "biens et revenus dudit manoir ont été destinés anciennement à subvenir aux dépenses communes de notre couvent, par les donateurs, et nos actes et chartes peuvent en faire pleine foi".

##### Guerre de Cent Ans

###### Le monastère tombe sous la coupe du bailli de Cotentin
Les tensions franco-anglaises commencèrent avant le début de la guerre de Cent Ans dans le Cotentin. Le bailli de Cotentin devait confisquer toutes les possessions anglaises. Il décida de s'emparer du prieuré de Saint-Germain-sur-Ay, sous prétexte que le prieur était né à Jersey. Le 5 novembre 1326, l'abbé du Mont-Saint-Michel se plaignit auprès du roi Charles le Bel. Ce dernier se rangea à ses arguments et somma le lieutenant du bailli de Cotentin de rendre le prieuré à ses religieux.

###### La fortification de l'église

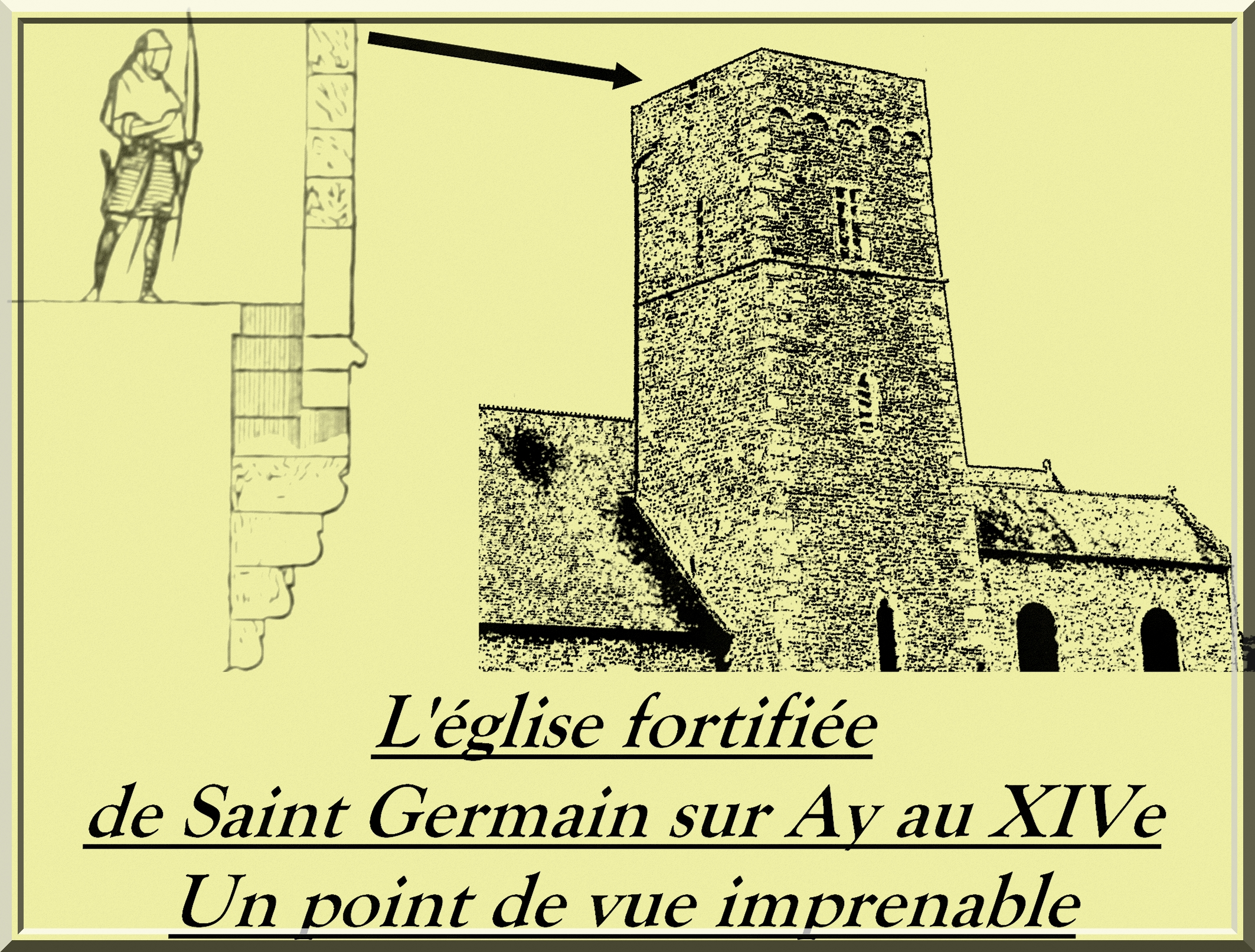
Un garde français en poste à la tour de guet au XIVe siècle.

Le royaume de France s’arrêtait aux portes du Cotentin qui était rattaché au royaume de Navarre. Malgré le serment prêté par Charles de Navarre au roi de France, ce dernier prit la décision de l’incarcérer. Ce revirement déclencha la colère des barons du nord-Cotentin qui basculèrent du côté anglais. Le Nord-Cotentin restera anglais de 1380 jusqu’à la libération de Cherbourg le 12 août 1450.
À Saint-Germain-sur-Ay, cette situation conduit à la fortification de son église comme dans le reste du Centre Cotentin. Elle est dotée d’une tour de guet pourvue de fenêtres meurtrières permettant le tir à l’arbalète ou à l’arme à feu. Des troupes fidèles à la couronne française s’installent dans ces églises fortifiées normandes occasionnant de nombreux dégâts.
De la chevauchée d’Édouard III (1339 et 1346) à l’occupation anglaise (1417-1450), le Cotentin fut l’un des principaux théâtres d’opération de la guerre de Cent Ans.

### Les temps modernes (1492 à 1789)

#### Le renforcement de la monarchie absolue: la fermeté intransigeante de Richelieu
Malgré une terrible épidémie de peste décimant la population cotentinoise, le cardinal applique son programme pour promouvoir un État moderne reposant sur un pouvoir absolu. Il planifie l'affaiblissement du protestantisme en France, et l'abolition des privilèges fiscaux régionaux. Les prises de position de la paroisse face aux actions de Richelieu marquent un tournant décisif pour son développement économique et politique.

##### L'interdiction au commerce du port de Saint-Germain-sur-Ay
Grâce à l'édit de Nantes du 13 avril 1598, les protestants de France bénéficient de nombreuses libertés qui vont aboutir à la création d'un État dans l'État. Les protestants ont leur organisation propre et La Rochelle devient la métropole des protestants français. Le 10 septembre 1627, Richelieu veut réinstaurer l'autorité royale à La Rochelle et encercle la ville sur terre comme sur mer à l'aide d'une digue constituée de navires coulés.
La paroisse de Saint-Germain-sur-Ay entretenait des liens privilégiés avec La Rochelle. Elle compte parmi sa population un tiers de protestants qui disposent de leur propre cimetière. Le canton compte également une population protestante parmi ses villageois, mais surtout parmi ses nobles et ses commerçants.
Les nobles de la Côte des Havres majoritairement protestants n'adhèrent pas à la politique de Richelieu et décident d'affréter plusieurs navires de vivres pour venir en aide aux Rochelais. Les navires partent de Saint-Germain-sur-Ay. Le siège prend fin en 1628. La Rochelle capitule avec plus de 23 000 morts.
En représailles, Richelieu mène une politique punitive à l'encontre des soutiens de La Rochelle. Saint-Germain-sur-Ay se voit privé de ses droits maritimes et doit cesser toutes activités portuaires en 1630. Cette décision appauvrit la paroisse qui voit le commerce se tourner au profit des ports de Portbail et de Carteret.

##### La production du sel dans le havre de Saint-Germain
Le Cotentin conserve au XVIIe siècle le privilège du quart-bouillon. Les sauniers remettent ainsi un quart de leur production au roi et sont exemptés de la gabelle. Richelieu tente de supprimer ce privilège régional en 1639 provoquant la révolte des Nu-pieds à laquelle participèrent les sauniers de Saint-Germain.
Le quart-bouillon provoque un déséquilibre avec les autres provinces françaises de la « grande gabelle » sur lequel se développe la contrebande du faux-saunage. Elle consiste à revendre en « pays de grande gabelle » du sel acheté en Cotentin. L’autorité royale tente d’endiguer ce phénomène par une législation draconienne. Cette politique engendre des frictions avec la population, comme le montre la condamnation à mort, en mai 1706, de plusieurs faux-sauniers du havre de Saint-Germain. Ils furent condamnés pour le meurtre de trois commis de quart-bouillon.

#### Le travail du sel blanc
C’est grâce au travail d’un historien de la société des antiquaires de Normandie, qu’il est aujourd’hui possible de consulter le factum des sauniers protestants de Saint-Germain-sur-Ay. Il en consigne par écrit une copie. L’original brûle durant les bombardements de juin 1944, tandis que la copie est sauvée in-extremis des décombres par son propriétaire. Cette copie comporte plusieurs lacunes. La partie mentionnant le détail des exigences des plaignants a disparu, tandis que le reste du document a conservé la majeure partie de sa matière, malgré quelques lignes effacées par la boue. Ainsi, le document nous livre en détail les différentes étapes du façonnage du sel blanc dans le havre de Saint-Germain-sur-Ay.

##### L’économie du sel autour de Saint-Germain
Le sel blanc reste plus difficile à obtenir que le sel gris. Autour du seul havre de Saint-Germain, la production nécessite l’intervention de 2 375 personnes. Trois cent personnes restaient durant toute la saison qui s’étendait de mai à septembre. Soixante-quinze employés, appelés les « boidrots » interviennent à la fin de la production pour tirer du sablon le sel blanc. Ces ouvriers qualifiés étaient employés en fonction des besoins sur la côté des havres. Deux mille personnes composées d’individus extérieurs à la paroisse étaient chargés d’apporter des voitures de tangues en début de production. Ils étaient employés en fin de production à la coupe, au fagotage puis au transport du bois pour alimenter les fournaises sous les marmites en plomb.

##### Les différentes étapes du façonnage du sel blanc et son coût

###### L’amendement des salines
Les sauniers rapportent des charrettes de tangues sur les salines. Cette opération permet d’enrichir les terres, et de niveler son niveau en rebouchant les cavités creusées par la mer. Avant les grandes marées, les sauniers retournent leur parcelles de terre à l’aide de charrues tractées par des bœufs ou des chevaux. Le coût pour le saunier s’élève à deux ruches de sel.

###### Le hersage
Afin d’uniformiser la pénétration de l’eau de mer après chaque marnage, les salines doivent être hersées. Au milieu de la saison, durant la période de morte eau, les salines s’échauffent et sèchent. Les salines sont de nouveau hersées. Le coût pour chaque journée de hersage s’élève à 45 sols.

###### Le «havelage»
Lorsque le sablon s’est bien chargé de sel. Le saunier fait intervenir sur ses terres le « havet » ou « haveau ». Il s’agit d’une planche longue de six pieds renforcée par une bande de fer. Deux manches permettent d’en diriger la direction, tandis qu’un cheval en tracte la masse. C’est le poids de l’homme qui permet de ratisser la saline. L’opération permet de rassembler le sablon en petit tas qui vont se dessécher au soleil. Le coût s’élève à 40 sols, et peut monter à deux livres en cas d’intempéries.

###### Le filtrage des sablons par les «boidrots»
Une fois sécher le sablon est levé à l’aide de deux tombereaux tirés par quatre bœufs. Le sablon est alors entreposé dans un lieu réservé. Le coût de cette opération s’élève à 45 sols par jour, plus 54 sols pour l’aide de trois chargeurs. Une fois fait, deux « boidrots » par salines interviennent. Ils mettent en place un assemblage temporaire visant recueillir l’eau salée des sablons. Pour cela, ils creusent des fosses rondes en masse d’argiles dont le fonds est composé de planches juxtaposées recouvertes de glud de froment pour affiner le filtrage. Le sablon est renversé dans ses fosses. L’eau se filtre aux gouttes à gouttes au travers du plancher. Elle est alors dirigée par de petits canaux dans des tonneaux. L’eau salée est obtenue ainsi. Le coût de cette opération s'élève à 72 sols.

###### L’évaporation de l’eau salée sur les fournaises
Une fois l’eau salée obtenue. Les « boidrots » entreposent quatre marmites en plomb dans lesquelles ils déversent l’eau salée. Sous ces marmites, les « boidrots » entretiennent quatre fournaises jour et nuit. L’eau bouillonne puis s’évapore pour ne laisser que le sel blanc. Les « boidrots » doivent être trois pour cette opération, et coûtent au saunier 36 sols par jour. De plus, pour entretenir la fournaise, le saunier dépense un cent de fagot par jour, soit neuf livres. Une fois formé le sel est retiré des marmites, puis il est entreposé contre les feux et au soleil où il a va prendre sa couleur et sa consistance.
L’entreprise du sel blanc à Saint-Germain restera active jusqu’en 1789. La révolution met un terme à la gabelle. La concurrence a alors raison de cette production locale. Le sel gris de Noirmoutier détrône le sel blanc du Cotentin bien trop couteux en hommes. En effet, le sel blanc est bien plus difficile à façonner que le sel gris. Le sel gris se façonne juste en levant les écluses on laisse entrer dans le marais la quantité d’eau de mer, elle s’évapore au soleil et le sel se forme.

#### Le bail de 1680 ou la location des dépendances du prieuré aux habitants

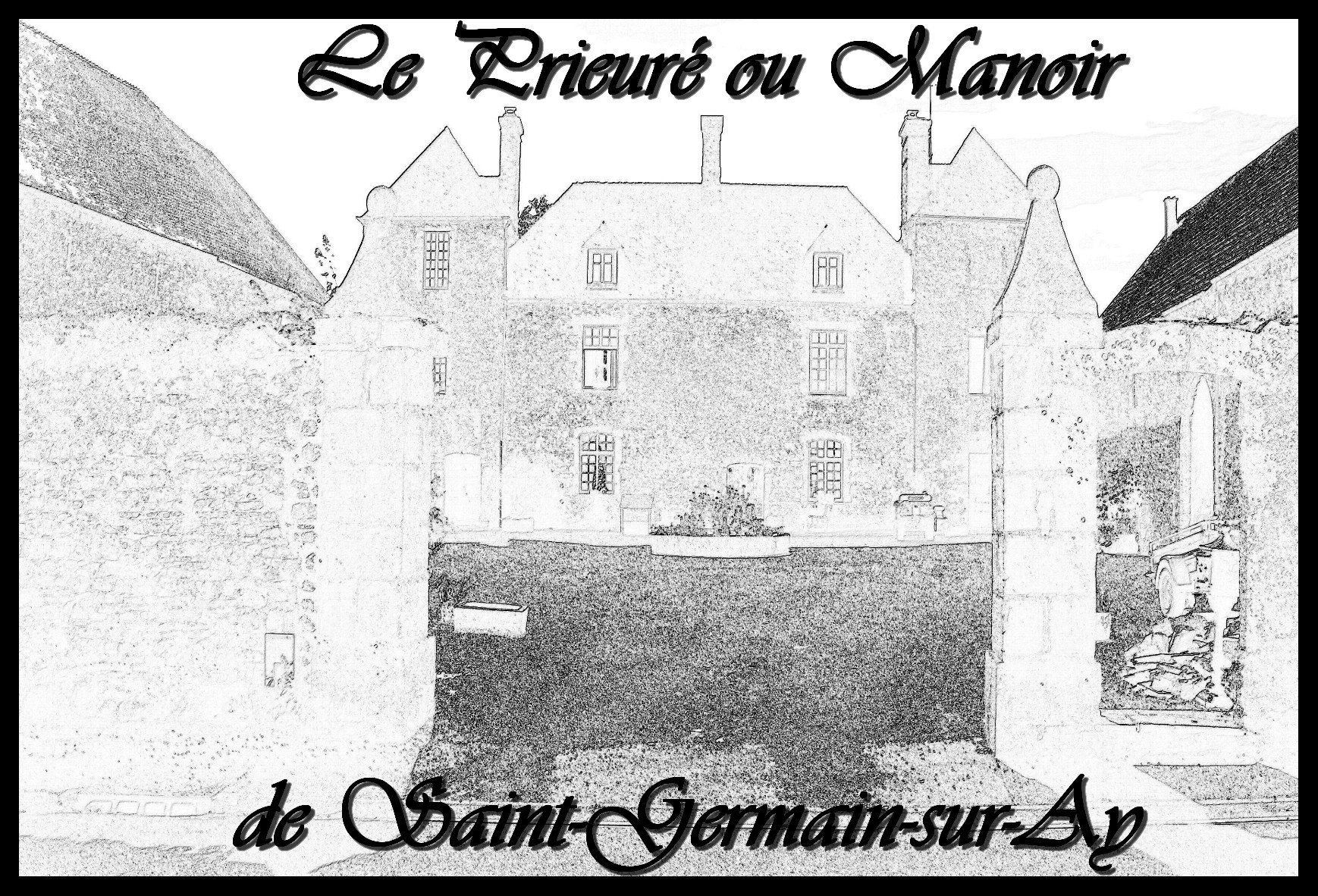
L'ancien prieuré bénédictin.

Le bail de 1680, acte notarial nous permet de connaître les possessions du prieuré à la fin du XVIIe siècle.
Le bail était au profit des veuves Jacqueline Dossier de Montgardon et de Jacqueline Auzou de Saint-Germain-sur-Ay.
Les possessions du prieuré sont énumérées comme suit :
- le manoir seigneurial ;
- la grange ;
- l'étable ;
- l'écurie ;
- la boulangerie ;
- haute et basse cour ;
- le colombier ;
- le moulin à eau, actuellement le lavoir.

#### Les trafics vers l'Angleterre
Après sa fermeture en 1630 le commerce maritime put reprendre à Saint-Germain-sur-Ay durant la seconde moitié du XVIIe siècle. Le havre a su tirer parti de sa proximité avec les îles de Guernesey et surtout de Jersey. Cette position modeste mais néanmoins appréciable attire l’intérêt de ses seigneurs, des abbés et de l’évêque de Coutances.
Comme les autres petits ports de la Côte des Havres, Saint-Germain-Sur-Ay se livre à un intense trafic de vin et d’eau de vie avec l’Angleterre via les îles Anglo-Normandes. Le port de Saint-Germain pouvait alors accueillir des navires de 80 à 100 tonneaux sans toutefois pouvoir leur fournir un abri, puisqu’il s’agissait d’un port d’échouage.
Les fermiers des traites ne pouvant surveiller l’ensemble de la côte des havres, obtiennent la fermeture au commerce de deux ports. Saint-Germain se voit privé une seconde fois de ses droits maritimes en 1720, en même temps que le havre de Surville.

#### La compagnie saint-germinaise des garde-côtes
François Ier réorganise le guet de mer. En 1582, la garde des côtes françaises est placée sous la direction de l’amiral de France. Des hommes de guet rémunérés assurent la protection du littoral. La réorganisation du système des garde-côtes en 162], 1627 et 1628 aboutit à la création des capitaineries en 1705.

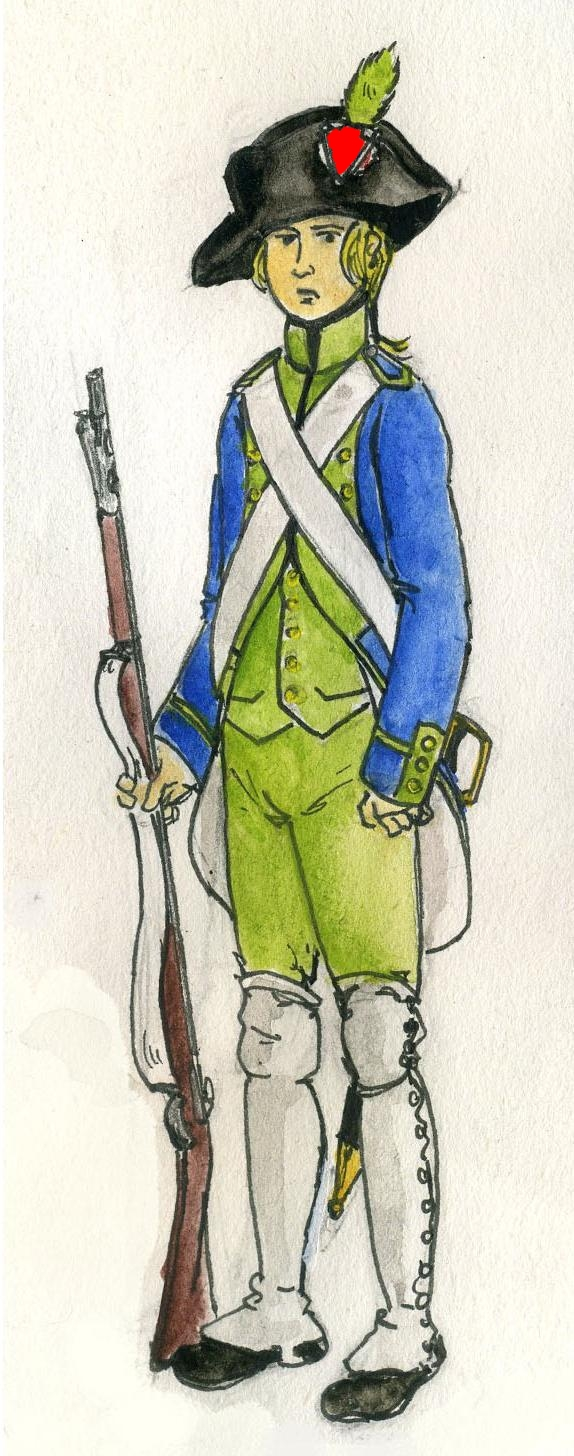
Un garde-côte canonnier portant l'uniforme, armé d'un baudrier, d'un sabre et d'un mousquet.

À Saint-Germain-sur-Ay, deux officiers, un capitaine et un lieutenant, entourés de dix hommes, constituent la compagnie des garde-côtes. Ces hommes sont tirés au sort parmi la population de la paroisse. Les registres des rôles généraux tenus par les capitaines des garde-côtes recensent les hommes de 16 à 60 ans susceptibles d’être engagés. En temps de guerre, ces registres sont considérés à juste titre comme un véritable vivier en fournitures d’hommes. Ils assurent alors le fonctionnement des vigies, du corps de garde et de la batterie de côte situé à la pointe du banc.
La compagnie saint-germinaise des garde-côtes constitue avec onze autres compagnies la capitainerie de Portail. Cette capitainerie pouvait compter sur l’intervention d’un millier d’hommes. Ceux-ci ont le devoir de se rassembler et de s’armer afin de se porter sur la côte où débarquait l’ennemi.
Les officiers sont tenus de porter l’uniforme. Pour les hommes non gradés, « l’uniforme n’était pas obligatoire, armés d’un baudrier, d’un mousquet et d’une épée ».
Le règlement du 28 janvier 1716 sur la défense du littoral élargit son champ d’action en faisant participer l’ensemble des chaumières côtières. Les habitants sont tenus d’avoir chez eux « un fusil, une baïonnette, un porte-baïonnette, une demi-livre de poudre et deux livres de balles » afin de répondre par le feu à tous débarquements étrangers.

#### L’amélioration du système défensif de la Côte des Havres
Au XVIIIe siècle, la première puissance maritime mondiale reste de loin la flotte britannique. À partir de 1723, l’Angleterre accroît de façon considérable le potentiel militaire des îles Anglo-Normandes. La baie de Sainte-Catherine à Jersey pouvait accueillir d’importantes flottes de guerre. Face à ce danger croissant, de Caux présente en 1731 au secrétaire d'État de la Marine de Maurepas une étude qui va aboutir progressivement à l’organisation de la côte ouest du Cotentin.

##### Les deux corps de garde de Saint-Germain-sur-Ay

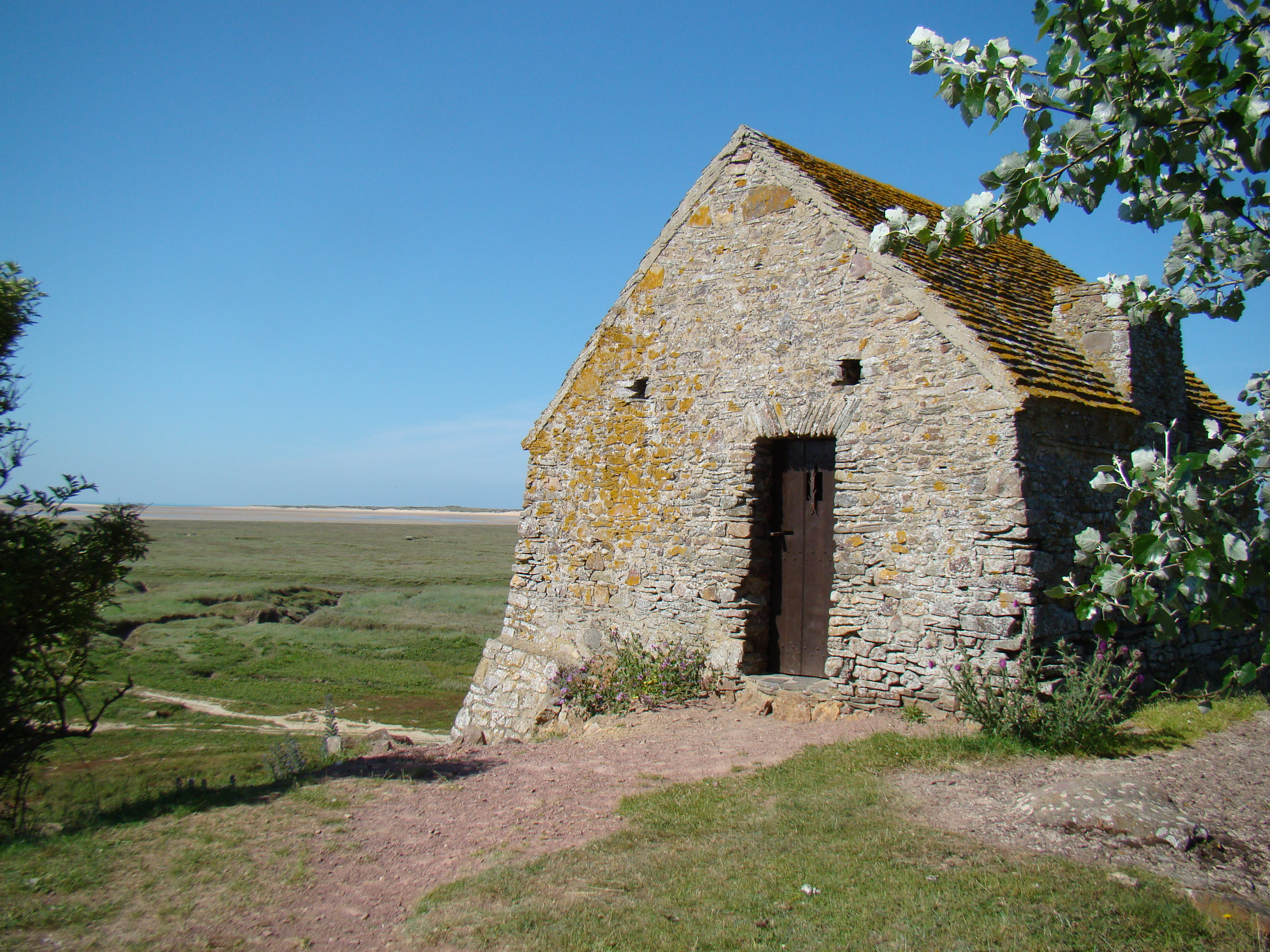
Le corps de garde du Grapillon.

Les églises du littoral sont encore utilisées pour le guet de mer pendant les guerres du règne de Louis XIV. Mais elles vont rapidement montrer leurs limites notamment durant la guerre de la Ligue d'Augsbourg (1688-1697) avec la bataille de la Hougue dans le Nord-Cotentin. Suivant la logique de Vauban, vingt corps de garde, dont celui de Saint-Germain-sur-Ay, vont être édifiés en 1669. Un second corps de garde voit le jour à la pointe du Banc à l'embouchure du havre.

##### Les mâts de signaux

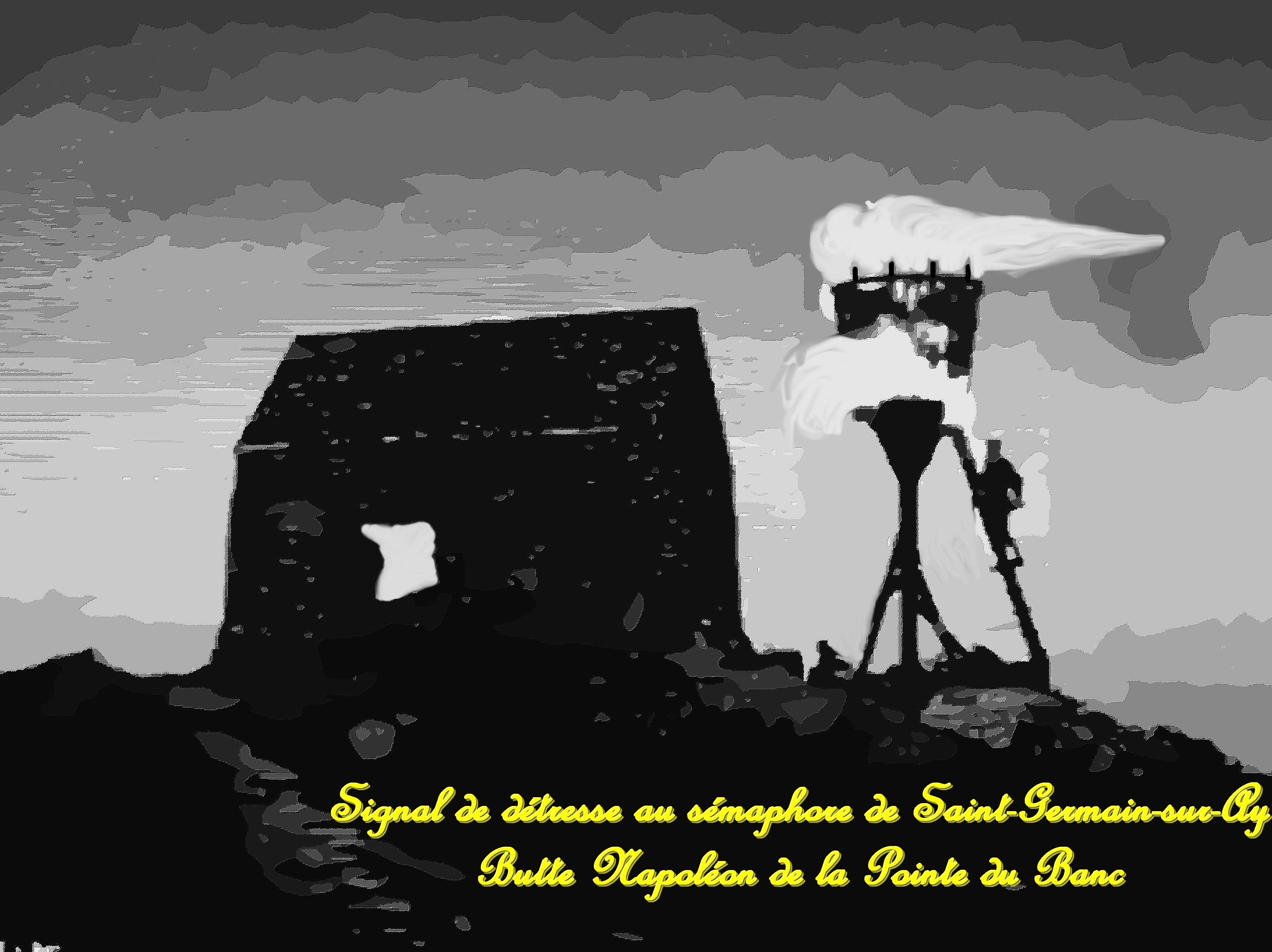
Signal de détresse à la butte Napoléon.

Au cours de la guerre de Sept Ans (1756-1763), la communication entre les corps de garde se modernise à l’aide de mâts de signaux. La transmission se faisait à l’aide de pavillons (flammes et drapeaux de formes et de couleurs différentes) et était relayée de Saint-Germain à Saint-Rémy puis de Saint-Rémy à Portbail siège de la capitainerie. De nuit, les signaux d'alerte étaient lancés en enflammant des brulots.
Ces mâts de bateau sont plantés à proximité des côtes. Pour Saint-Germain, le pavillon se trouvait au sommet d’une butte au nord de la pointe du Banc, sur une dune en forme de dôme qui prit le nom de « pavillon » ou « butte Napoléon ». Au sommet de cette butte, en 1798, fut construite une cabane de guetteur « en maçonnerie » dont les dimensions étaient réglementées. Aujourd’hui, le « pavillon » a perdu la moitié de sa hauteur est culmine à 18 mètres. Au sommet, on peut encore voir les fondations de cet ancien sémaphore. Une seule arête du bâtiment est encore visible et mesure un peu plus de 4 mètres, sur une hauteur de 46 centimètres, avec une largeur de mur atteignant les 75 centimètres.

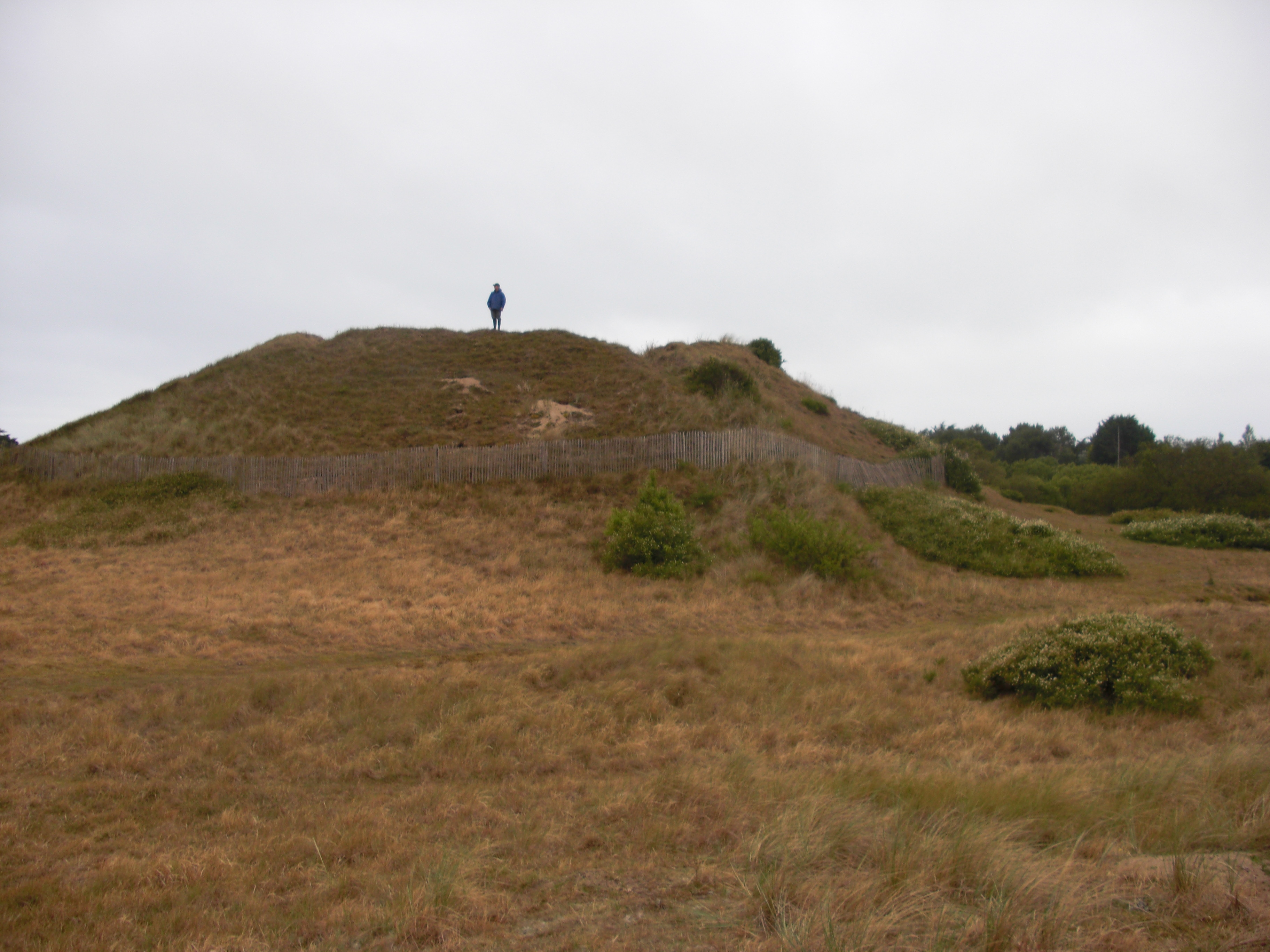
Au pied de la butte Napoléon.
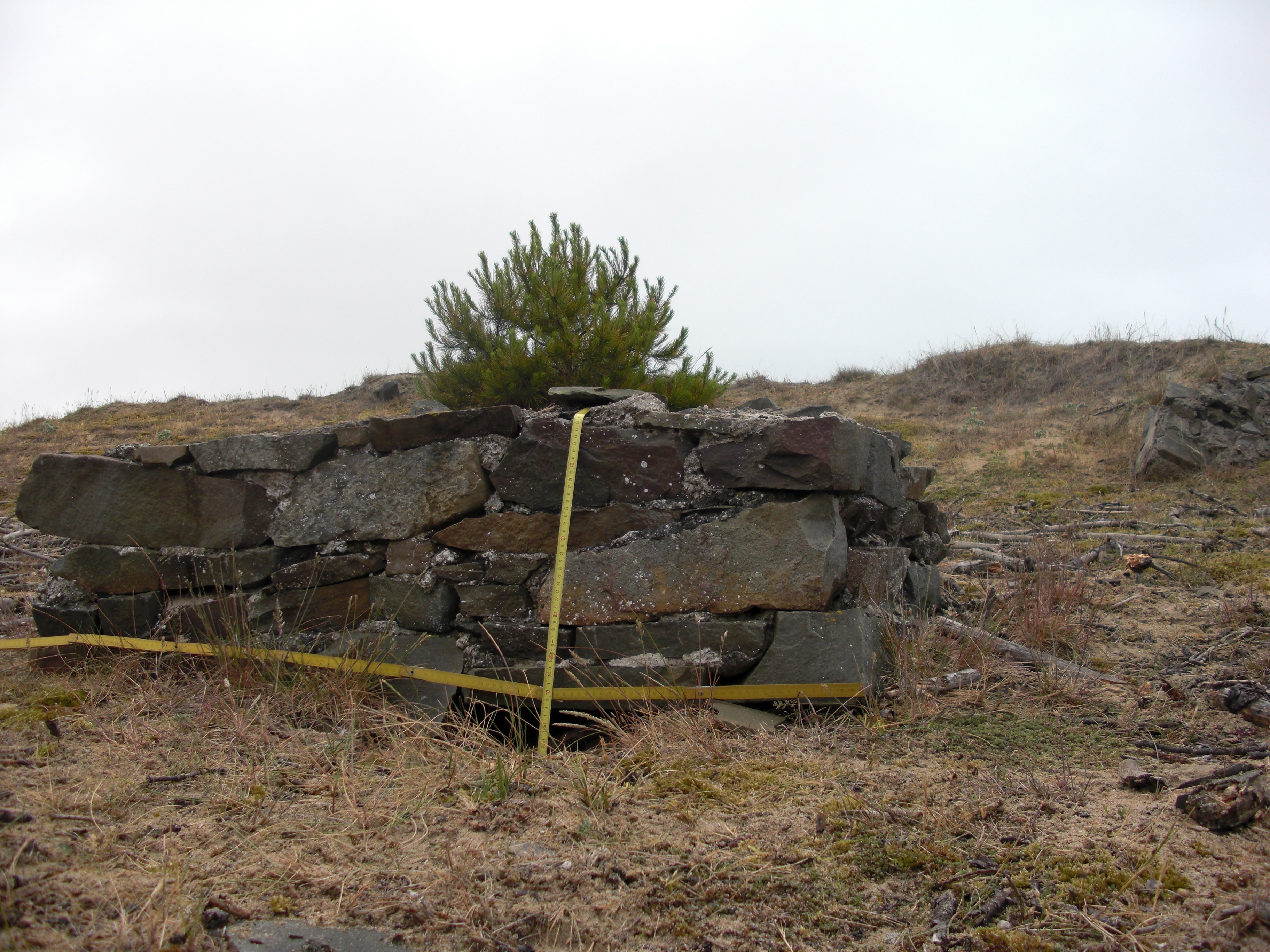
La face nord des fondations au sommet de la butte.
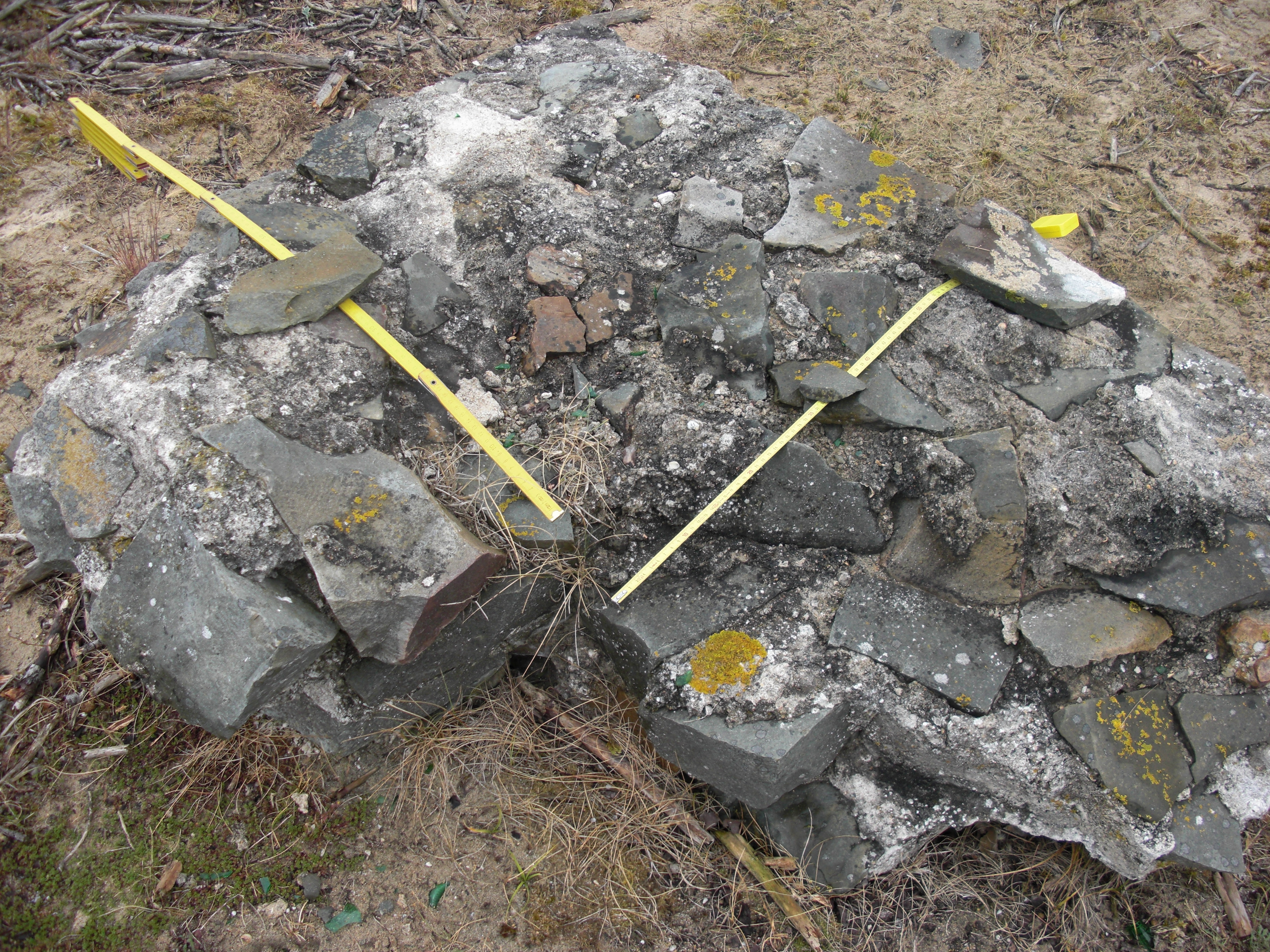
L'épaisseur des murs-fondations au sommet de la butte.
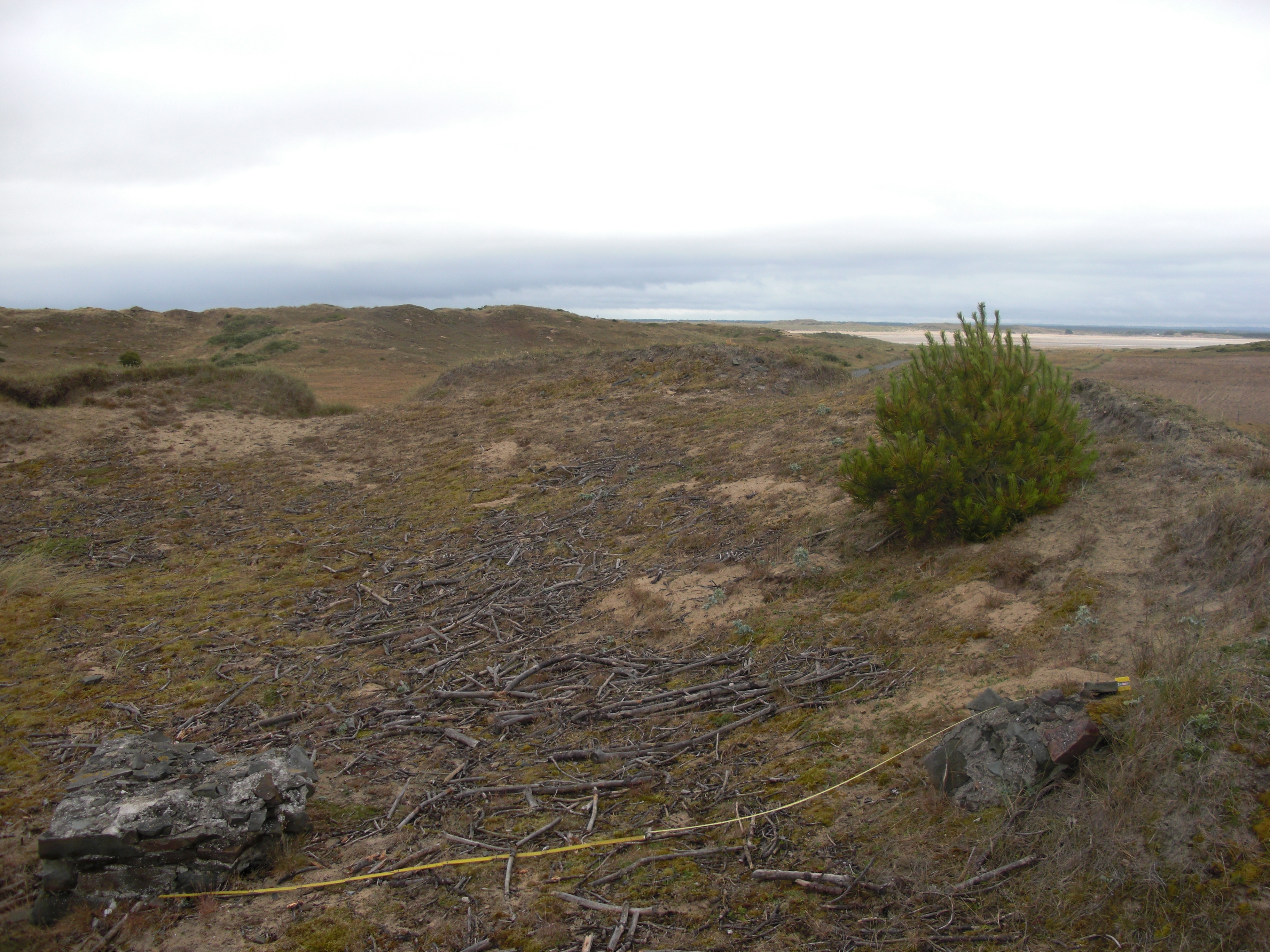
La largeur des fondations au sommet de la butte.

##### La pointe du Banc: installation d'une batterie de canons de 24
À proximité d'un second corps de garde, aujourd'hui disparu, l'entrée du havre se voit équipé de deux bouches à feu. Il s'agit de deux canons de 24. Ce canon reste la pièce d'artillerie la plus lourde du système de Gribeauval. Il pouvait projeter des boulets de 12 kg sur une distance de 1800 mètres.
La batterie de canons saint-germinaise devait s'apparenter à celle de Portbail, "en terre et en gazon, complétée par un corps de garde et un magasin à poudre".

##### La première défense saint-germinaise reste le canal de la Déroute
Face à la puissance de feu britannique, la batterie de canons de 24, les deux corps de garde et les hommes de guet paraissent une bien maigre défense. Selon Édouard Thin, les canons de 24 du havre de Saint-Germain servent principalement à empêcher un « débarquement de moyennes et petites barques » et de « réduire les possibilités d'infiltration des agents de l'ennemi ».
Si Saint-Germain a évité l'occupation anglaise, c'est surtout grâce aux courants violents et hauts fonds du canal de la Déroute.

### XVIIIesiècle: les temps troubles de la Révolution

#### 1789: l’abolition des privilèges
À la veille de la Révolution française en 1789, le dernier seigneur de Saint-Germain-sur-Ay fut Jacques-Alexandre de Graintheville qui appartenait « à l’assemblée des trois ordres du grand bailliage de Cotentin ».
L’abolition des privilèges et des droits féodaux le 4 août 1789 entraîna la fin de l’Ancien Régime. Dans la commune, la passation des pouvoirs se fit sous l’impulsion du chef des révolutionnaires locaux, Michel Ernouf. L’église, le manoir (ancien prieuré) et le presbytère sont en proie au pillage pendant ces temps troubles. Une nouvelle organisation prend alors place. Le presbytère accueille les troupes révolutionnaires.

#### 1790: naissance de la municipalité et confiscation des biens du clergé
Pour la première fois dans son histoire, la commune a à sa tête un maire, Michel Ernouf, et non plus un seigneur. En accord avec la constituante, les biens du clergé sont mis aux enchères pour renflouer les caisses de l’État et soutenir la révolution contre les monarchies européennes. Le maire de Saint-Germain s’installe avec sa famille et ses domestiques, Louis d’Orléans et Sorin, dans l’ancien prieuré, vendu comme bien national, et ses dépendances. Son acquisition aurait été faite, dit-on, pour la modique somme de deux bœufs.
Michel Ernouf obtient en juin 1790 un siège de député à l’administration de la Manche. La même année, il cumule un autre siège, celui d’administrateur des biens nationaux. Il aura eu entre autres la responsabilité de vendre l’abbaye de Lessay à un certain Louis de Perrochel. La mairie arbore les emblèmes de la Révolution, et l'arbre de la liberté est planté sur la place du village.

#### La Révolution et les contrebandiers de Saint-Germain-sur-Ay, 1790-1793
Certains individus tentent de tirer parti de la confusion révolutionnaire. Les garde-côtes multiplient leurs plaintes dans les procès-verbaux face au trafic de marchandises et d’hommes.
En 1791, les gardes sont spectateurs d’un débarquement de marchandises prohibées. Les contrebandiers sont armés et tiennent à distance les gardes du havre.
En 1792, ils surprennent un embarquement de marchandises « en grande quantité d’argenterie, de volailles et de bestiaux ». Ces denrées ont pour destination Jersey. Les gardes décident d'intervenir, mais ils sont mis en déroute par les contrebandiers qui, au lieu de prendre la fuite, les chargent comme des « furieux ».
En 1793, Saint-Germain accueille également des émigrés qui tentent de fuir la Révolution. Parmi eux, on compte des clandestins, des prêtres n'ayant pas prêté serment, mais aussi des aristocrates comme Le Canu de Basmarescq.

#### Le fanatisme de Louis de Perrochel
Louis de Perrochel, ancien noble du Maine installé à Créances, renonce à sa particule pour éviter les représailles au lendemain de la Révolution française. Il achète l’abbaye de Lessay lors de la mise aux enchères. Il ne cache pas son ambition pour percer politiquement.
Il obtient en 1792, le poste de député de Michel Ernouf, qui perd la même année son statut de maire. Une violente dispute éclate entre les deux hommes. Louis de Perrochel accuse l’ancien maire de Saint-Germain d’être un ennemi de la nation et de fomenter des plans antirévolutionnaires.
Louis de Perrochel, à la tête du mouvement fédéraliste de la Manche, est perçu par la population comme un fanatique, il sera d’ailleurs jugé pour ses méthodes musclées et ses exactions.

#### Michel Ernouf de l’emprisonnement à la libération (1793-1796 (?)

##### Les documents historiques
Les historiens ont peu de documents historiques à leur disposition pour retracer les évènements qui se déroulèrent en 1793 dans les communes maritimes faisant face à Jersey, à savoir Pirou, Créances, Lessay et Saint-Germain-sur-Ay. C’est au cours de cette année que des chevauchées ont été dirigées au cœur de ces paroisses afin de rétablir l’ordre républicain. Comme document de travail, ils peuvent s’appuyer sur le fonds des justices de paix, sur une lettre de Le Menuet adressée au juge de paix de Lessay le 22 avril 1793, sur le mémoire de Michel Ernouf de 17 pages imprimées le 17 octobre 1795.

##### Un conflit entre deux patriotes
Les interventions armées dans ces communes trouvent leurs origines dans plusieurs évènements. Michel Ernouf, député de la Manche et premier maire de Saint-Germain, se fait des ennemis parmi les membres de la jeune administration de la Manche dont Louis Perrochel. Roger Jouet, met en avant, dans le tome 10 de la Revue de la Manche, une querelle de personnes et des luttes d’influence qui ont pu conduire à l’incarcération du premier maire de Saint-Germain. Perrochel ancien aristocrate tente de tirer parti du mouvement révolutionnaire pour se reconstruire un pouvoir. Michel Pinel relate le caractère brutal des relations qui existaient entre Michel Ernouf et Louis Perrochel « tous deux hommes de fortes personnalités et avides de pouvoirs ».

##### Le contexte historique
En 1793, la première coalition étrangère se presse aux frontières de la France, sur terre comme sur mer, pour tenter de renverser la République. C’est aussi et surtout l’époque de la Terreur. Les suspicions royalistes et antirévolutionnaires sont fortes. La marche du mouvement fédéraliste normand sur Paris fait également trembler la Révolution.
D'un point de vue local, les liens commerciaux entre la paroisse saint-germinaise et les îles anglo-normandes ont toujours existé et n’ont pas cessé avec la Révolution. Ce trafic maritime prit une tout autre dimension avec la Révolution et l’entrée en guerre contre la coalition étrangère. Il est alors considéré comme antirévolutionnaire. L’administration suspecte les bateaux de pêche et renforce sa mainmise sur le trafic. Les pêcheurs saint-germinais voient d’un mauvais œil les contrôles que les douanes commencent à exercer à leur encontre. Chaque bateau de pêche est aux yeux de l’administration suspecté de contourner les interdictions.
Avec la Révolution, la religion chrétienne doit se soumettre à la République, les biens sont vendus au laïcs et les prêtres doivent prêter serment à la nation. Beaucoup refusent, et quittent leurs fonctions pour se cacher ou partent en exil et gagnent les îles Anglo-Normandes.
Face au départ des prêtres et à la confiscation de leur bien de travail, la population saint-germinaise commence à être exacerbée. La pression est telle qu’en 1793, l’administration « décide de frapper un grand coup » et donne au commissaire Perrochel l’ordre d’intervenir. Celui-ci décide selon ses mots « de s’entourer d’une forte escouade de troupe qui devait lui prêter main-forte au milieu de cette population hostile à l’administration ».

##### L’arrivée de la garde nationale de Coutances
Nous n’avons pas les détails des affrontements. Selon Roger Jouet, Louis Perrochel entre dans Saint-Germain à la tête d’une centaine d’homme armés. Michel Pinel avance un effectif de quatre cents hommes autour du commissaire. Il fait débarquer toutes les marchandises des navires amarrés dans le port, y compris les bateaux de pêche qu’il soupçonne d’entretenir les liaisons avec les îles Anglo-Normandes malgré les interdictions. Il fait également arrêter Michel Ernouf, et ses domestiques. Michel Ernouf est séparé de sa femme et de ses enfants dans la cour du prieuré, tandis que les troupes mettent la main « sur plusieurs lettre anti-sermentaires et une correspondance avec les prêtres en exil à Jersey ». L’intervention armée choque les Saint-Germinais qui voit leur ancien maire ligoté faisant un malaise.

##### Michel Ernouf finalement reconnu bon citoyen
« Quinze jours après son arrestation après audition il est libéré et reconnu bon citoyen », il part rejoindre sa femme, ses enfants au prieuré et redevient simple cultivateur. Après d’autres comparussions, et sur ordre de l’accusateur public, l’affaire aboutit à un non-lieu. À la lecture des lettres, il estime « qu’il n’y avait guère là de preuves d’un délit caractérisé ». Par la suite, Michel Ernouf n’aura de cesse de prouver son patriotisme notamment par la rédaction de son mémoire où il cite dès le préambule l’article 2 de la Déclaration des droits de l'homme et du citoyen « Ne faites pas autrui ce que vous ne voudriez pas qu’on vous fit ». Quant à lui, Perrochel est accusé de fédéralisme. Innocenté, il quitte le canton pour aller finir ses jours dans le Maine sans avoir de descendance.

### La guerre de course: corsaires et armada
En 1793, la France entre en guerre contre l’Angleterre et les Provinces-Unies (Hollande). Pour le Cotentin, cette date marque le début des affrontements pour le contrôle du canal de la déroute et surtout de son passage. Les îles Anglo-Normandes, bastion anglais de la Manche, déverse une grande quantité de bâtiments hostiles. La résistance s’organise autour des infrastructures terrestres énumérées plus haut. Les corsaires de Granville, Saint-Malo et dans une moindre mesure Cherbourg opposent leur résistance en multipliant les prises chez les Anglais et en protégeant les convois commerciaux.

#### Le passage de la Déroute

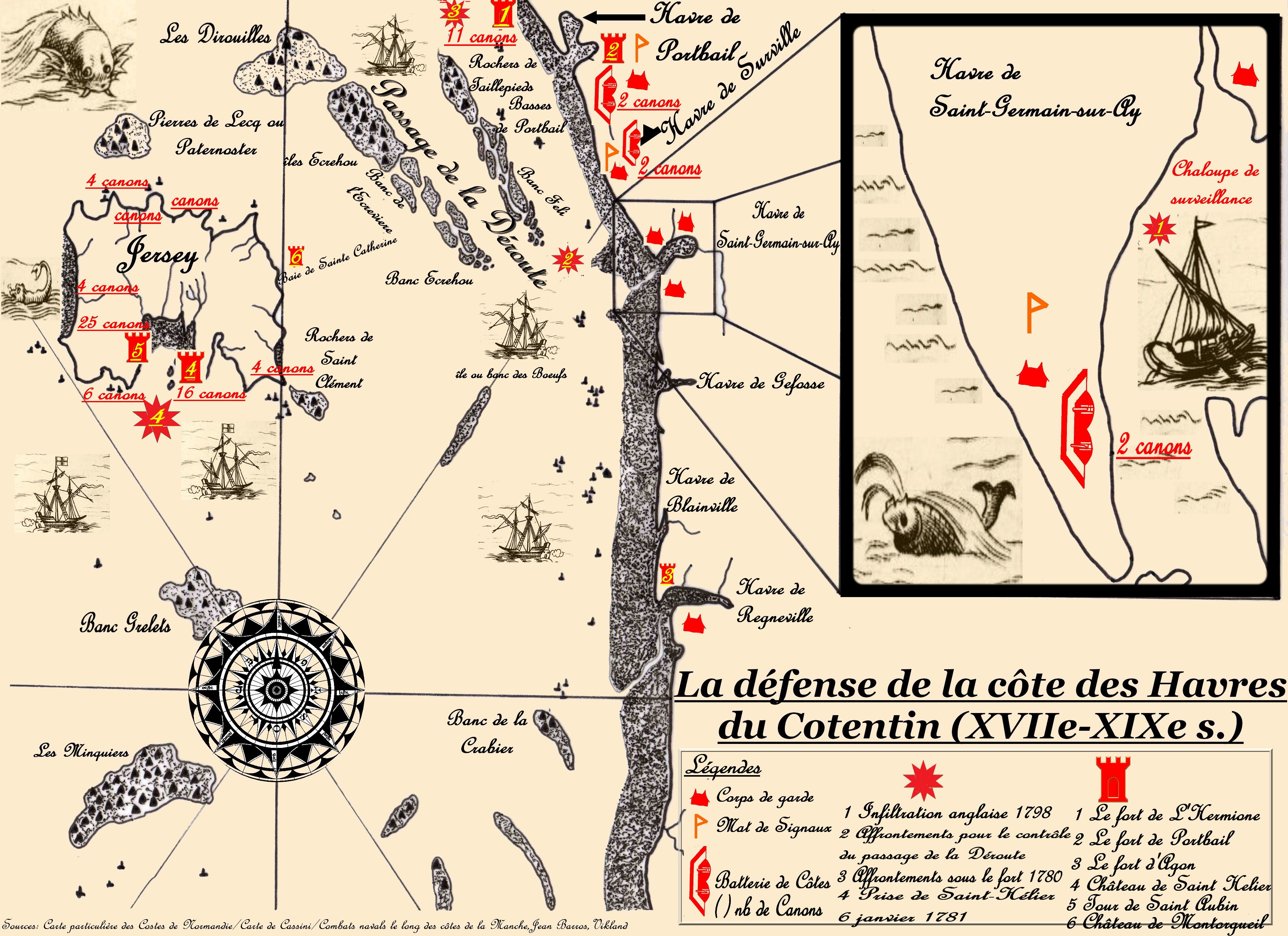
Saint-Germain-sur-Ay au cœur de la guerre de course pour le passage de la Déroute.

Saint-Germain-sur-Ay se situe à l’ouverture du passage de la Déroute. C’est autour de ce mince passage entre les Écréhou et les basses de Tailles Pieds que les principaux affrontements se déroulent. Les corsaires jersiais s’installent sur les Écréhou, tandis que les lougres granvillais le Surveillant et le Neptune-Hardi patrouillent sur le canal de la Déroute. Jean Barros dans son article énumère les combats navals qui s’y déroulent de 1794 à 1797.
À partir de septembre 1798, les corsaires jersiais communiquent avec des espions sur le continent. À Saint-Germain-sur-Ay, dix Jersiais, « armés de pistolets et de fusils » viennent s’emparer de la chaloupe de surveillance qui stationnait dans le havre. Ils abattent les deux garde-côtes et prennent la mer avec leur prise pour regagner les îles.
Le préfet de la Manche avait déjà fait pendre en 1789 le garde-pavillon saint-germinais Métifer qu’il considérait comme très suspect.
Le 29 novembre 1800, le préfet de la Manche est cette fois-ci averti de l’existence d’« une valise perdue par un agent anglais et contenant 2 000 louis flottant en mer du côté de Saint-Germain-sur-Ay ». Cette valise était destinée à soutenir l’espionnage anglais en France.

#### Le havre, «un refuge contre le mauvais temps, les aléas de la navigation et les attaques anglaises»

##### La constitution de l’armada de Boulogne
Plusieurs centaines des 1 300 navires qui constitueront l’armada de Boulogne pour l’offensive de 1804 sont contraints d’emprunter le passage de la Déroute. Le havre de Saint-Germain, avec les autres havres de la côte, deviennent alors des refuges providentiels.

##### Le naufrage duMercuriussous le commandement du capitaine corsaire de prise Renaux
En 1806, Louis Joseph Quoniam, capitaine corsaire cherbourgeois à la tête du navire granvillais Le Glaneur de Saint-Malo, va porter la guerre de course jusqu’au sud de la Grande-Bretagne, au cap Lizard. Il y fait la prise de trois navires : l’United Brother, le Mercurius et la Nancy. Le Mercurius est capturé le 10 décembre 1806. Il s’agit d’un dogre suédois de 150 tonneaux. Louis Joseph Quoniam le donne en commandement à son lieutenant Renaux qui devient capitaine corsaire de prise. Le navire quitte le sud de l’Angleterre pour regagner Granville. Pour échapper aux feux de l’ennemi ou à cause du mauvais temps, Renaux est contraint « de jeter au naufrage le Mercurius dans le havre de Saint-Germain-sur-Ay ». Il demeure quelques jours dans la paroisse avant de réembarquer lors du passage de la Nancy reprise plus tard par les Anglais.

### XIXesiècle: l’activité portuaire de Saint-Germain-sur-Ay

Graffiti marin façade ouest de l’église.

Le port de Saint-Germain, de par sa proximité avec Lessay, bénéficie d’une recrudescence de fréquentation durant la fête de la Sainte-Croix le 12 septembre. Les Anglais et Anglo-normands ont l’habitude d’y faire échouer leurs bateaux et d’y embarquer marchandises et bestiaux achetés à la foire de Lessay.
En dehors de cette période, le récent ouvrage de Michel Pinel précise que le port en 1837 importe « principalement de la houille, du sel et du suif brut », et « exporte grains, pierres, volaille et légumes ». Le commerce atteint pour cette année 506 tonneaux.
Les statistiques des douanes sur l’activité portuaire de la France en 1841 précisent que le mouvement de la navigation à Saint-Germain-sur-Ay est principalement anglais ou anglo-normand : « Ce petit port de commerce exporte des produits du sol principalement en Angleterre », ce que corroborent ces statistiques. En 1841, le commerce de cabotage français atteint 114 tonneaux avec l’enregistrement aux douanes du déchargement d’un navire provenant de Noirmoutier. Les seize membres d’équipage débarquent 163 quintaux de sel. La même année, le port enregistre l’entrée de quatre-vingt bâtiments anglais et anglo-normands représentant un volume total de 543 tonneaux.
Encore au début du siècle dernier, les commerçants recevaient leur livraison par voie maritime, comme l’atteste l’échouage du trois mâts d’un charbonnier,.
Le trafic maritime à l’intérieur ne se faisait pas sans heurts. Même si le havre est doté d’une large entrée, le mouvement des bancs de sable pouvait être fatal par faible marée. Au naufrage du Mercurius en 1806, on peut ajouter celui d’un bateau à vapeur qui en 1879 s’est jeté sur les côtes saint-germinaises. Finalement le port est fermé au commerce au début du XXe siècle. Aujourd’hui, il est de nouveau possible d’amarrer des bateaux de faible tonnage à la pointe du banc à des anneaux. Il est difficile d’imaginer ce dynamisme portuaire. Le seul témoignage encore visible de cette époque révolue est un graffiti marin sur la façade ouest de l’église (voir Église de Saint-Germain-sur-Ay).

### La Grande Guerre: 1914-1918
L’entrée en guerre se fait avec l’intime conviction qu’elle sera rapide. Les soldats français partent « la fleur au fusil » pour reprendre l’Alsace et la Lorraine, tandis que les Allemands veulent gagner Paris. Très vite le conflit se durcit et fait place à une guerre de masse, longue où l’infanterie occupera toute sa place. Dans ces corps à corps, les troupes normandes y feront reconnaître leur valeur au plus haut niveau. Comme le montre en 1918 l’exclamation du général Foch, lors de la bataille du mont Kemmel : « Je suis tranquille : les Normands sont là ! ». C’est dans cette atmosphère que les Saint-Germinais sont appelés au front.

#### Des Saint-Germinais dans la première guerre de mouvement: 1914

##### La bataille des frontières du 4 au 24 août 1914
Dès le 16 août, douze fortifications belges sont aux mains des Allemands. La France envoie des renforts en Belgique et aux frontières nord de la France.
À partir du 21 août, le seconde classe saint-germinais Louis Pitrey tient position à Falisolle en Belgique au sein du 136e régiment d'infanterie de ligne. Les combats s’engagent dans la matinée du 22 août par de puissants tirs d’artillerie et de mitrailleuses. Cette position intenable fait perdre 768 hommes au régiment.
Le 22 août, le seconde classe saint-germinais Paul Tirel participe à l’assaut de la ville belge de Châtelet parmi les éléments du 36e régiment d'infanterie de ligne. Cette contre-attaque tombe sous le feu des mitraillettes allemandes embusquées qui, dans les « maisons et les tas de charbons fauchent les rangs ».
L’armée française affiche à la fin de cette bataille 300 000 blessés ou tués. Saint-Germain-sur-Ay y perd deux de ses mobilisés.

##### La Grande Retraite:24 aoûtau6 septembre 1914
Les Alliés n’ont pas d’autres choix que d’ordonner le repli. La gestion imperturbable de la retraite par le commandant en chef Joffre aboutit même à la faillite du plan allemand Schlieffen.
Au cours de cette retraite, deux Saint-Germinais vont s’illustrer à Tourteron. Le premier est le soldat Paul Guillemin, enrôlé dans le 225e régiment. Afin d’arrêter la progression de l’ennemi et faciliter la retraite des autres régiments, le 225e régiment d'infanterie fait face à l’ennemi au nord de Tourteron subissant de plein fouet l’élan allemand. Le second est le caporal Auguste Édouard Lefort en position défensive à Tourteron même avec les éléments du 336e régiment d'infanterie. Les Allemands encerclent le village. Sous les ordres du capitaine Équilbey, les hommes tiennent leurs postes et repoussent les Allemands mais l’artillerie adverse rend la position du village intenable avec sept officiers et 335 hommes tués ou blessés, dont le caporal Lefort. Le village est finalement abandonné.
Durant la Grande Retraite, la défense française révèle à l'armée allemande toute son opiniâtreté. Saint-Germain-sur-Ay y perd trois de ses mobilisés.

##### La course à la mer du14 septembreau20 octobre 1914
Face à la résistance alliée, les Allemands prennent conscience de l'importance du contrôle des ports du Nord. Ils se dirigent vers Calais, Boulogne-sur-Mer et Dunkerque tout en affrontant leurs poursuivants. Le 136e régiment d’infanterie a dans ses rangs deux Saint-Germinais prenant part à cette poursuite. Le régiment se positionne à Neuville-Vitasse du 2 au 4 octobre. Débordés, les hommes se retirent à Tilloy, puis au faubourg Saint-Sauveur d'Arras où le seconde classe saint-germinais Jean Jules Guillemin est tué par l'ennemi le 6 octobre. Le régiment se replie encore sur Tilloy, puis à la lisière d’Arras. Le 7 octobre, les hommes subissent « l’artillerie de gros calibre de l’ennemi couvrant d’obus les tranchées et coutant de lourdes pertes », parmi lesquelles on peut compter le seconde classe saint-germinais Désiré Ernouf. Lors de cette victoire, les habitants surnomment les hommes du 136e les sauveurs d’Arras.
Le front se stabilise en prenant contact avec l’ouest et la mer du Nord. Saint-Germain-sur-Ay perd au combat cinq autres de ses mobilisés.

#### 1915-1917: les Saint-Germinais dans l'interminable guerre de position

##### 1917: un soldat remarquable au front, le commandant Paul Adolphe Champel

###### Un officier d’Empire dans une armée républicaine
Sur le monument aux morts, un Saint-Germinais a un peu plus marqué l’histoire française que les autres. Il s’agit de Paul Adolphe Champel, né à Agon le 19 novembre 1866. Il fait son service militaire parmi la Classe de 1886. Durant son service, il se forme au contact des vétérans du Second Empire qui ont participé à la guerre de 1870. En 1914, P.A. Champel est affecté au 48e régiment d’infanterie. À 48 ans, il monte dans la hiérarchie et accède au grade de chef de bataillon.

###### L’assaut du mont Cornillet du4au20 mai 1917
Trois années se sont écoulées depuis le début du conflit. Paul Adolphe Champel à la tête du premier bataillon du 48e RI a la lourde tâche de participer à conquête du mont Cornillet parmi les éléments de la 34e DI,. Le mont Cornillet, fortifié par les Allemands, était doté d’un réseau de galeries de 150 mètres chacune s’enfonçant à plus de trente mètres de profondeur,. La complexité du site fait dire aux soldats de la 34e DI qu’ils ne voient pas l’assaut du mont Cornillet autrement que « comme une course à la mort ».
Paul Adolphe Champel fait quitter ses hommes de leurs tranchées le 4 mai à 17 h 30. Ils neutralisent sur les pentes ouest du mont, un blockhaus en y faisant plusieurs prisonniers allemands. À 18 h 45, les « mitraillettes surgissent de nombreux puits » et la contre-attaque allemande reconduit le premier bataillon jusque dans leurs tranchées « baïonnette au dos »,.
Lors de la retraite, les témoins rapportent que « leur commandant Champel avait été mortellement blessé en tête de la vague de l'assaut »,. Le bataillon perdit en plus de son officier 40 hommes, 160 blessés et 257 disparus,.

###### La fin incertaine de l’officier
Son corps n’étant pas retrouvé sur le champ de bataille, les autorités française mentionnent alors sur son certificat de disparition : « prisonnier blessé disparu le 6 mai 1917 ». Du côté des autorités allemandes, le commandant Champel est cité comme prisonnier de guerre le 16 mai 1917.
Quelques jours après sa disparition, le 20 mai 1917, un obus français de 400 mm atteint les conduites d’air du tunnel. Les 1 300 occupants pris dans les éboulis sont asphyxiés en quelques secondes. Les médecins français tenteront de porter secours aux Allemands et aux prisonniers français. Ils n’en feront sortir qu’une infime partie.
La femme de P.A. Champel tentera à plusieurs reprises de contacter les soldats du bataillon pour comprendre ce qui était advenu de son mari, mais sans résultats. Son nom est finalement inscrit sur le monument aux morts de la commune.

###### L'inhumation du commandant Champel

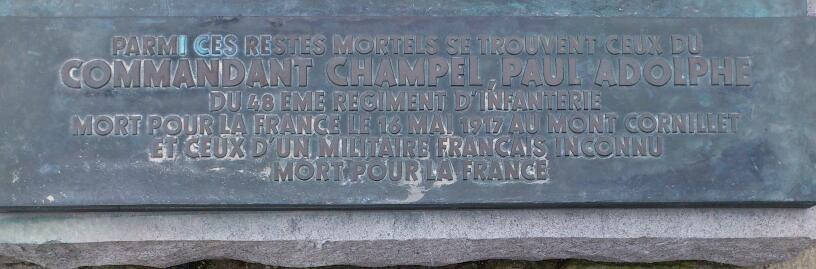
Le prisonnier Champel : Plaque de l'ossuaire no 16, cimetière allemand de Warmeriville.

En 1974, Allemands et Français s'entendent pour la réouverture du tunnel. Il aura fallu attendre 57 ans pour que Paul Adolphe Champel soit inhumé dans le cimetière militaire allemand de Warmeriville le 10 août 1974 où une plaque indique l’emplacement de ses restes mortuaires. Un autre Français prisonnier y est retrouvé sans pouvoir être identifié.
L’ouvrage allemand d’Arne Schumacher nous apporte des précisions sur les circonstances de l’exhumation de P.A. Champel. Il fut retrouvé parmi les soldats allemands, dans l’infirmerie. Elle se situait au centre du tunnel. Les historiens allemands ont tenté de reconstituer le déroulement des évènements autour de cet officier saint-germinais. Ils concluent leurs recherches sur l’expression ein Rätzel bleiben,.

#### Les morts pour la France

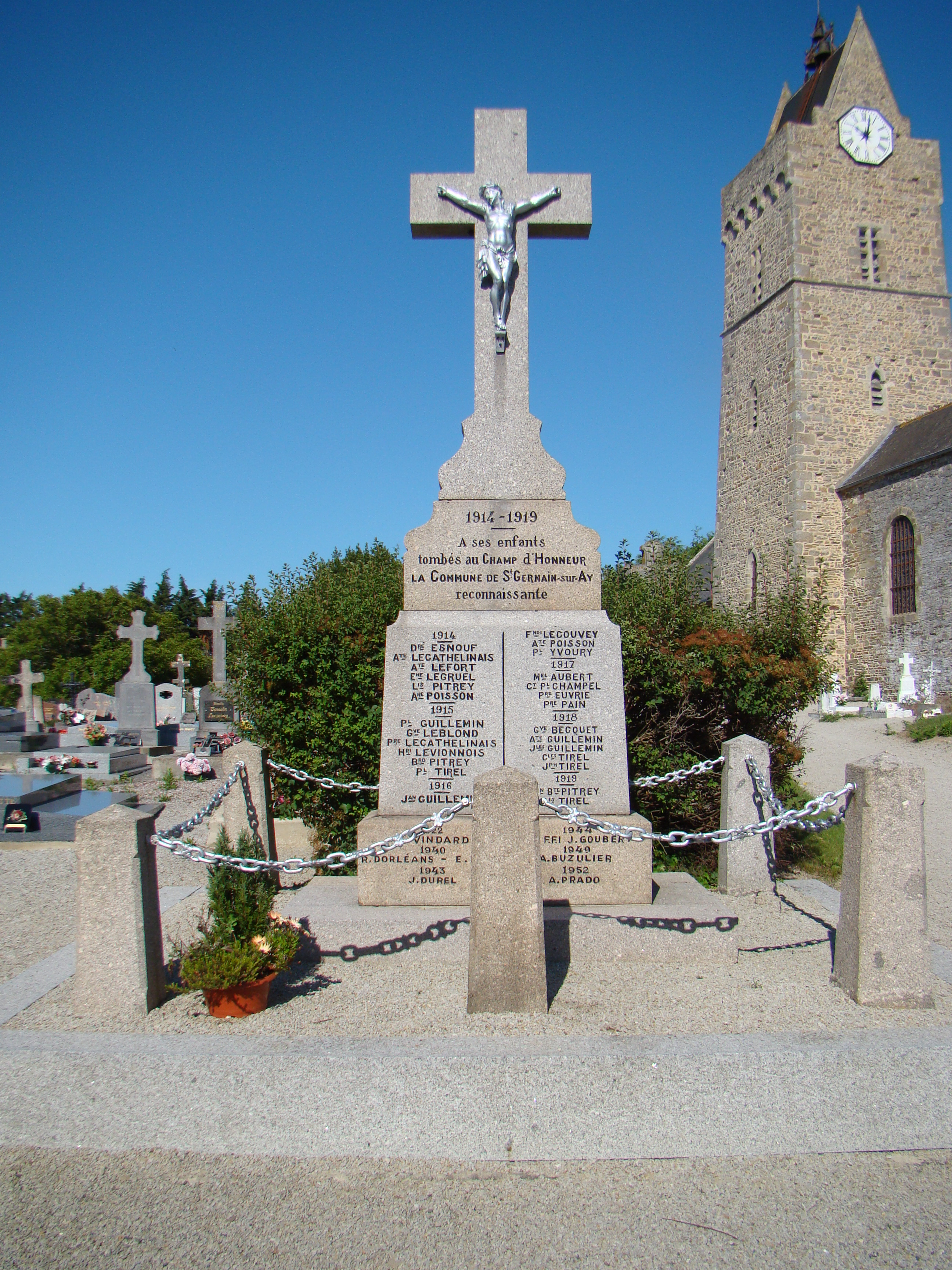
Monument aux morts pour la France.

Vingt-huit Saint-Germinais sont inscrits sur le monument aux morts de la commune concernant le conflit de 1914-1918 :
- l'année la plus meurtrière est 1914 avec dix inscriptions ;
- le plus âgé est le chef de bataillon Paul Adolphe Champel, mort pour la France à l'âge de 51 ans lors de l'assaut du mont Cornillet ;
- quinze furent tués à l'ennemi ;
- deux des suites de maladies contractés au front ;
- trois disparurent au front ;
- trois des suites de leurs blessures de guerre ;
- cinq n'ont pas fait l'objet de certificat de décès.

### La Seconde Guerre mondiale: 1939-1945
Depuis la conquête de l’Angleterre par les armées normandes en 1066 et l’expulsion des Anglais de Cherbourg en juillet 1450 lors de la guerre de Cent Ans, les terres cotentinoises n’avaient plus connu d’évènement majeur qui les ramène sur le devant de la scène internationale. Avec la Seconde Guerre mondiale, le Cotentin devient la tête de pont de la plus grande opération militaire jamais connue, l’opération Overlord.

#### La guerre (3 septembre 1939-22 juin 1940)
Lorsque la guerre éclate le 3 septembre 1939, Saint-Germain-sur-Ay se trouve bien loin des théâtres d’opérations. Comme partout en France, les Saint-Germinais sont mobilisés. Cinquante-et-un soldats sont envoyés au front. Durant les combats, vingt-et-un sont faits prisonniers et partent travailler de force en Allemagne, deux trouvent la mort sous le feu de l’ennemi. Après neuf mois de conflit, l’armée française prise à revers sur la ligne Maginot, signe l’armistice le 22 juin 1940. Les vingt-huit rescapés saint-germinais rapportent avec eux les stigmates et les traumatismes de la guerre. Lorsqu’ils rejoignent leurs foyers, le village a déjà changé et l’occupant allemand est installé.

#### La vie sous l'occupation allemande (22 juin 1940-14 juillet 1944)

##### Leburgmeister
Les Anglais évacuent leurs armées par le port de Cherbourg. Ils remontent les routes cotentinoises suivis de près pas les troupes motorisées allemandes. Les Allemands arrivent à Saint-Germain dans la nuit du 17 au 18 juin. Le lendemain malgré l’appel à la résistance du Général de Gaulle, l’organisation allemande du pays devient progressivement le quotidien de tous les Saint-germinais. Le maire de la commune devient le «burgmeister», un personnage essentiel dans le dispositif allemand. Le «burgmeister» sert d’intermédiaire entre les autorités allemandes et la population. Il expose les plaintes des villageois tout en répondant aux exigences des nouveaux maîtres.

##### Les contraintes de l'occupation
Les contraintes de l’occupation touchent tous les domaines. Le franc n’a plus cours il est remplacé par le deutschmark d’occupation. En juillet 1941, la zone côtière est interdite à la pêche de nuit. Il n’est plus possible de circuler librement de commune en commune sans avoir un Ausweis. Les Allemands instaurent également un couvre-feu. Ils patrouillent toutes les nuits le long de la côte. La population constituée majoritairement d’ouvriers agricoles parvient à maintenir un modeste niveau de vie qui se détériore malgré tout avec les réquisitions de denrées agricoles, de chevaux et de logements.

##### La militarisation du territoire communal
Le territoire communal se militarise en plusieurs points. Les Allemands installent un camp d’aviation dans la lande de Saint-Germain à l’Est du havre. Il accueille un escadron de Fieseler Storch. Ces avions sont utiles pour régler les tirs d’artillerie, cibler les attaques aériennes et vérifier leurs impacts sur les alliés. À la pointe du banc, on peut encore voir deux tobrouks qui étaient armés de batteries DCA. Un troisième se situait également à la pointe du banc, mais était orienté vers l’intérieur du havre. Il s’agissait d’un tobrouk de type Bauform 201. Il était constitué d’une salle de combat octogonale et d’une soute servant à stocker les munitions. De cet abri, les soldats allemands utilisaient le plus souvent une mitrailleuse de type Maschinengewehr 42. Elles ont une portée d’un kilomètre pour une cadence de tir de 1 200 à 1 500 coups par minute. D’autres structures allemandes sont encore discernables à la pointe du banc, et témoignent de leur espace de vie. Les villas de la plage sont occupées par un régiment d’artillerie. Ils installent dans certaines d’entre elles leur armement, en faisant ainsi de véritables camps retranchés. À l’embouchure du havre, les Allemands installent des obstacles visant à empêcher tout débarquement allié. Le principal dispositif est l’alignement de plusieurs barrières Cointet provenant des anciennes défenses belges et recyclées par les Allemands sur les plages normandes. Cette ligne de défense de trois kilomètres allait jusqu’à Pirou.

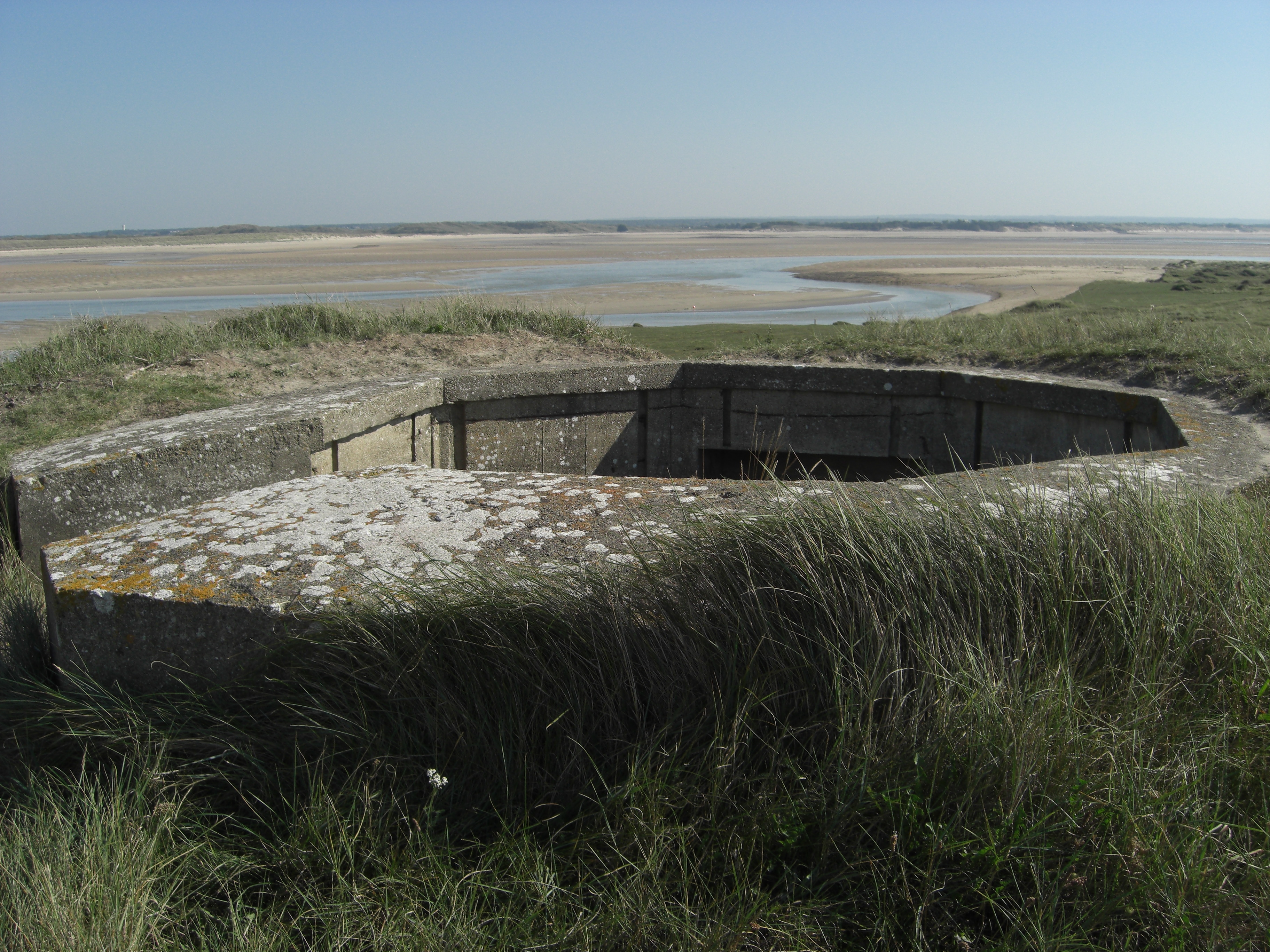
Tobrouk versant est de la pointe du banc.
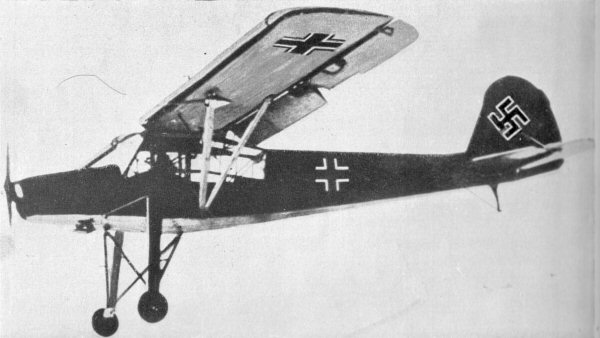
Fieseler Storch : avion de reconnaissance.
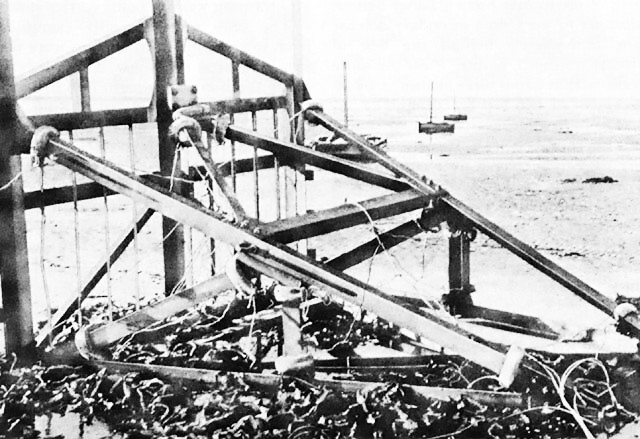
Barrière Cointet.
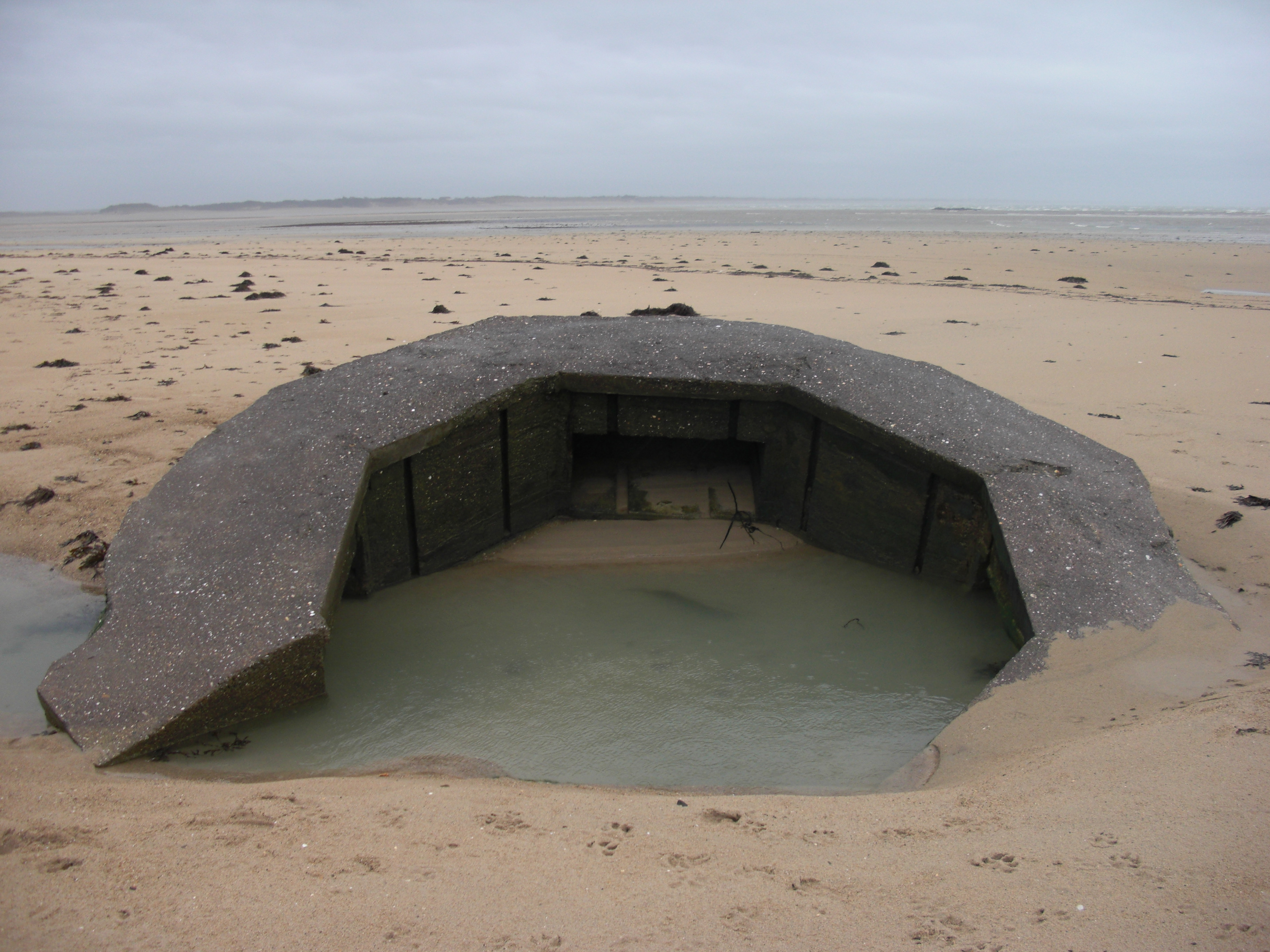
Tobrouk versant ouest de la pointe du banc.

##### Les relations avec l'occupant
Les relations avec l’occupant bien que forcées sont cordiales en 1940. Michel Pinel précise que ces derniers sont « généralement polis et courtois ». Les témoignages condensés dans l’ouvrage Pirou pendant l’Occupation, mettent en avant que lors de soirées normandes « trop arrosées » à Créances, les patrouilles allemandes relâchent partiellement la discipline du couvre-feu. Néanmoins à partir de 1941, les premières exactions allemandes sur la population cotentinoise apparaissent et vont s’intensifier. Cinq Saint-Germinais sont assassinés par des soldats. À l’approche du débarquement, les Allemands n’hésitent plus à terroriser la population. En 1944, l’occupant n’hésite plus non plus à réquisitionner les habitants pour « renforcer les défenses côtières : blockhaus, tranchées, camouflage d’abris divers » à l’instigation de Rommel, ou bien à constituer des cordons d’otages « pour accompagner les trains ».

#### La résistance

##### La tentative alliée: Robert Charles Boddy mort sur le navireHMSCharybdis

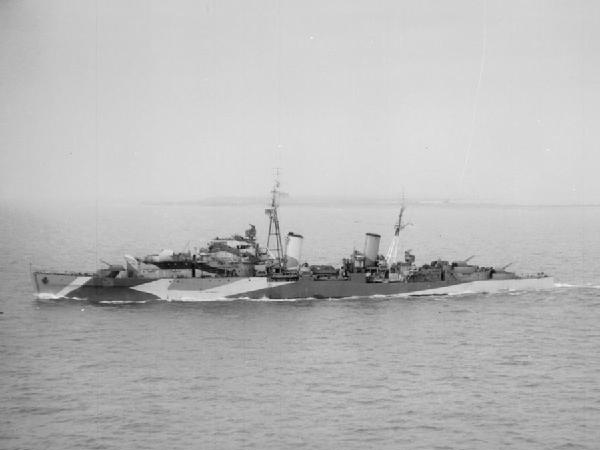
Le Charybdis en action.
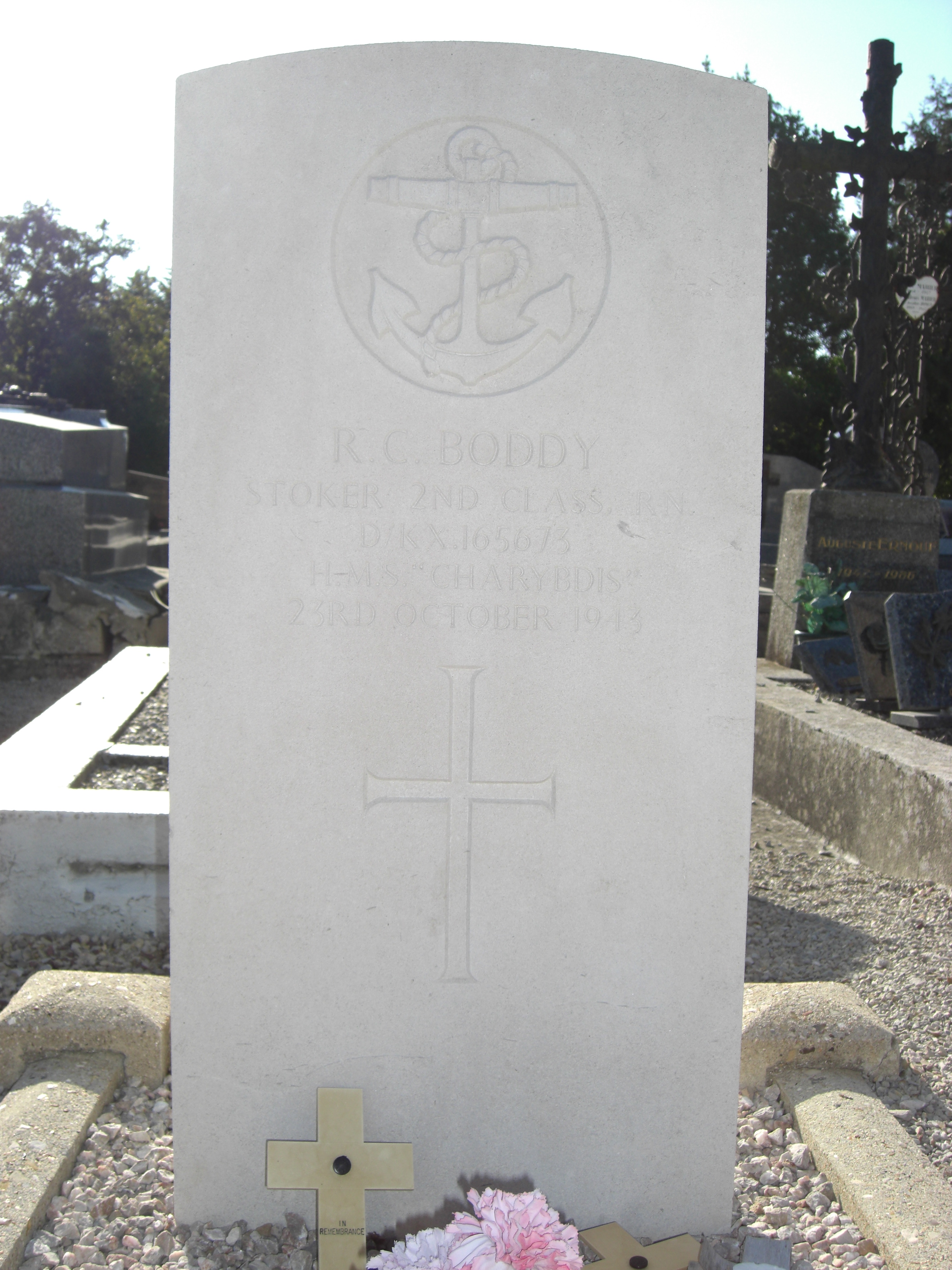
Tombe saint-germinaise de Robert Charles Boddy Stoker 2nd Class.
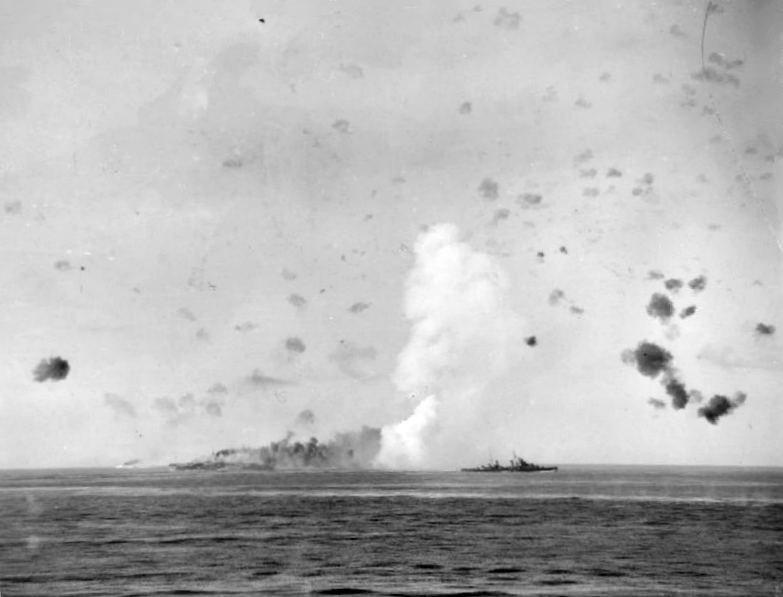
Le porte-avions HMS Indomitable en feu après avoir été bombardé. Le croiseur Charybdis, tente de le protéger par un écran de fumée (12 août 1942)

Alors que la totalité de l’Europe est tombée sous contrôle allemand, l’Angleterre reste la seule nation européenne debout face à Hitler. Elle tente de renverser le blocus allemand qui sévit dans la Manche. Alors qu’un important cargo allemand tente d’appareiller en Bretagne en octobre 1943, la Navy envoie plusieurs de ses navires. Il s’agit de l’opération Tunnel. Ces derniers passent par le Canal de la déroute alertant l’ensemble des stations radars allemandes stationnées en Normandie.
Aidé par la Royal Air Force, le Charybdis entre sur le théâtre des opérations. Face à eux, le navire allemand 4e E-Boat garde le canal de la déroute. Il coule par le fond le Charybdis d’une torpille au large de Sept-Îles en Bretagne. Sur les 567 hommes d’équipage, 460 se noient. Robert Charles Boddy, stoker seconde classe, fait partie de cet équipage et trouve la mort parmi eux le 23 octobre 1943. Son corps est retrouvé sur les plages. Les autorités allemandes décident de le faire enterrer par les Saint-Germinais en respect pour le combat rendu. La majorité des corps furent retrouvés à Guernesey, un autre corps fut inhumé par les Allemands à Anneville-sur-Mer.

##### La résistance cotentinoise: Jean Goubert et André Collas

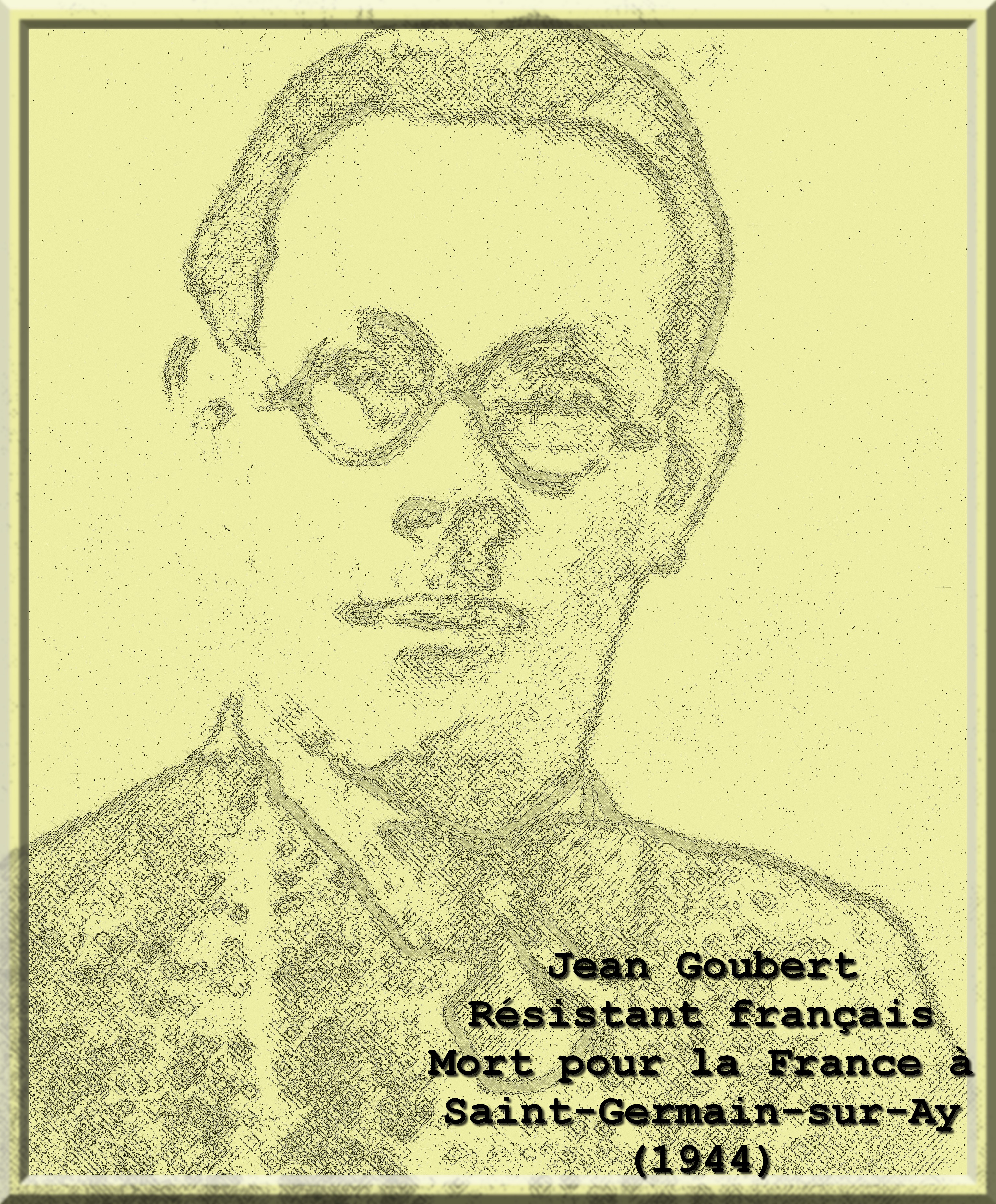
Jean Goubert en 1935.

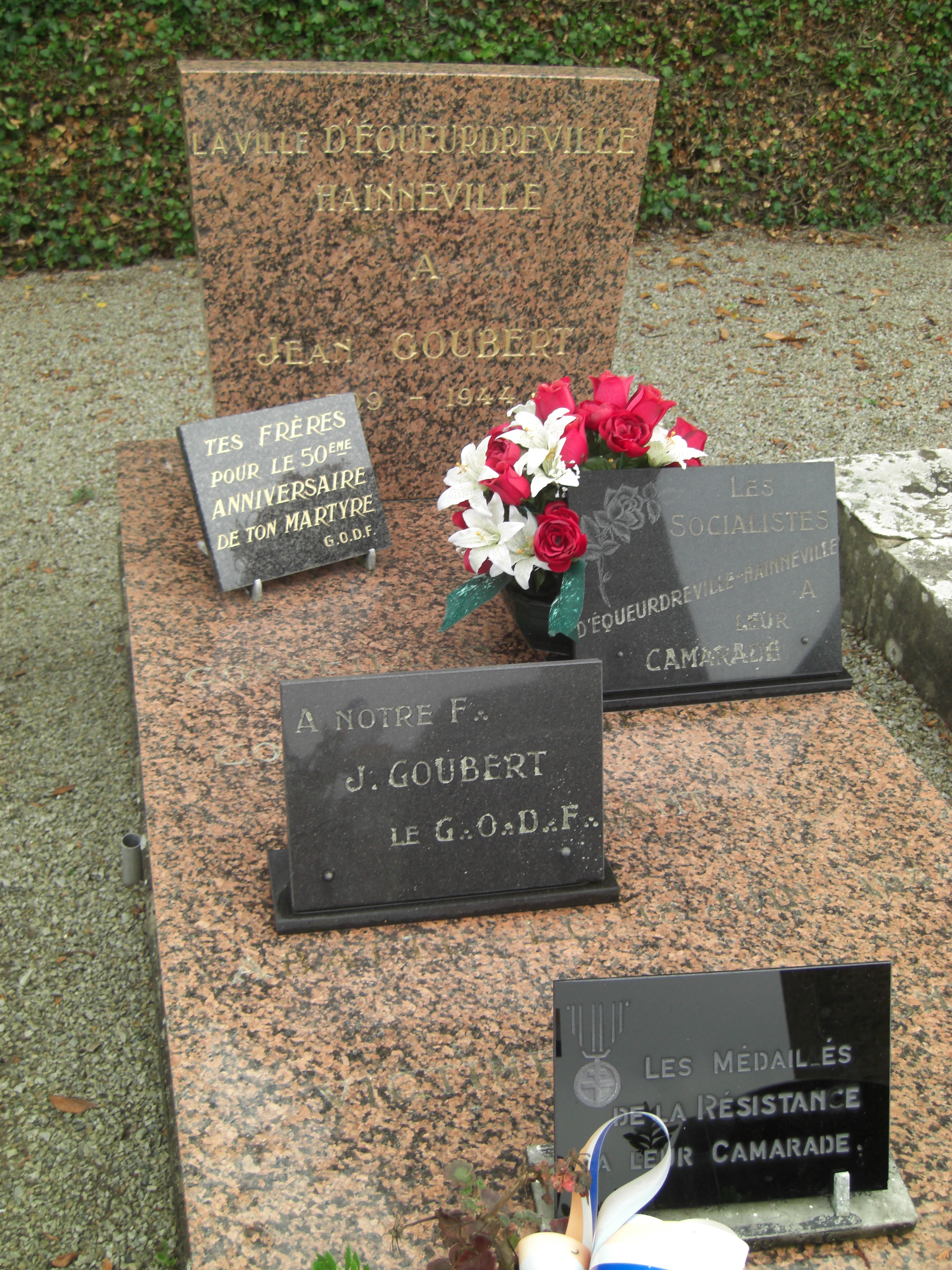
Tombe saint-germinaise : un héros mort pour la France et la Liberté.

Jean Goubert instituteur, ancien conseiller général et adjoint au maire d’Équeurdreville est contraint de quitter son poste sous le gouvernement de Vichy à cause de ses orientations politiques. Il quitte le nord du Cotentin pour s’installer à Saint-Germain-sur-Ay. Durant cet exil, Jean Goubert se met en contact avec les cheminots de Cherbourg. Il rejoint alors le mouvement socialiste le mouvement de résistance Libération-Nord.
À Saint-Germain-sur-Ay, Jean Goubert mène une vie paisible et n’attire pas l’attention des Allemands. Pourtant il s’agit d’un résistant actif, qui reste en contact avec les cheminots de Cherbourg, ces derniers lui fournissent des journaux ainsi que des tracts pour étendre la propagande d’une France libre. Chaque mouvement de résistance est issu d’une orientation politique. Afin d’unir ces agents, les mouvements de résistance donnent l’ordre à leur faction de se réunir sans discrimination. C’est ainsi que Jean Goubert accueille chez lui le résistant André Collas, résistant du Front national. L’union des Français résistants donne naissance à l’armée de l’ombre qu’on appellera par la suite les FFI.
Recherché par les Allemands, André Collas quitte le domicile de Jean Goubert pour rejoindre Montgardon surnommé les « Collines sanglantes » par les Américains. Jean Goubert monte dans la hiérarchie de la résistance et accepte de devenir chef militaire du groupe local. Le 1er juin 1944 la première strophe du poème de Verlaine : « L’heure du combat viendra » passe sur les ondes de la BBC. Il annonce l’approche du débarquement. La résistance s’active et Jean Goubert part à Sortosville-en-Beaumont afin d’armer son groupe de résistants. Le seul équipement qu’il ramènera à ses frères d’armes, ce sont des brassards affichant le sigle des FFI avec les trois couleurs du drapeau français surmontées d’une croix de Lorraine. Lorsque la dernière strophe du poème de Verlaine passe sur les ondes de la BBC « Le coq chantera trois fois », les résistants de Jean Goubert stationnés à Saint-Germain, entendent au-dessus du havre la nuée d’avions de combat américains. Le débarquement a commencé.

#### L'opérationOverlord
Autour de Saint-Germain-sur-Ay, les forces alliées préparent l’invasion. À J-20, les radars de veille côtière situés à Carteret et à Jersey font partie des cibles. À partir de mai 1944, ils procèdent à un bombardement d’interdiction s’étendant de Cherbourg à Lessay visant les lignes de chemins de fer et les voies de communication.
Si Saint-Germain ne connaît pas sur son sol les combats de l’opération Overlord du 6 juin 1944, son espace aérien et maritime est envahi par les éléments alliés de l’opération Neptune. Elle a pour objectif de sécuriser les convois et l’acheminement des hommes sur le terrain :
- patrouille anti-sous-marine autour de Jersey, afin d’empêcher tout débarquement allemand[190] ;
- patrouille aérienne entrant dans l’espace français à Fécamp, et sortant par le havre de Saint-Germain-sur-Ay[190] ;
- la 101e aéroportée survole le havre pour aller déposer ses parachutistes près d’Utah beach[190].

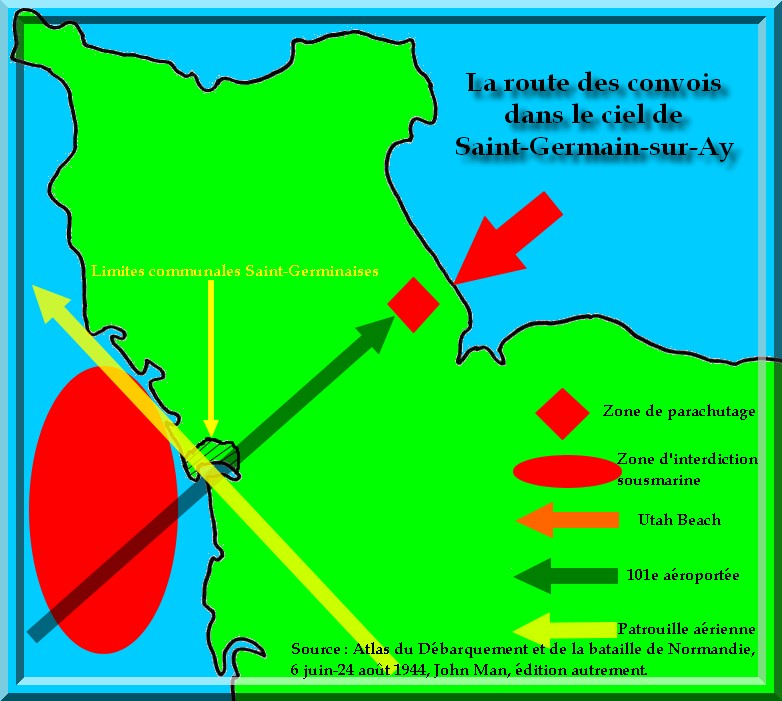
Le ciel de Saint-Germain dans la nuit du 5 au 6 juin 1944.

La première armée Bradley prend pied dans le Cotentin le 6 juin 1944. Face à elle, l’Allemagne organise la 7e armée Dollmann. L’armée américaine perce la défense allemande et empêche l’ennemi de stabiliser le combat. La ligne de front se rapproche progressivement de Saint-Germain :
- 20 kilomètres le 10 juin,
- 10 kilomètres le 19 juin,
- 7 kilomètres le 30 juin[191].

À Saint-Germain, quatre parachutistes américains, faits prisonniers, sont enfermés dans la ferme du prieuré. Jean Goubert est désigné par les Allemands pour les nourrir. Durant ses entrevues, il indique aux jeunes Américains la marche à suivre pour s’évader et un lieu sûr pour se cacher dans la commune. Pour retrouver le coupable, les Allemands menacent d'exécuter onze Saint-Germinais. Dénoncé, Jean Goubert tente de s’échapper. Il est abattu d’une balle dans le dos.
Début juillet 1944, l’armée Bradley donne au VIIIe corps la responsabilité de libérer la Haye-du-Puits et de repousser le front jusqu’au havre et au fleuve l’Ay. Cette bataille sera baptisée la guerre des Haies par les historiens.

#### De la guerre des Haies à la libération

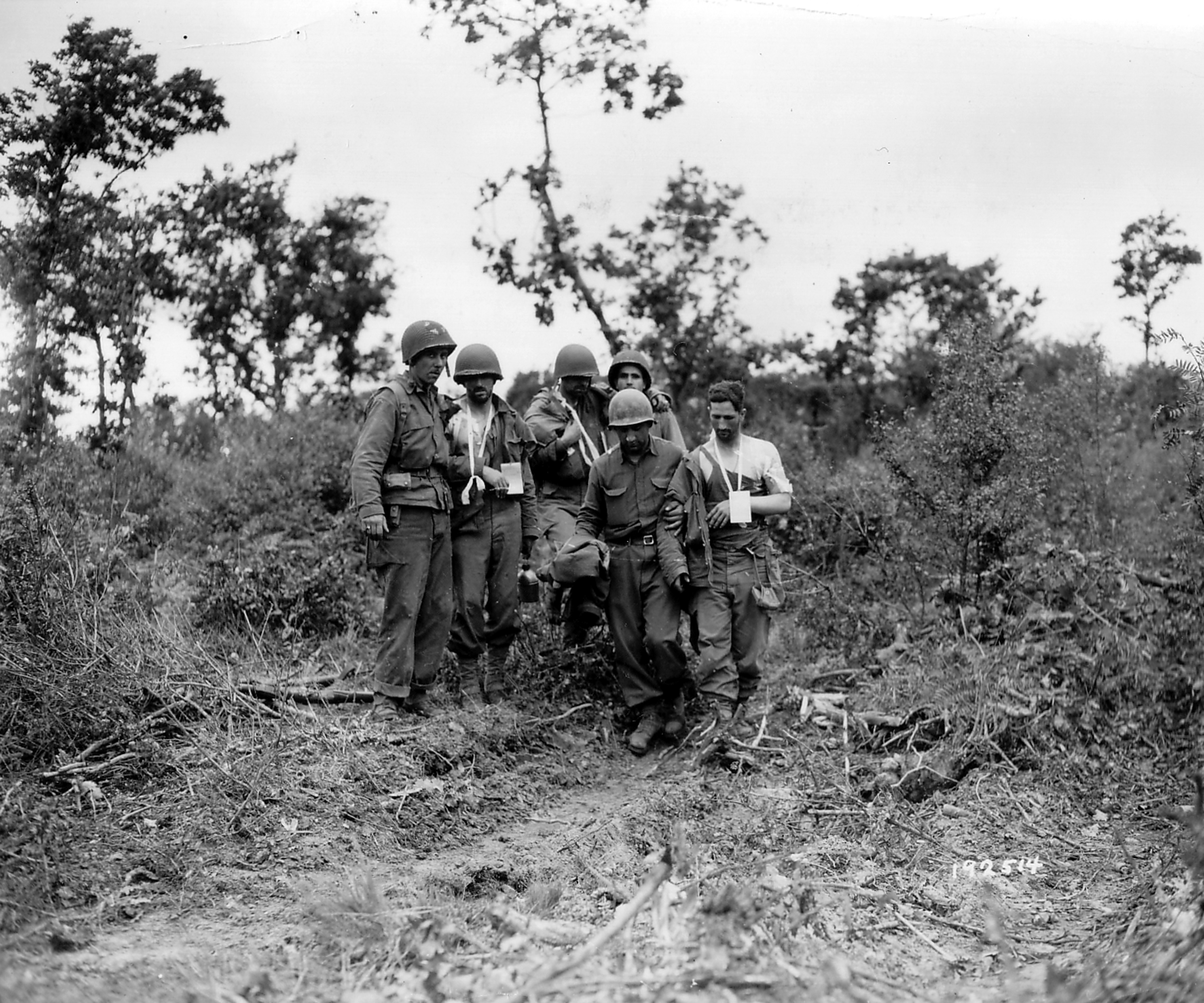
Blessés américains dans le bocage des Bloody Hill (guerre des Haies Archives B.N).
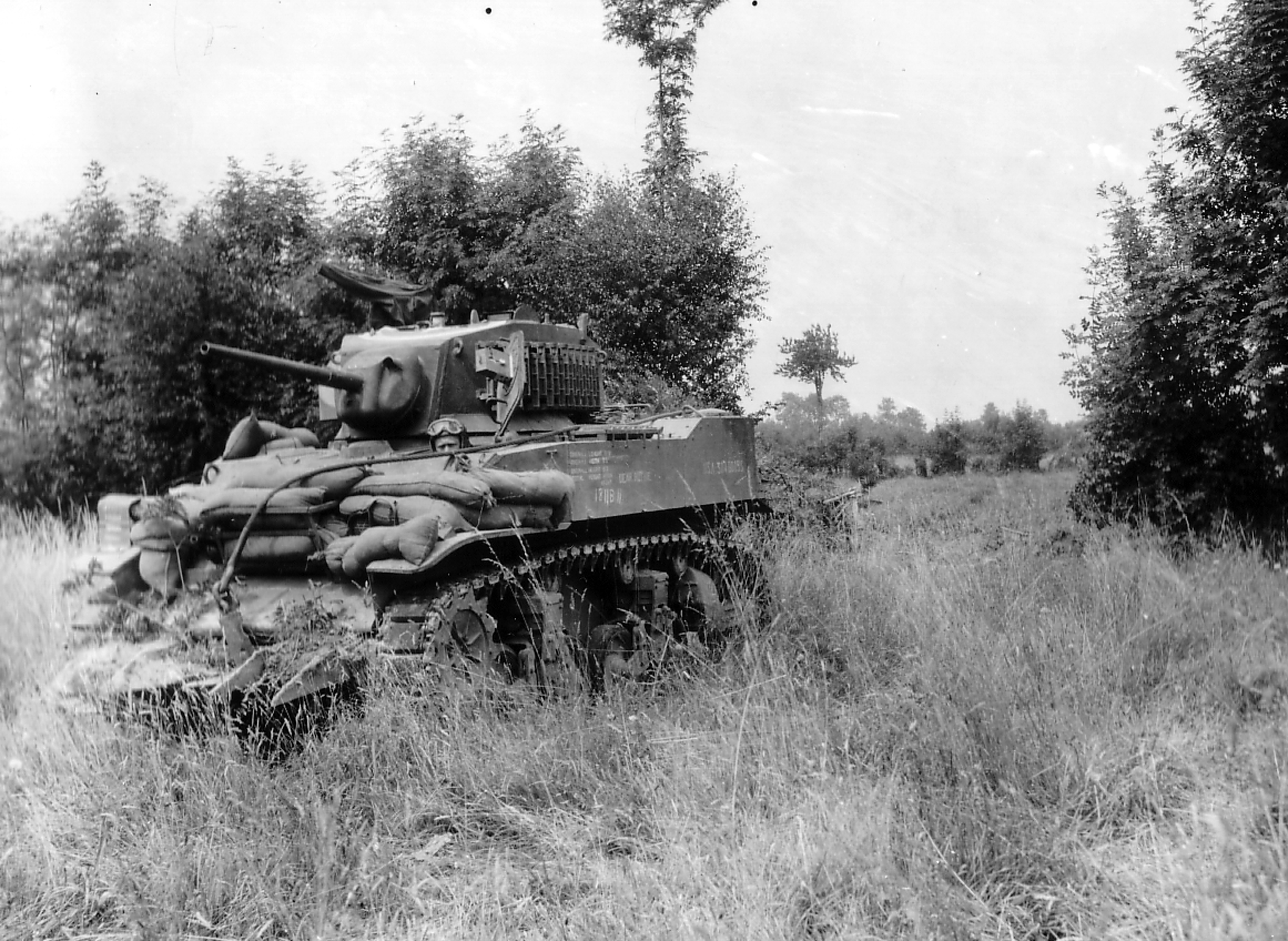
Les chars trouent le bocage pour les troupes (guerre des Haies Archives B.N).
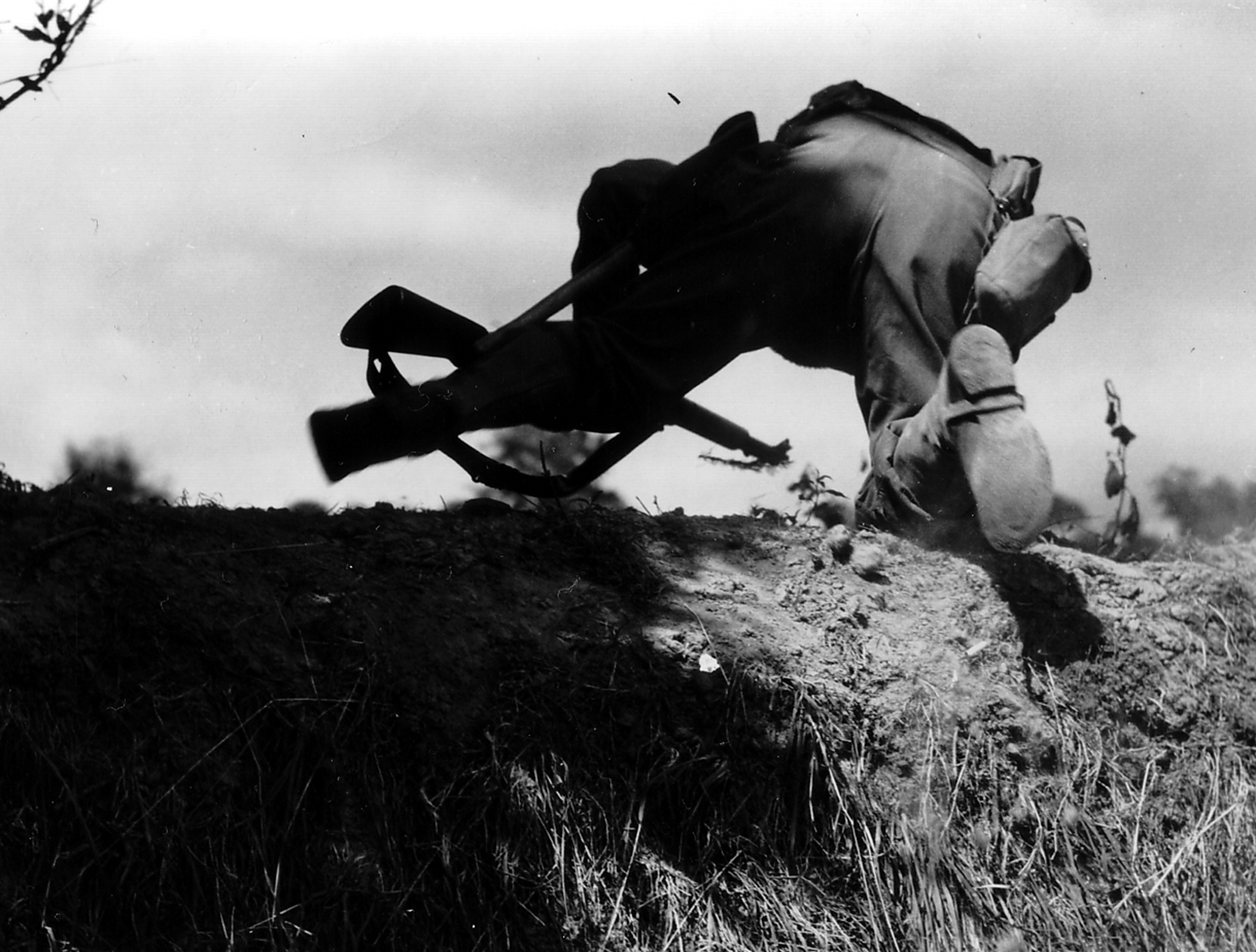
Un GI quittant l'abri d'un talus (guerre des Haies Archives B.N).
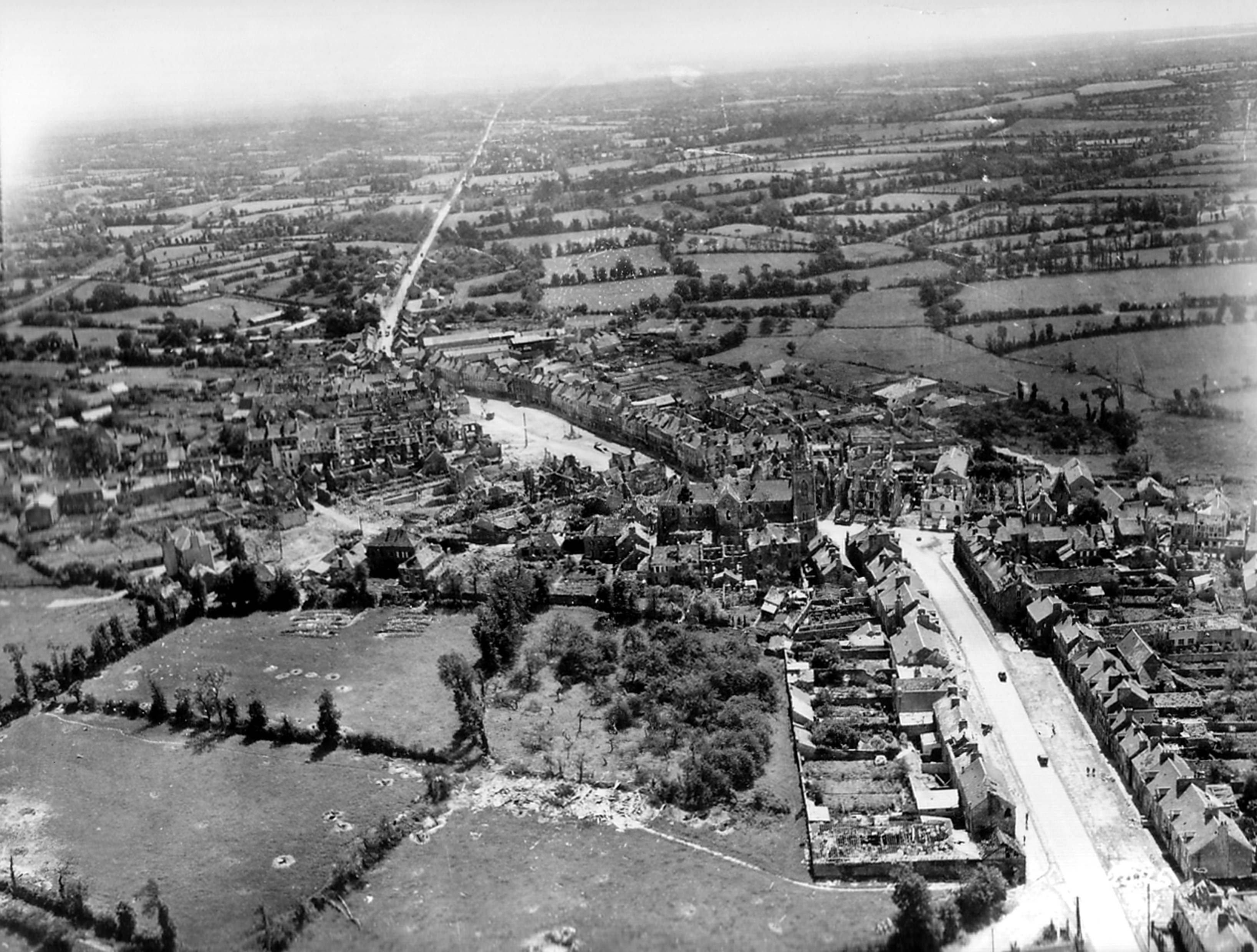
Zone de combat de La Haye-du-Puits au havre de Saint-Germain en haut à droite du cliché (guerre des Haies Archives B.N).

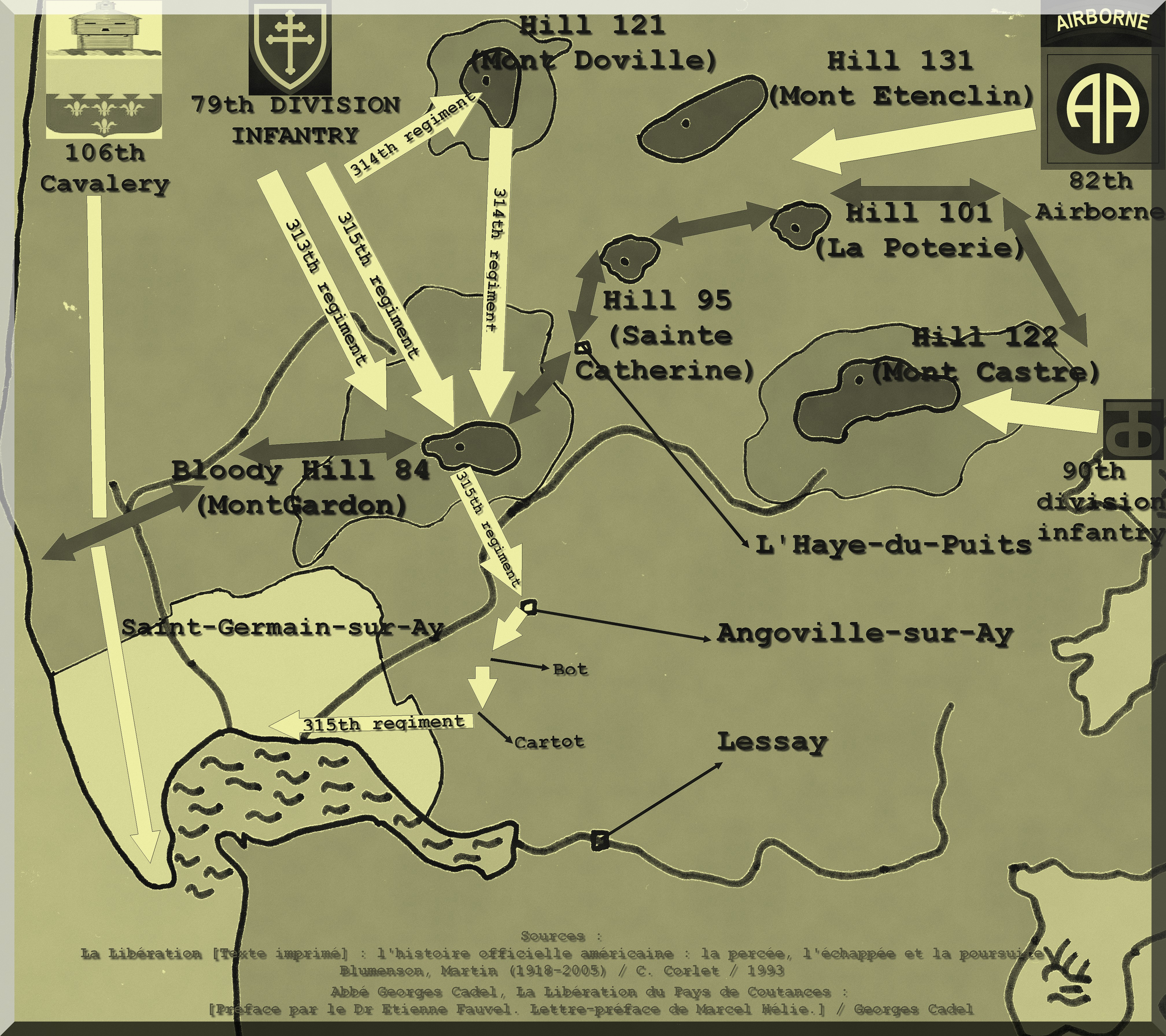
La guerre des Haies.

##### L’organisation allemande
Pour comprendre la libération de Saint-Germain-sur-Ay, il est important de resituer la commune au sein de la guerre des Haies. Les chefs allemands du Cotentin planifient un vigoureux plan de défense qu’Hitler brise par un transfert de troupe.
Entre Saint-Germain et l’armée américaine, le commandant Eugen König se positionne aux portes de la commune sur les collines de Montgardon, mais également un peu plus au nord au mont Doville et sur La Haye-du-Puits. Il ne dispose que de 3 500 soldats.
Les troupes du commandant König se composent d’éléments de la 91e division et de la 243e division qui ont subi de lourdes pertes. Il reçoit également un Kampfgruppe de la 265e division et des Ost Truppen, des soldats russes. Le bataillon ainsi constitué ne représente que la moitié d’une division américaine.
Face à cette situation, le commandant du LXXXIIe corps, Choltitz, décide de braver les ordres d’Hitler et de renforcer la future ligne de front au nord de Saint-Germain. Il ajoute la 353e division et la 77e division sur les hauteurs de Montgardon.
Le 16 juin, les Allemands décident de fortifier les hauteurs de Montgardon. Ils tirent également parti de la configuration physique des lieux. Cette partie du Cotentin est organisée en bocage. Haies vives et talus empêchent les armées alliées de pénétrer les lignes de défense. Les Allemands placent de manière intelligente leur dispositif au fur et à mesure de l’évolution de la ligne de front. Ils installent en première ligne les armes automatiques à l’abri derrière les talus, puis les mortiers sur une seconde ligne de haie et enfin les canons de 88 sur une troisième. Ces changements de dernière minute ont pour conséquence d’opposer au VIIIe corps de l’armée américaine des Allemands capables de défendre solidement leurs positions. Le Major américain Ira T.Wyche à la tête de la 79e division déclarera à la fin de cette bataille : « Les Allemands n’ont plus grand-chose, mais ils savent diablement bien s’en servir ».

##### L’attaque américaine

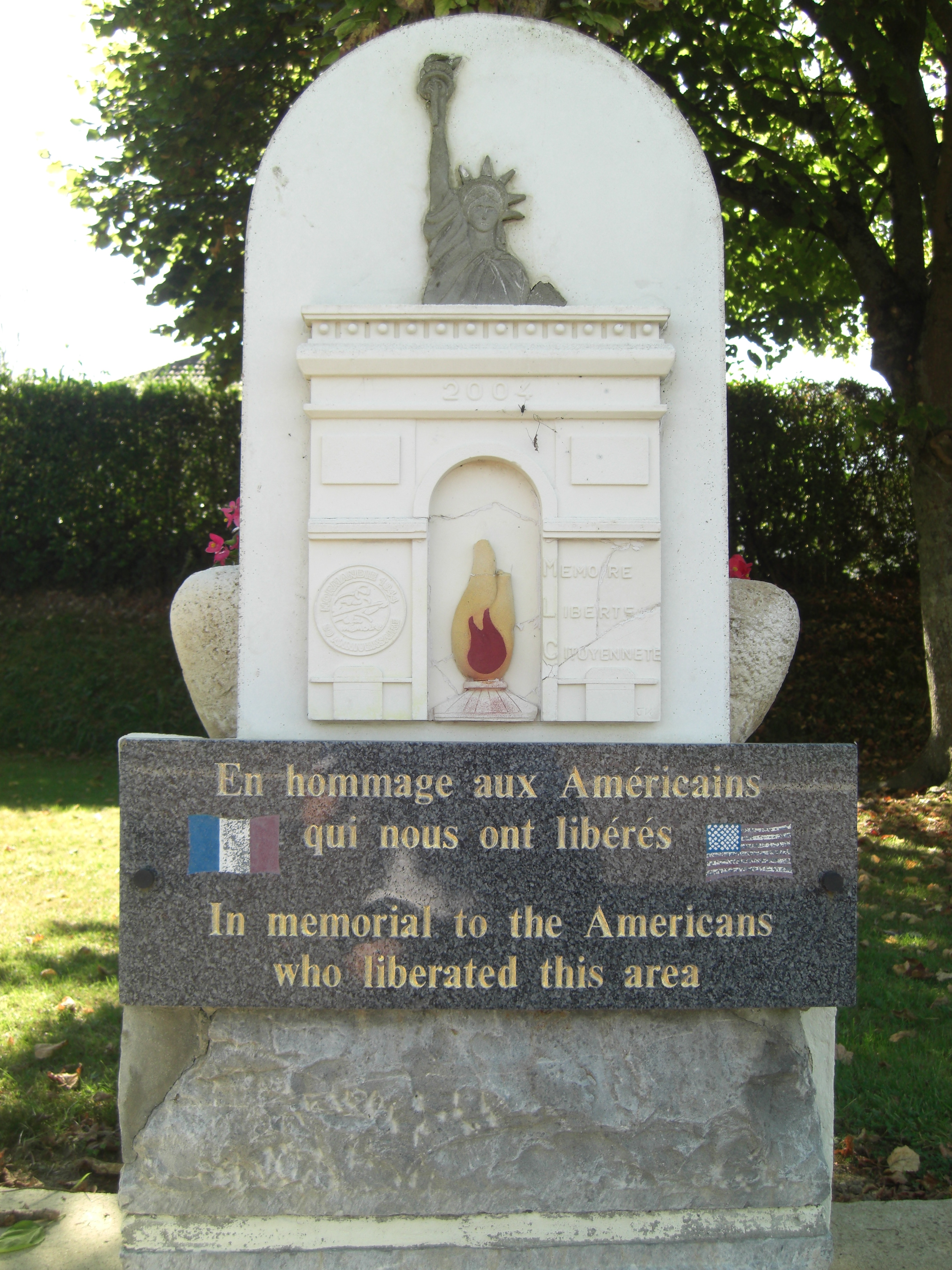
Stèle en mémoire du sacrifice américain à Montgardon.

Face à la 79e division du VIIIe corps, c’est donc une série de collines abruptes qu’il va falloir prendre aux Allemands. Ces collines sont baptisées par l’état-major les Bloody Hill (« collines sanglantes »). Au sud de ce groupe de collines, se trouve une bande de 10 kilomètres de sol ferme pris en goulot entre les bancs vaseux du havre de Saint-Germain-sur-Ay et les prairies marécageuses de Gorges. L’objectif de cette division est de prendre pied dans la commune afin de tenir la rive nord du fleuve l’Ay.
Avant d’ordonner le lancement de l’offensive, le major général du VIIIe corps, Troy Middleton, note dans son rapport au quartier général de Washington la capture d’une carte d’état-major allemande par la 82e aéroportée. Cette carte révèle la position de la ligne Mahlmann. Celle-ci passe par « Le Plessis, la forêt du Mont Castre et s’arrêtait juste au sud de la Haye-du-Puits à Saint-Germain-sur-Ay ».
La bataille de La Haye-du-Puits commence à 5 min 15 s du matin le 3 juillet. Dans le bocage, l’avancée des troupes est ralentie par la pluie et le climat empêche toutes opérations aériennes. Le front se rapproche progressivement des limites de la commune :
- la « hill 121 » (nom donné au mont Doville culminant à 121 mètres) est libérée par le 314e régiment d’infanterie de la 79e division[205]. Elle se situe à 6 kilomètres de la commune ;
- la « Bloody Hill 84 » (nom donné à la crête de Montgardon culminant à 84 mètres) coute 2 000 hommes à la 79e division du 3 au 7 juillet. Le 315e régiment d’infanterie réclame l’aide du 314e régiment. Le major général face à la puissance de feu allemande engage même son régiment de réserve le 313[205]. Cette colline aux portes de Saint-Germain-sur-Ay se situe à deux mille mètres des limites de la commune. Elle est définitivement libérée le 9 juillet[206] ;
- le village d’Angoville est atteint par les Alliés le 11 juillet[201]. Le bilan humain est lourd pour le VIIIe corps. Il a perdu en 12 jours 10 000 hommes[207], dont 2 930 hommes pour la 79e division[201].

Les Américains peuvent désormais entrer dans Saint-Germain et prendre position sur les rives nord de l’Ay. Pour les Alliés, Saint-Germain se situe sur la MLR (Main Line Resistance). Le mauvais temps s’étant dissipé, l’armée américaine peut désormais recourir à des bombardements plus massifs afin de limiter ses pertes. Il commence sur Angoville-sur-Ay, le village de Saint-Germain-sur-Ay doit être le suivant à subir le tapis de bombes.

##### De la libération du bourg le 13 juillet[210]à la prise des berges nord de l’Ay le 14 juillet 1944[201]

###### Saint-Germain-sur-Ay échappe au tapis de bombes allié: l’intervention de l’abbé Pasturel
L’abbé Pasturel quitte son bourg d’Angoville sous les bombardements de l’artillerie alliée. De Saint-Germain-sur-Ay, l’abbé voit son clocher s’écrouler. Il saisit alors que la tactique américaine est dorénavant de faire précéder sa progression par un formidable bombardement d’artillerie. Arpentant Saint-Germain et Bretteville-sur-Ay, l’abbé constate qu’il n’y a pratiquement plus d’Allemands. Pour sauver ces deux villages des bombardements, il décide de franchir les lignes ennemies et de rejoindre les Américains. Les troupes du 315e régiment viennent à la rencontre de l’abbé qui leur explique la situation. Il les guide aux caches des Allemands du Bot jusqu’au Cartot et leur permet d’atteindre leur objectif : le havre de Saint-Germain-sur-Ay. Les Américains ont ainsi isolé Saint-Germain de Lessay. C’est le 315e régiment qui entre dans le bourg, tandis que le 106e régiment de cavalerie du Texas libère l’ouest de Saint-Germain et positionne ses jeeps à la pointe du banc.

###### Le première classe Frederick F. Richardson sur les bords de l’Ay
La 79e division reçoit l’ordre de défendre les berges nord du fleuve l’Ay. Le 315e régiment s'y positionne le 14 juillet, libérant ainsi l'intégralité de la commune. Au sud du havre les Allemands s’organisent autour de nouveaux champs de mines. Ils dotent l’Ay d’une ligne de mines partant du havre et s’intensifiant autour de Lessay.
Les Allemands testent le dispositif de défenses américaines par de petites contre-attaques. Au cours de l’une d’elles, Frederick F. Richardson du 315e régiment d’infantry va tenir seul sa position durant plus de vingt quatre heures.
Le récit de son combat est détaillé dans l’ouvrage dédié à la 79e division : The Cross of Lorraine : A combat of the 79th infantry division.
Frederick F. Richardson se poste avec sa compagnie aux portes de la commune dans une masure le long de l’Ay à proximité d’un des ponts de pierre dynamité. Les Allemands vont tenter à plusieurs reprises de traverser l’Ay par ce passage à gué. Avant chaque tentative de nuit comme de jour, ils pilonnent à l’aide de leur mortier la masure où se trouve Frederick F. Richardson. Le soldat du 315e armé d’un BAR repousse chaque tentative allemande. Il abat 40 Allemands de sa position. À la fin de la seconde après-midi, un officier allemand brandit un drapeau blanc en signe de reddition ; 20 autres soldats allemands le suivent et se laissent faire prisonnier.
Lorsque Richardson est relevé de son poste, le médecin note dans son rapport :
.
Pour cet acte de résistance, le première classe Richardson est cité pour son action durant la Seconde Guerre mondiale et reçoit la Distinguished Service Cross avant d'être rapatrié aux États-Unis.

##### L’organisation américaine de Saint-Germain-sur-Ay du 14 juillet au 25 juillet 1944

###### Les régiments en place
La commune fut libérée par les régiments de la 79e division et par le 106e régiment de cavalerie. Le contrôle et la surveillance des berges de l’Ay furent alloués à ces deux régiments. Le 315e régiment contrôle la zone s'étendant de la rivière La Brosse jusqu'à l'embouchure du fleuve l'Ay. Le 106e régiment motorisé contrôle l’intégralité du littoral de la pointe du banc jusqu’à Bretteville. Il surveille également l’intérieur du havre de la pointe du banc jusqu'au bourg.
Du 14 au 25 juillet, des avions alliés survolent le havre quotidiennement et mitraillent les dunes de Créances où se postent les Allemands.

###### Le flux des réfugiés par le passage de la Gaule

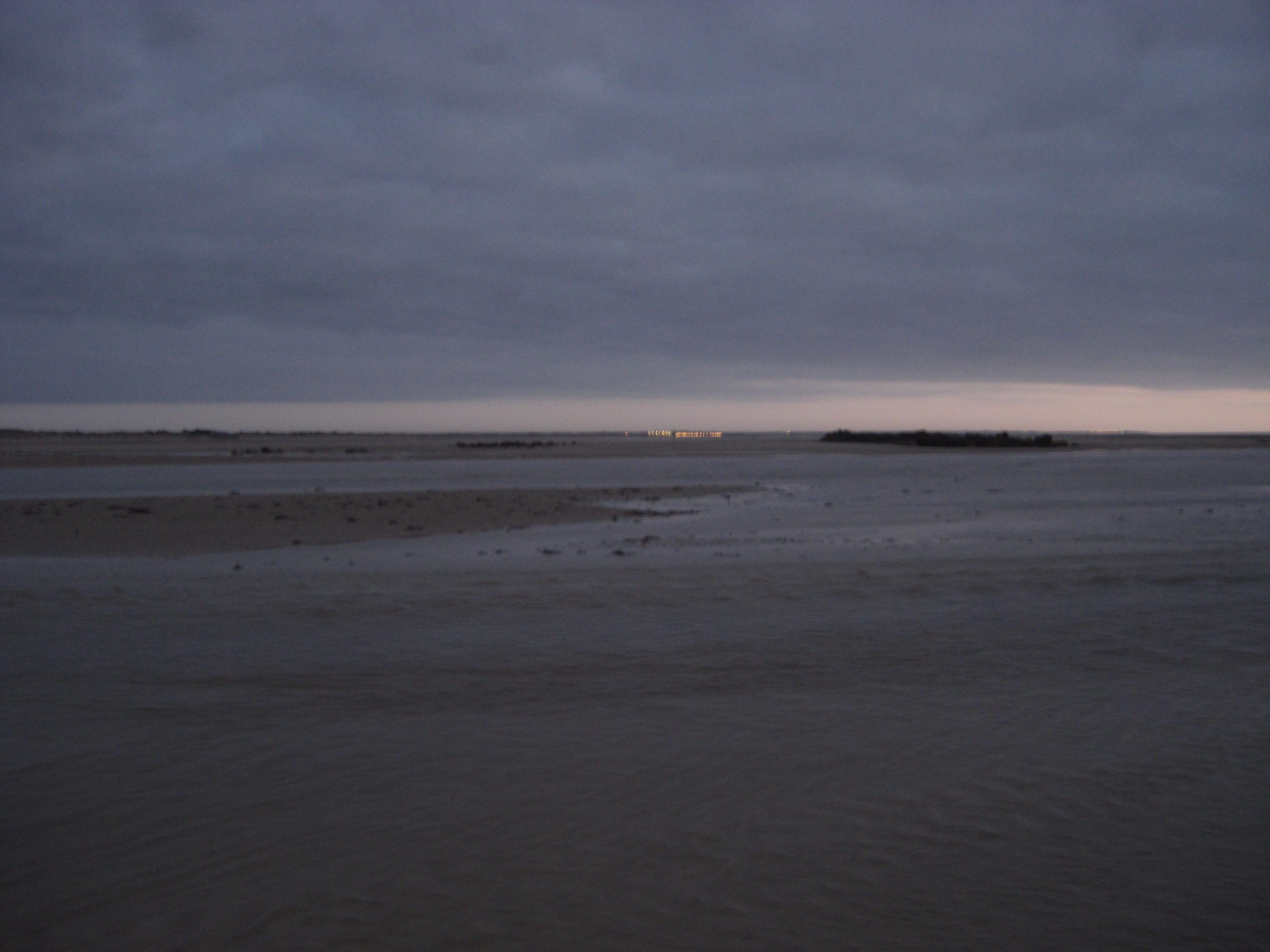
Le passage de la Gaule au crépuscule.

Du côté allemand, la Croix-Rouge installe pour les réfugiés, huit camps entre Créances et Pirou. À l’approche du front, beaucoup d’entre eux caressent l’espoir de rejoindre les Américains. Le 10 juillet 1944 à la surprise de l’état-major américain des civils traversent les lignes ennemies par cordon de 50 personnes. Ils sont emmenés pour interrogatoire loin derrière le front. Les Alliés vérifient qu’il ne s’agit pas d’espions. Ils notent leurs identités et leur motivation. Ce flux de réfugiés oblige les Alliés à gérer en plus de la violence des combats, la protection que leur réclament les civils.
Lorsque le front se stabilise sur les rives de l’Ay, l’état-major installe un poste de douane à Saint-Germain-sur-Ay. Il se situe à la pointe du banc au niveau de deux rochers formant le passage de la Gaule. C’est le 106e régiment de cavalerie qui se charge d’y accueillir les civils et de les guider entre les champs de mines jusqu’au camp de réfugiés situé à Breteville-sur-Ay. Le passage de la Gaule est emprunté par 437 réfugiés du 18 au 21 juillet.
Les témoignages condensés dans l’ouvrage Pirou pendant l’occupation et au moment du débarquement, nous apprennent que la traversée était risquée car elle nécessite la connaissance du littoral et de ses bancs de sable. Les Allemands ouvrent le feu sur les transfuges. C'est grâce à deux frères de la famille créançaise des « Anne » que nombre d’entre eux parviennent à rejoindre les Américains à marée basse. Le témoignage d’un jeune adolescent nous permet de saisir le premier contact avec la 106e de cavalerie :

###### Le départ de l’opération Cobra
Le front stabilisé à saint germain du 13 au 25 juillet 1944, les Américains s'installent dans la commune et renforcent leur position.
De l'autre côté du havre, sur les dunes de créances, les éléments allemands du 243e division d'infanterie continuent de ternir leur position.
Le 25 juillet 1944 l'opération Cobra est lancée. Les troupes du 315e régiment traversent l'Ay par le passage à guet à l'est du havre pour se diriger vers Créances et les camps de la Croix Rouge.
Derrière eux, les affrontements armés laissent une campagne aux allures lunaires. Les témoignages des clercs dans l'ouvrage La libération du pays de Coutances précisent que "l'herbe et les feuilles sont grises de la poussière de la bataille", les "fils téléphoniques" inter-armée, les "douilles d'obus et les munitions jonchent le sol".
"On trouve aussi quantité de bestiaux morts, de chars calcinés, de cadavres de soldats non encore inhumés".
Très vite l'organisation américaine s'installe. Le Reichsmark d'occupation fait place aux billets en franc imprimés par les Anglais et les Américains. Saint-Germain se trouve dans une nouvelle circonscription administrative : La Normandy Base Section. Un espace contrôlé par les Américains et où une très vive activité alliée fera longtemps vivre les habitants du Cotentin.

#### Le bilan humain de la Libération
Le retour à la liberté des populations normandes se fit au prix de lourdes pertes civiles. La particularité de ce conflit d’envergure mondiale c’est le déroulement des opérations. Elles se sont déroulées au milieu d’une population civile prise en étau entre deux belligérants étrangers.
Les travaux du Centre de Recherche d’Histoire Quantique du CNRS publiés sur internet ont permis la création d’un mémorial des victimes civiles de la Bataille de Normandie. Ils recensent « tous ceux qui périrent directement ou indirectement de la présence de la guerre sur notre sol »
Il en ressort que du 1er avril au 30 septembre 1944, le département de la Manche a perdu près de 4 000 civils.
Concernant Saint-Germain-sur-Ay, les victimes civiles sont énumérées de la manière suivante :
| Noms                | Prénoms                  | Date de naissance | Date de décès | Lieux de Naissance   | Domiciliation        | Lieux du décès       | Cause du décès                                                                                    | Décédé à l’âge de |
| ------------------- | ------------------------ | ----------------- | ------------- | -------------------- | -------------------- | -------------------- | ------------------------------------------------------------------------------------------------- | ----------------- |
| Anne                | Alfred Pierre Eugène     | 27-06-1907        | 18-07-1944    | Angoville-sur-Ay     | Créances             | Saint-Germain-sur-Ay | non communiqué                                                                                    | 37 ans            |
| Bellée née Quenault | Lucienne Alice Désirée   | 20-08-1904        | 15-07-1944    | Saint-Germain-sur-Ay | Montgardon           | Valognes             | non communiqué                                                                                    | 40 ans            |
| Buquet              | Jean Louis               | 08-10-1924        | 18-06-1944    | Le Havre             | Montgardon           | Saint-Germain-sur-Ay | non communiqué                                                                                    | 19 ans            |
| Creveuil née Pitrey | Clémence Marie Constance | 30-11-1920        | 07-07-1944    | Saint-Germain-sur-Ay | Saint-Germain-sur-Ay | Saint-Germain-sur-Ay | bombardement                                                                                      | 23 ans            |
| Creveuil            | Paul Victor Jean         | 03-07-1921        | 08-07-1944    | Saint-Germain-sur-Ay | Saint-Germain-sur-Ay | Saint-Germain-sur-Ay | bombardement                                                                                      | 23 ans            |
| Girard              | Emile Robert             | 07-05-1915        | 06-04-1944    | Saint-Germain-sur-Ay | Lithaire             | Pontorson            | bombardement aérien                                                                               | 29 ans            |
| Godefroy            | Auguste Eugène Aimable   | 09-10-1896        | 26-06-1944    | Saint-Germain-sur-Ay | Montgardon           | Montgardon           | nom communiqué                                                                                    | 47 ans            |
| Goubert             | Jean Marcel Jules        | 14-12-1899        | 18-06-1944    | Saint-Germain-sur-Ay | Saint-Germain-sur-Ay | Saint-Germain-sur-Ay | « lieutenant FFI, abattu par les Allemands après avoir fait évader des parachutistes américains » | 44 ans            |
| Legruel             | Auguste Eugène           | 07-08-1875        | 30-07-1944    | Créances             | Créances             | Saint-Germain-sur-Ay | bombardement                                                                                      | 69 ans            |
| Lepelleux           | Edmond Emmanuel Auguste  | 03-03-1909        | 21-06-1944    | Airel                | Saint-Germain-sur-Ay | Saint-Germain-sur-Ay | grenade                                                                                           | 35 ans            |
| Moncuit             | Jean François Frédéric   | 30-08-1931        | 13-06-1944    | Saint-Germain-sur-Ay | Caen                 | Caen                 | bombardement aérien                                                                               | 12 ans            |
| Poulain née Mauger  | Marguerite Marie Louise  | 15-03-1914        | 18-06-1944    | Pirou                | Saint-Germain-sur-Ay | Saint-Germain-sur-Ay | Protégea Auguste Ernouf âgé alors de quelques mois d’un bombardement sur le hameau Lesmares       | 30 ans            |
| Roupsard            | Georgette Alexandrine    | 03-05-1923        | 18-06-1944    | Cherbourg            | Tourlaville          | Saint-Germain-sur-Ay | bombardement                                                                                      | 19 ans            |

## Politique et administration

### Liste des maires
| Période                                  | Période   | Identité               | Étiquette | Qualité                                     |
| ---------------------------------------- | --------- | ---------------------- | --------- | ------------------------------------------- |
| 1790                                     | 1792      | Michel Ernouf          |           |                                             |
| 1792                                     | 1793      | Jean Bonnemain         |           |                                             |
| 1794                                     | 1795      | Martin Sanson          |           |                                             |
| 1795                                     | 1795      | Jean François Leroux   |           |                                             |
| 1795                                     | 1797      | Pierre Mahaut          |           |                                             |
| 1797                                     | 1798      | Guillaume Ernice       |           |                                             |
| 1798                                     | 1799      | Louis Giffard          |           |                                             |
| 1799                                     | 1800      | Denis Burée            |           |                                             |
| 1800                                     | 1805      | Pierre Mahaut          |           |                                             |
| 1805                                     | 1817      | François Burée         |           |                                             |
| 1817                                     | 1817      | Michel Lucette         |           |                                             |
| 1817                                     | 1846      | Jean Baptiste Fossey   |           |                                             |
| 1846                                     | 1874      | François Burée         |           |                                             |
| 1874                                     | 1878      | Jean-Baptiste Luce     |           |                                             |
| 1878                                     | 1881      | Frédéric Lechevalier   |           |                                             |
| 1881                                     | 1884      | Paul Aubert            |           |                                             |
| 1884                                     | 1887      | François Burée         |           |                                             |
| 1887                                     | 1888      | Jean-Baptisye Luce     |           |                                             |
| 1888                                     | 1891      | Paul Aubert            |           |                                             |
| 1891                                     | 1900      | François Mahaut        |           |                                             |
| 1900                                     | 1919      | Henri Père             |           |                                             |
| 1919                                     | 1932      | Paul Yvouri            |           |                                             |
| 1932                                     | 1942      | Auguste Duchastel      |           |                                             |
| 1942                                     | 1945      | Alphonse Lecathelinais |           |                                             |
| 1945                                     | 1945      | Jules Gidon            |           |                                             |
| 1945                                     | 1947      | Alphonse Lecathelinais |           |                                             |
| 1947                                     | 1959      | Paul Yon               |           |                                             |
| 1959                                     | 1977      | Bienaimé Lavarde       |           |                                             |
| 1977                                     | 1983      | Émilien Lamy           |           |                                             |
| 1983                                     | 1989      | Maurice Yvoury         |           |                                             |
| 1989                                     | 1995      | Robert Deshayes        |           |                                             |
| 1995                                     | mars 2008 | Jean Renaud            | SE        |                                             |
| mars 2008                                | mai 2020  | Thierry Louis          | SE        | Conchyliculteur                             |
| mai 2020                                 | En cours  | Christophe Gilles      | SE        | Ancien officier marinier, ancien commerçant |
| Les données manquantes sont à compléter. |           |                        |           |                                             |

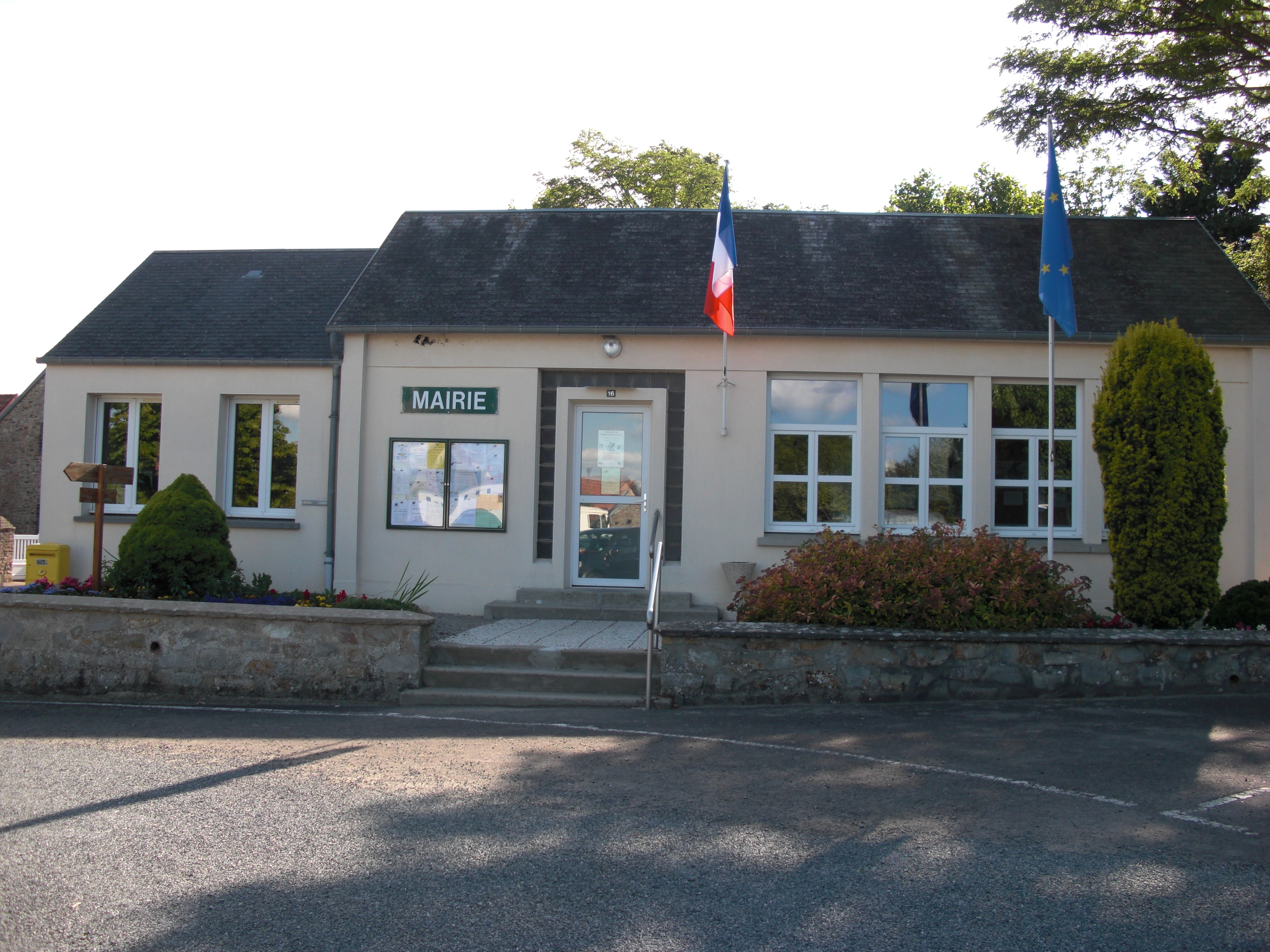
La mairie.

Le conseil municipal est composé de quinze membres dont le maire et quatre adjoints.

## Population et société

### Démographie

#### Évolution démographique
L'évolution du nombre d'habitants est connue à travers les recensements de la population effectués dans la commune depuis 1793. Pour les communes de moins de 10 000 habitants, une enquête de recensement portant sur toute la population est réalisée tous les cinq ans, les populations de référence des années intermédiaires étant quant à elles estimées par interpolation ou extrapolation. Pour la commune, le premier recensement exhaustif entrant dans le cadre du nouveau dispositif a été réalisé en 2004.
En 2022, la commune comptait 920 habitants, en évolution de +1,1 % par rapport à 2016 (Manche : −0,31 %, France hors Mayotte : +2,11 %).
Saint-Germain-sur-Ay a compté jusqu'à 1 161 habitants en 1821. La paroisse comptait 136 feux en 1722 et 144 en 1762.
| 1793 | 1800 | 1806 | 1821  | 1831  | 1836  | 1841 | 1846 | 1851 |
| ---- | ---- | ---- | ----- | ----- | ----- | ---- | ---- | ---- |
| 915  | 942  | 962  | 1 161 | 1 061 | 1 045 | 976  | 987  | 963  |

| 1856 | 1861 | 1866 | 1872 | 1876 | 1881 | 1886 | 1891 | 1896 |
| ---- | ---- | ---- | ---- | ---- | ---- | ---- | ---- | ---- |
| 865  | 822  | 794  | 695  | 654  | 607  | 641  | 642  | 626  |

| 1901 | 1906 | 1911 | 1921 | 1926 | 1931 | 1936 | 1946 | 1954 |
| ---- | ---- | ---- | ---- | ---- | ---- | ---- | ---- | ---- |
| 588  | 563  | 530  | 466  | 461  | 477  | 492  | 508  | 477  |

| 1962 | 1968 | 1975 | 1982 | 1990 | 1999 | 2004 | 2006 | 2009 |
| ---- | ---- | ---- | ---- | ---- | ---- | ---- | ---- | ---- |
| 534  | 511  | 500  | 575  | 638  | 797  | 859  | 852  | 896  |

| 2014 | 2019 | 2022 | - | - | - | - | - | - |
| ---- | ---- | ---- | - | - | - | - | - | - |
| 909  | 900  | 920  | - | - | - | - | - | - |

#### Pyramide des âges
La population de la commune est relativement âgée.
En 2018, le taux de personnes d'un âge inférieur à 30 ans s'élève à 21,3 %, soit en dessous de la moyenne départementale (31,2 %). À l'inverse, le taux de personnes d'âge supérieur à 60 ans est de 47,3 % la même année, alors qu'il est de 31,6 % au niveau départemental.
En 2018, la commune comptait 455 hommes pour 450 femmes, soit un taux de 50,28 % d'hommes, légèrement supérieur au taux départemental (48,79 %).
Les pyramides des âges de la commune et du département s'établissent comme suit.
| Hommes | Classe d’âge | Femmes |
| ------ | ------------ | ------ |
| 0,4    | 90 ou +      | 2,2    |
| 10,2   | 75-89 ans    | 11,4   |
| 35,4   | 60-74 ans    | 35,0   |
| 20,1   | 45-59 ans    | 20,8   |
| 10,6   | 30-44 ans    | 11,4   |
| 11,5   | 15-29 ans    | 7,6    |
| 11,7   | 0-14 ans     | 11,6   |

| Hommes | Classe d’âge | Femmes |
| ------ | ------------ | ------ |
| 1      | 90 ou +      | 2,6    |
| 8,8    | 75-89 ans    | 12,1   |
| 20,3   | 60-74 ans    | 20,8   |
| 20,7   | 45-59 ans    | 19,8   |
| 17     | 30-44 ans    | 15,9   |
| 15,5   | 15-29 ans    | 13,4   |
| 16,7   | 0-14 ans     | 15,4   |

## Économie

### Activité économique

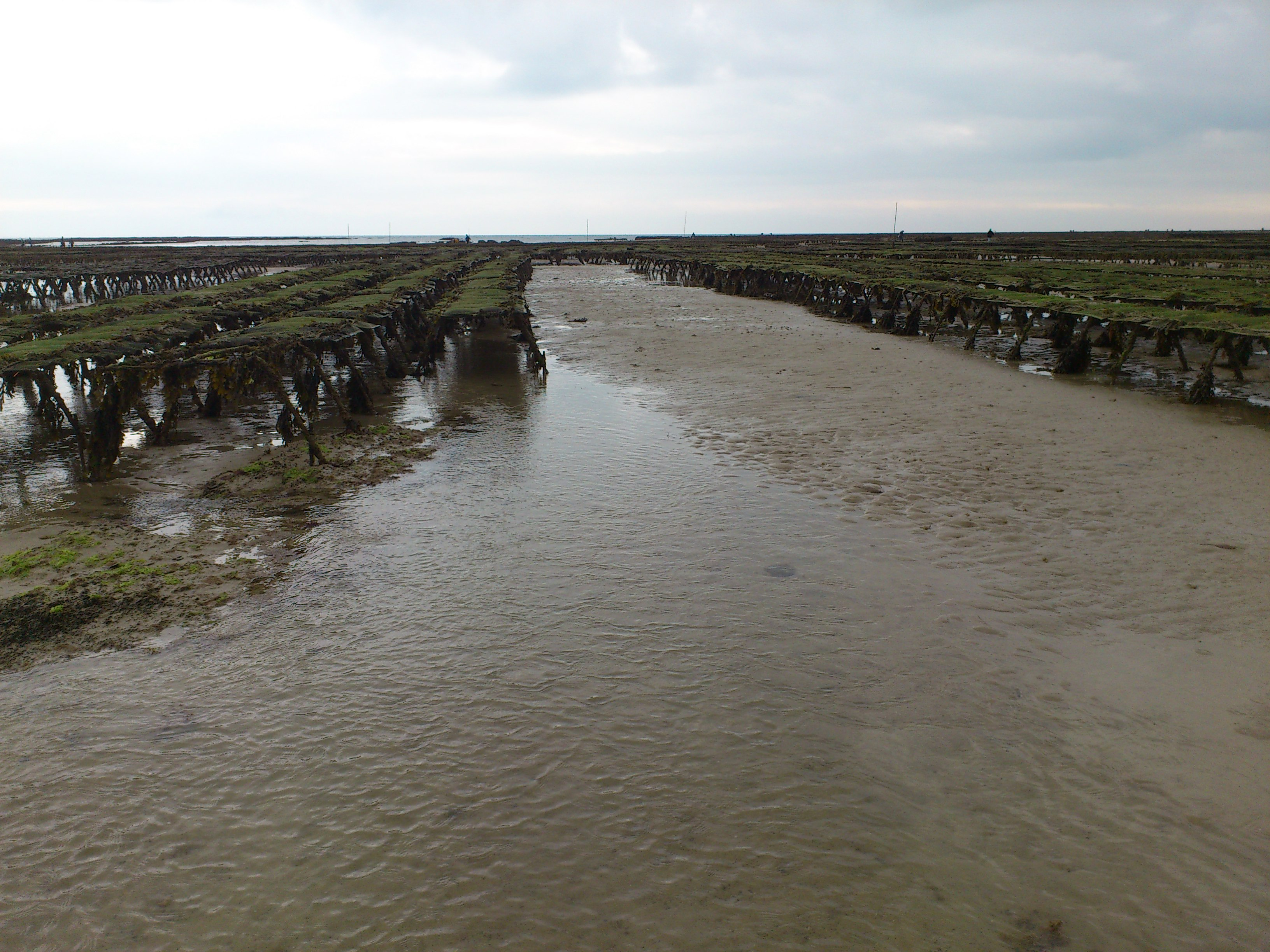
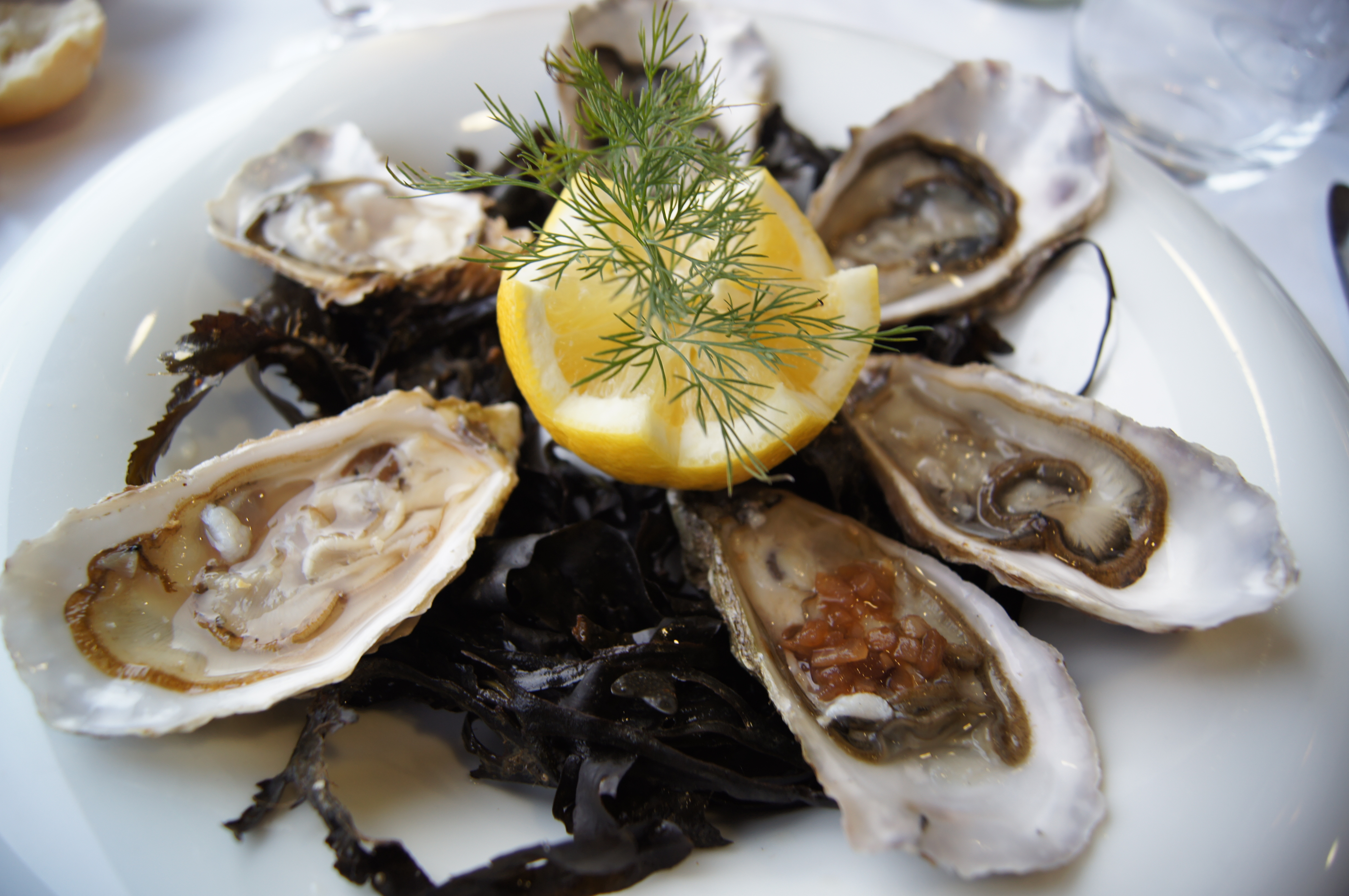
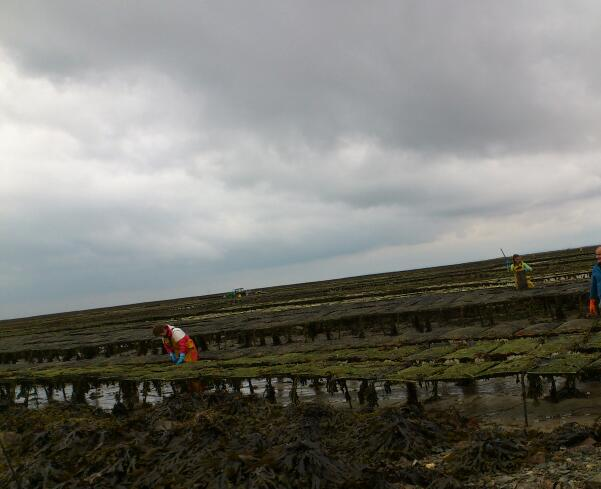
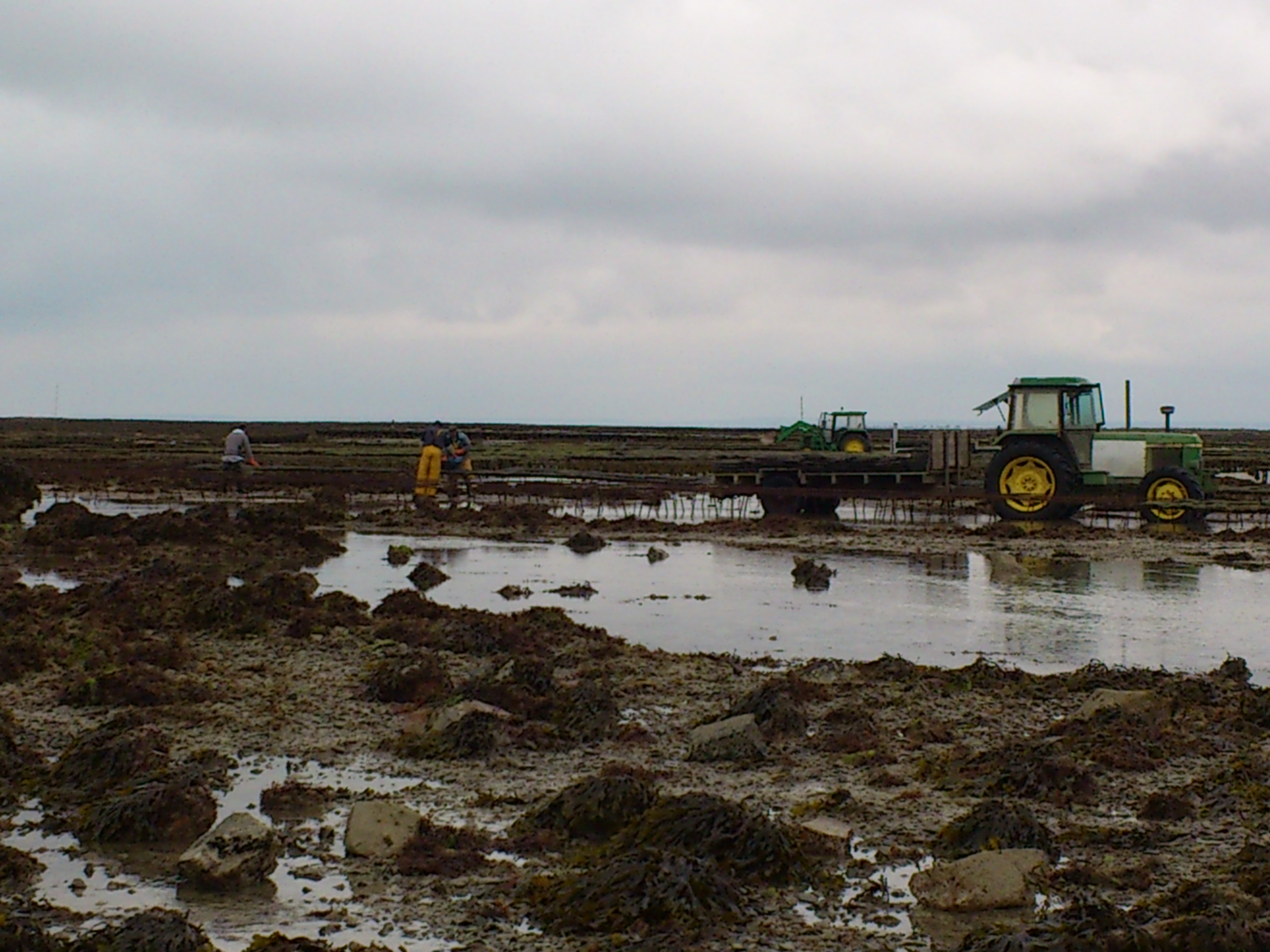

Saint-Germain-sur-Ay est une commune tournée essentiellement vers le secteur primaire :

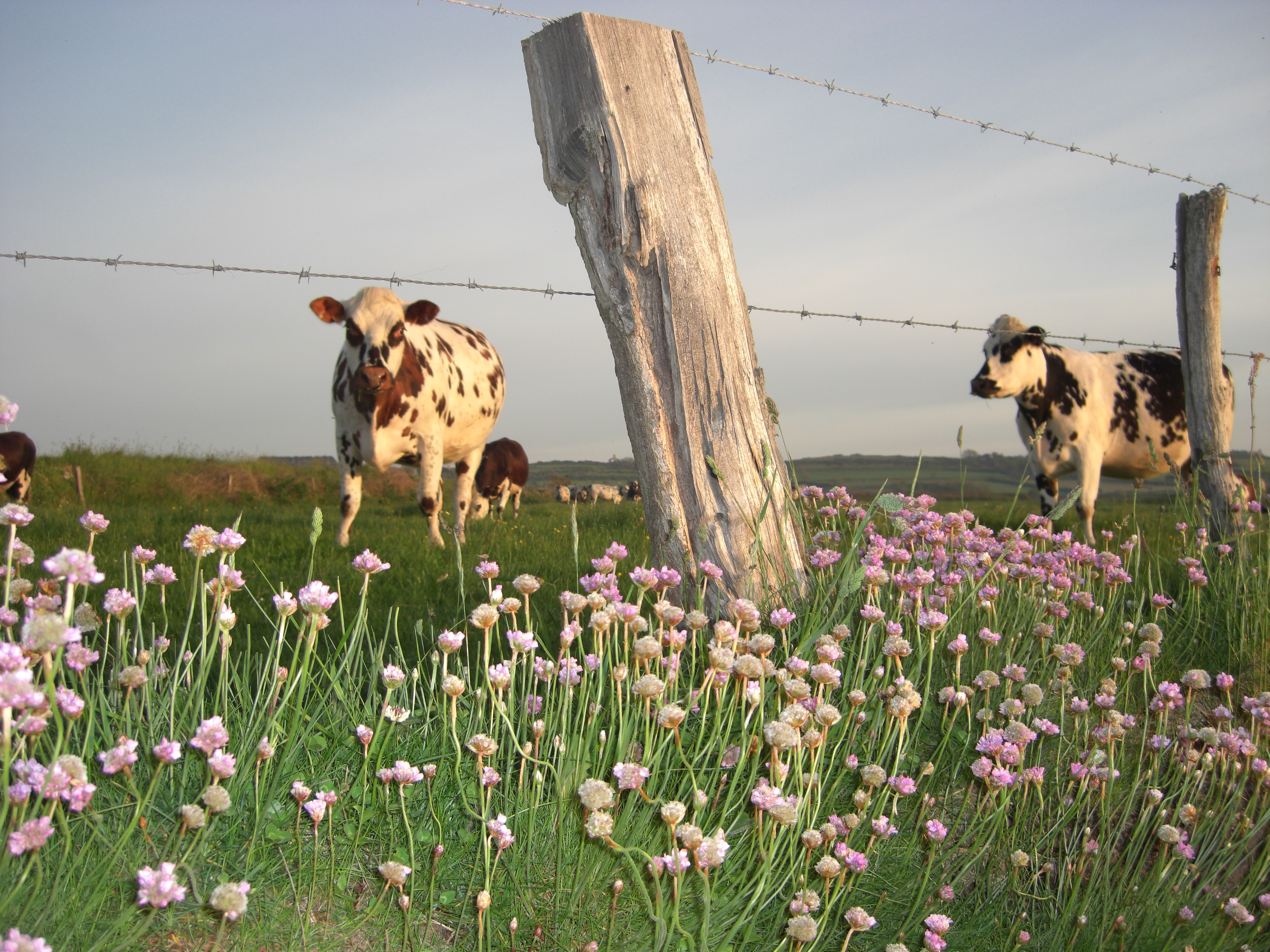
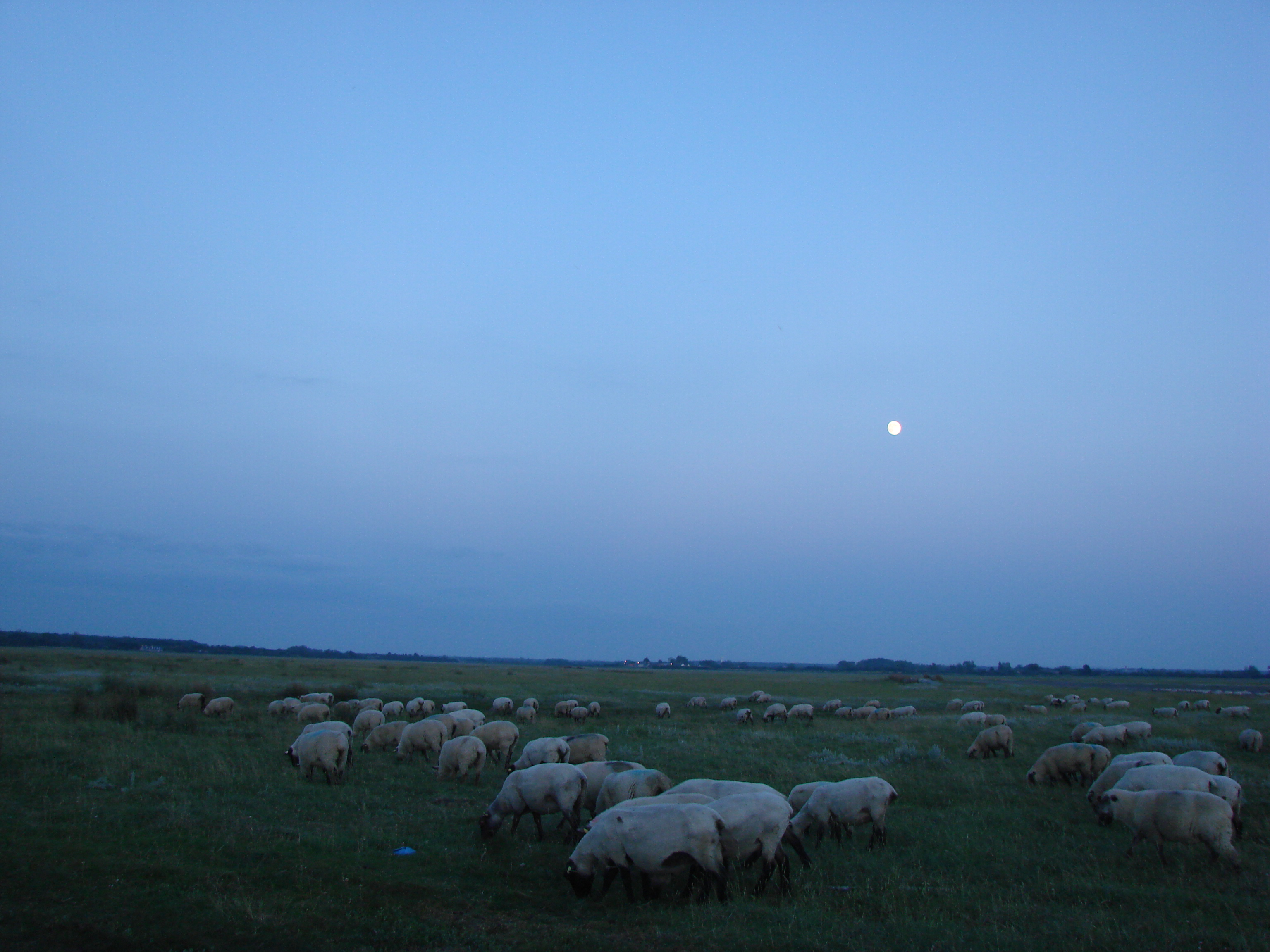

- l'agriculture ;
- l'élevage ;

- l'ostréiculture ;

- la pêche en mer.

### Tourisme
Depuis février 2010, Saint-Germain-sur-Ay forme avec Pirou un groupement de « communes touristiques ».
Le tourisme balnéaire s'est développé à la fin du XIXe siècle avec la mode des bains de mer. Avec l'arrivée du train à Lessay au début du XXe siècle, Saint-Germain-sur-Ay développa son urbanisme côté plage faisant progressivement basculer la population du bourg vers la côte.
Parallèlement plusieurs villas émergèrent à la plage, traduisant l'engouement des Cotentinois des terres pour l'air de la mer.
Depuis les années 1990 et la création du Parc naturel régional des Marais du Cotentin et du Bessin, Saint-Germain oriente également son activité touristique vers le tourisme vert. Ses dunes sont désormais protégées tout comme son havre où les ornithologues viennent apprécier les migrations hivernales et printanières.

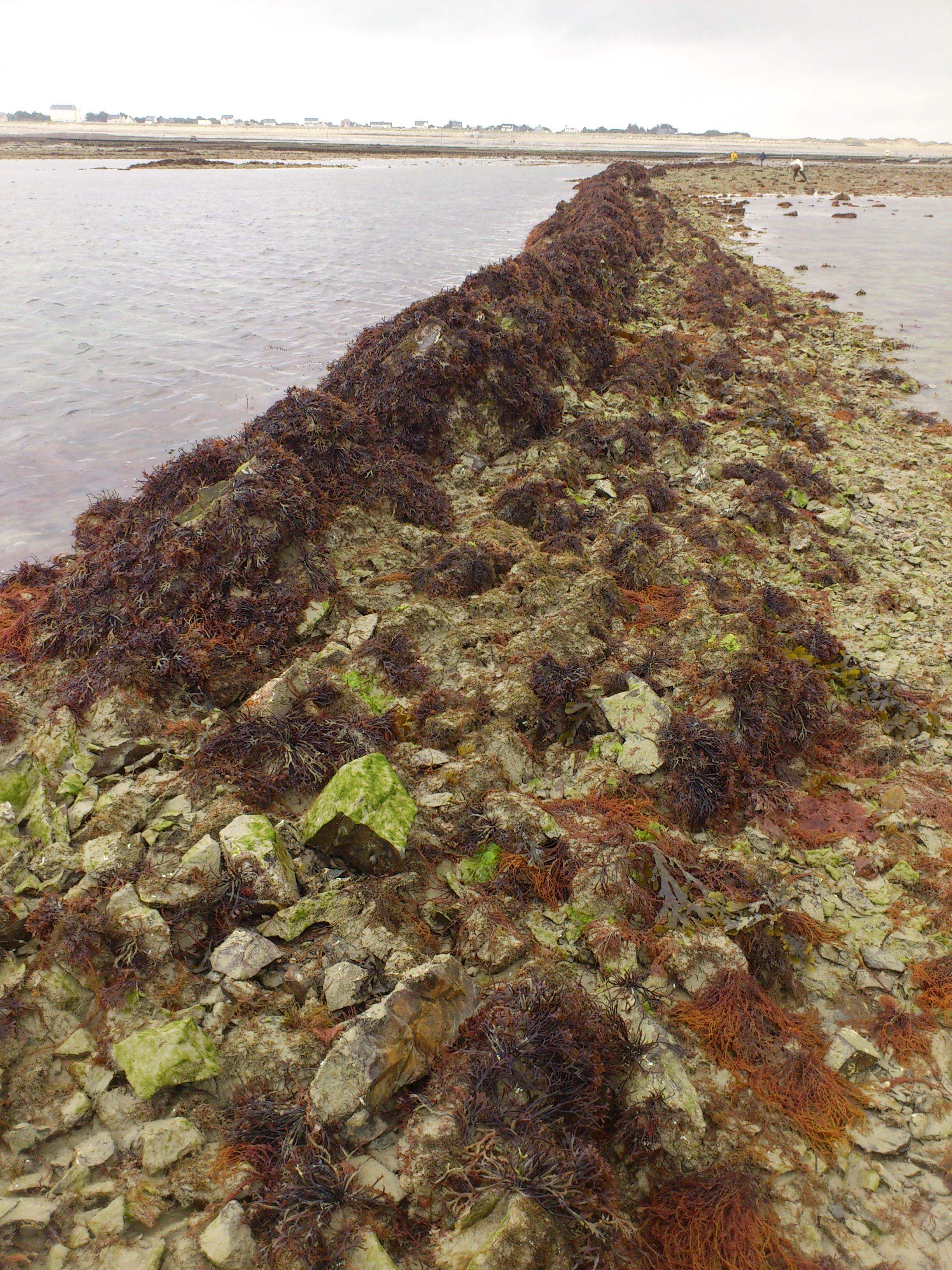
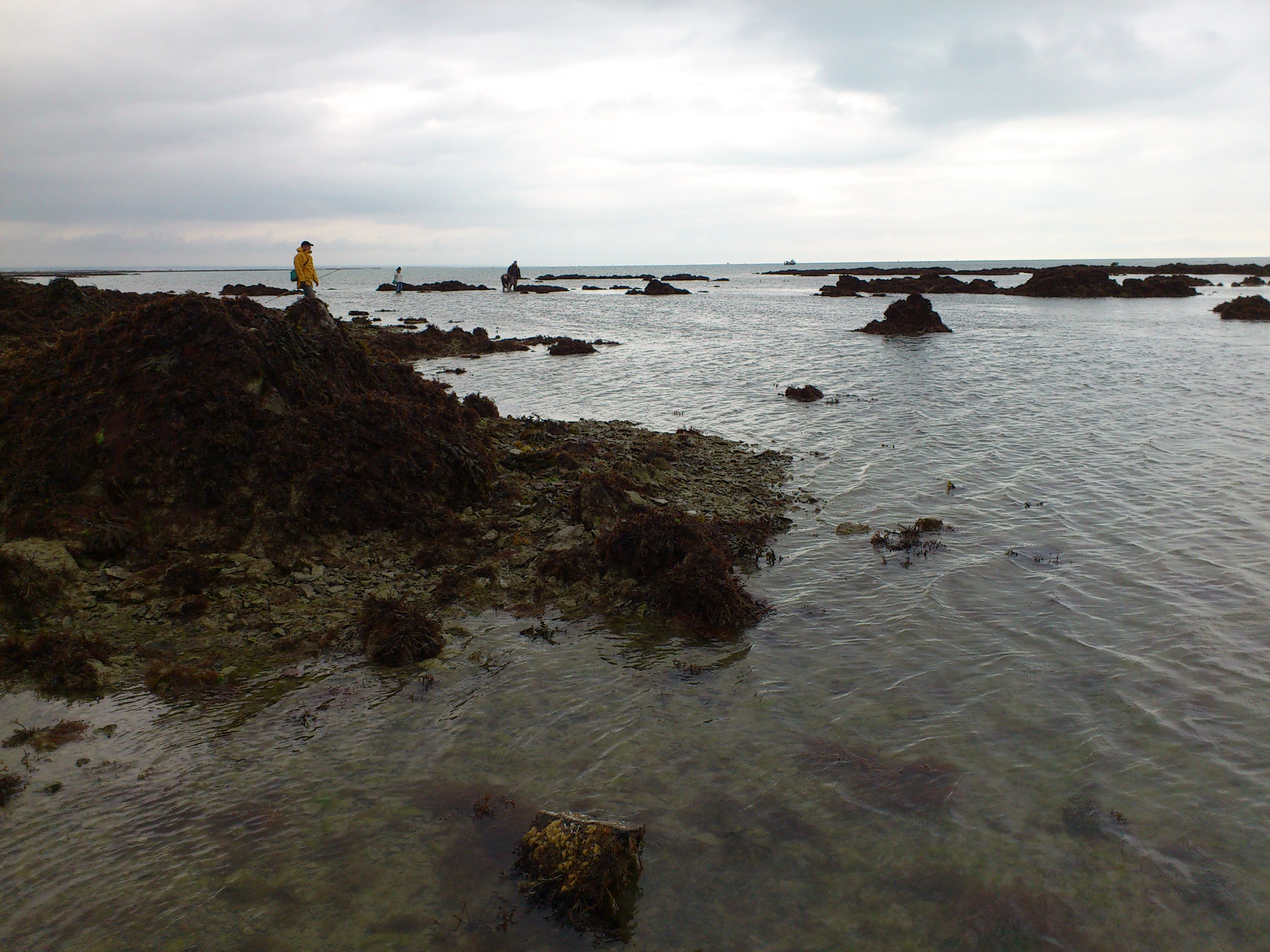
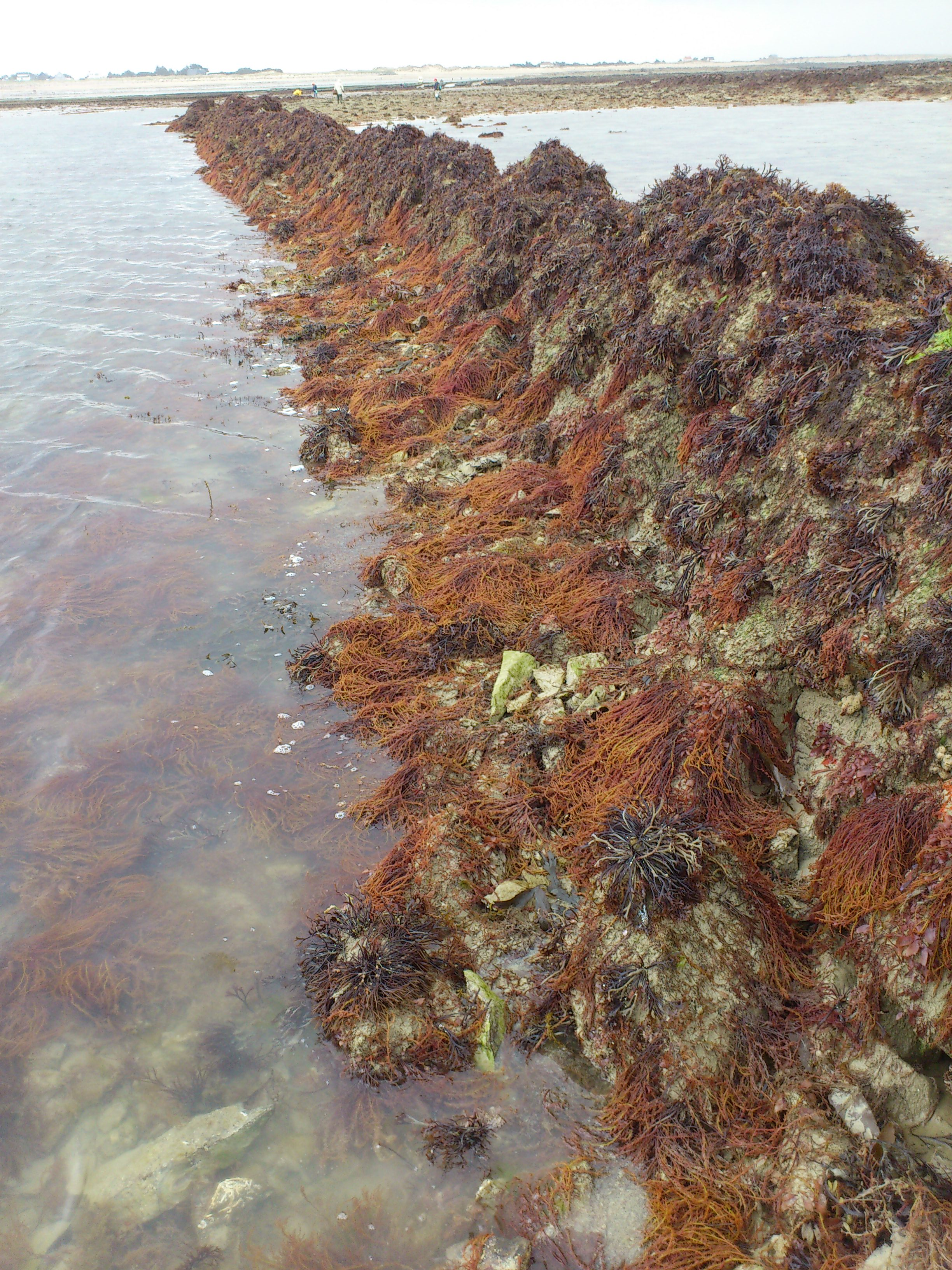
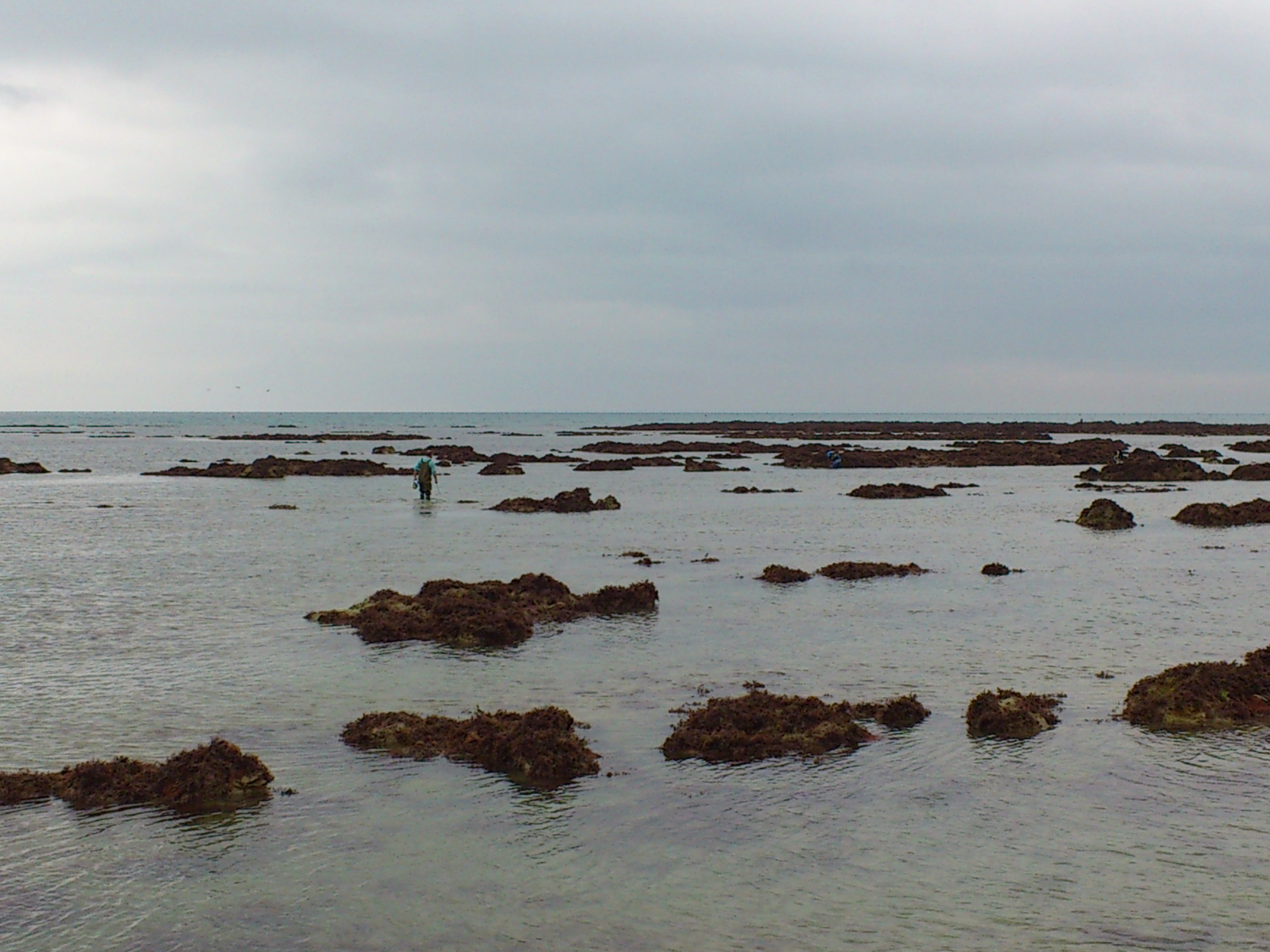

Le tourisme sportif s'oriente vers :
- les sports nautiques ;
- la chasse ;
- l'équitation ;
- la pêche à pied.

## Culture locale et patrimoine

### Lieux et monuments

#### Monuments

##### L'église Saint-Germain (XIIe,XVIIIe–XIXesiècles)

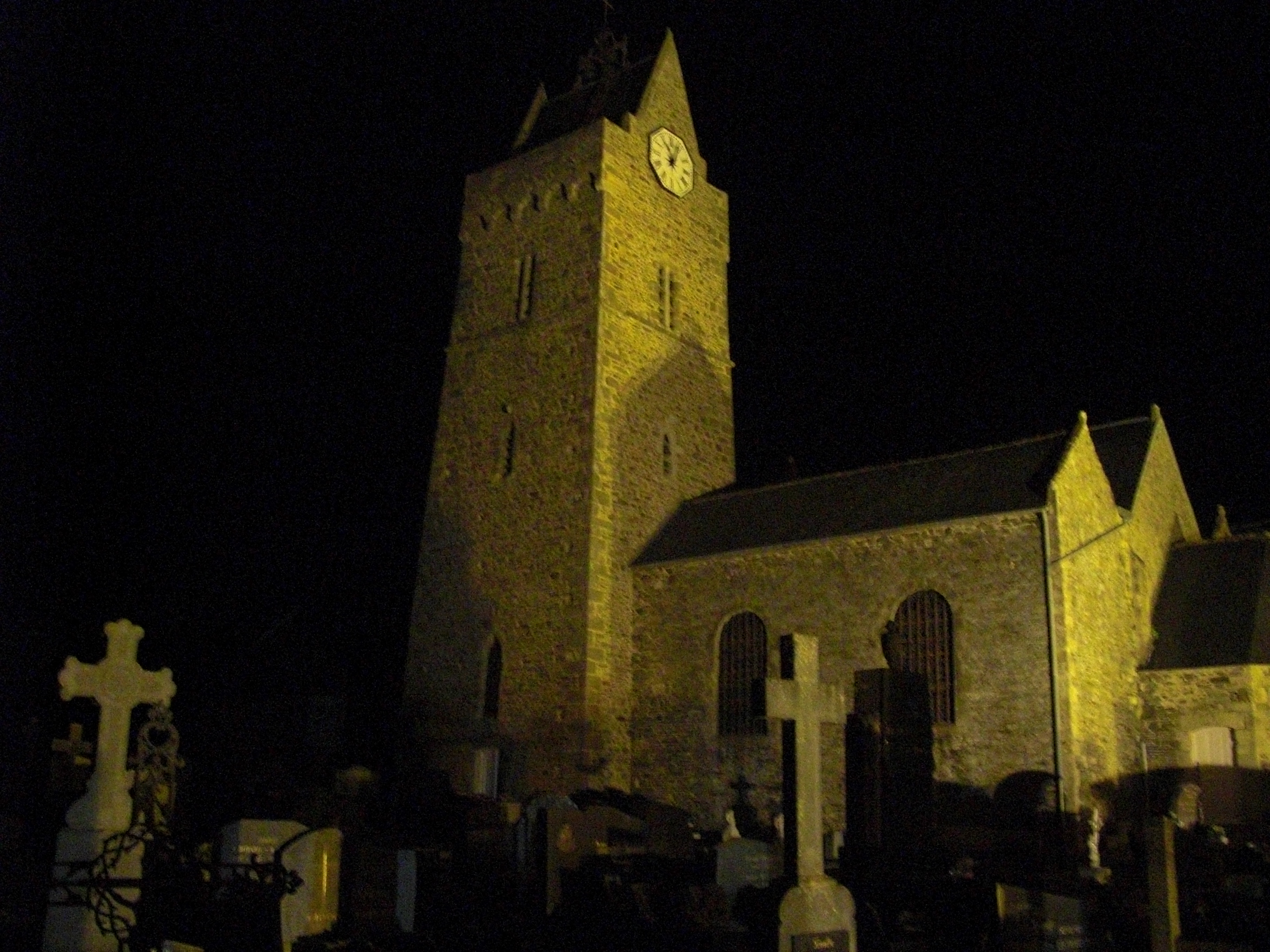
L'église romane Saint-Germain adossée à sa tour de guet.

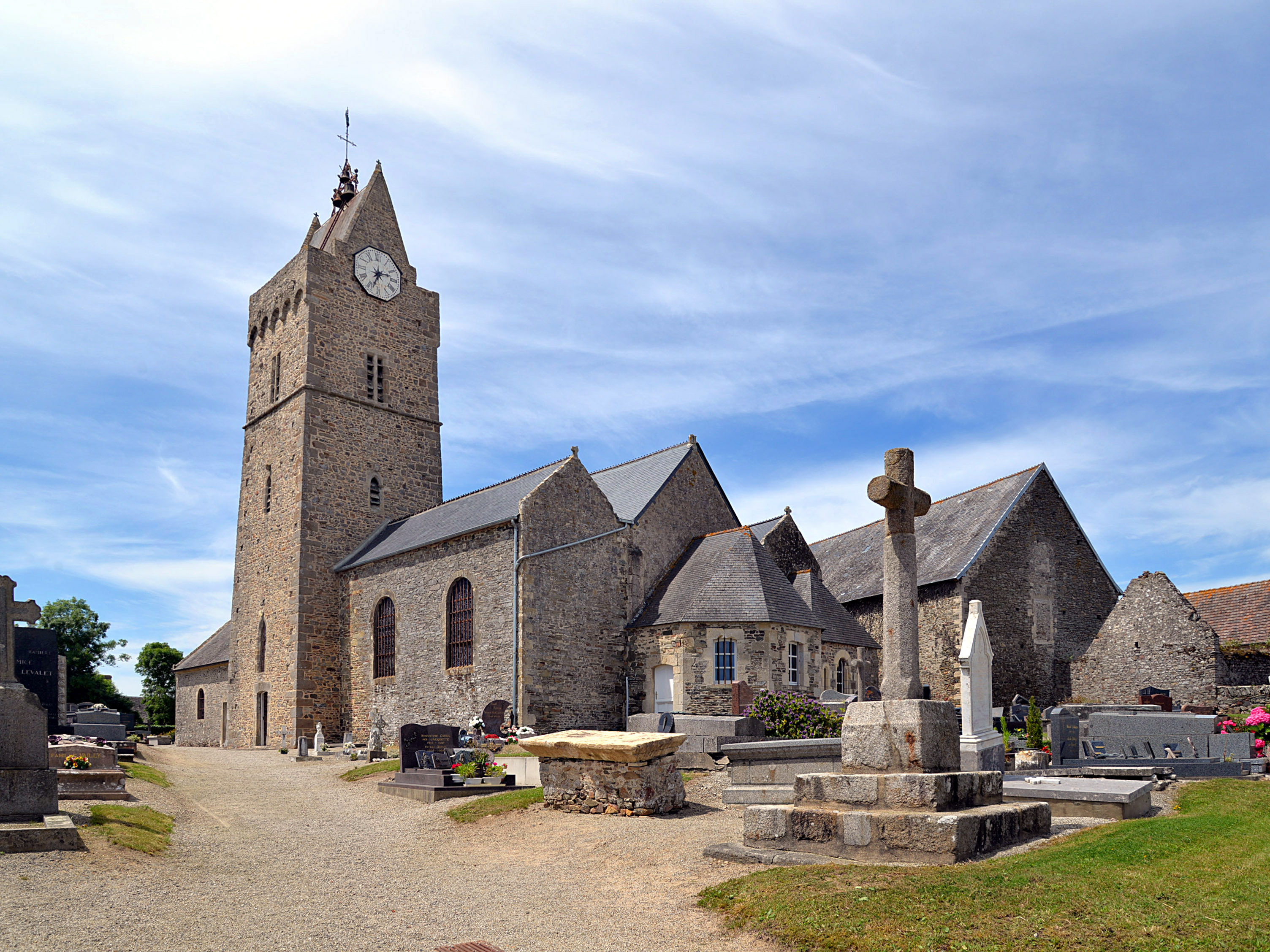
L'église Saint-Germain.

L'église Saint-Germain des XIe – XIIe siècles avec sa tour fortifiée avec toit en bâtière est inscrite, avec son cimetière qui l'entoure, au titre des monuments historiques par arrêté du 12 août 1946. On retrouve dans cette église la rigueur normande des lignes architecturales et l’absence de porte monumentale. Elle respectait ainsi la rigueur bénédictine sur les distractions de l’esprit, et l’efficacité des barons cotentinois dans la construction des édifices.
Elle abrite une Vierge à l'Enfant du XVe et des fonts baptismaux du XIIe, deux œuvres classées au titre objet, ainsi qu'un maître-autel du XIXe, les statues de saint Germain, saint Lô, saint Nicolas du XIXe, un tableau Sacré-Cœur du XIXe, une verrière du XXe de Mauméjean.
Dans le cimetière, trois objets sont inscrits au titre objet : une tombe médiévale, la tombe du curé Adrien Dugué et la croix de cimetière.

##### La chapelle du corps de garde
Le port de Saint-Germain-sur-Ay a été doté par Vauban d'un corps de garde en 1669. Sur son promontoire rocheux, les deux officiers et les dix hommes alors chargés de la surveillance du havre de Saint-Germain-sur-Ay avaient une parfaite vue d'ensemble sur les allées et venues du commerce maritime. Le 29 juillet 1945, il fut transformé en lieu de recueillement sous le nom de Notre-Dame-du-Rosaire. Bien privé, il fut donné à la commune en 1977 et réhabilité par de nombreux bénévoles sous la direction du Comité de sauvegarde.
Aujourd'hui, le corps de garde s'appelle Notre-Dame-du-Grapillon. Une procession aux flambeaux s'y déroule chaque année le 15 août. Plusieurs manifestations y ont lieu : concerts, projections de films, expositions à thème. Une des attractions de ce lieu est de voir le corps de garde encerclé par la mer lors des marées à fort coefficient.
L'édifice est inscrit au titre des monuments historiques.

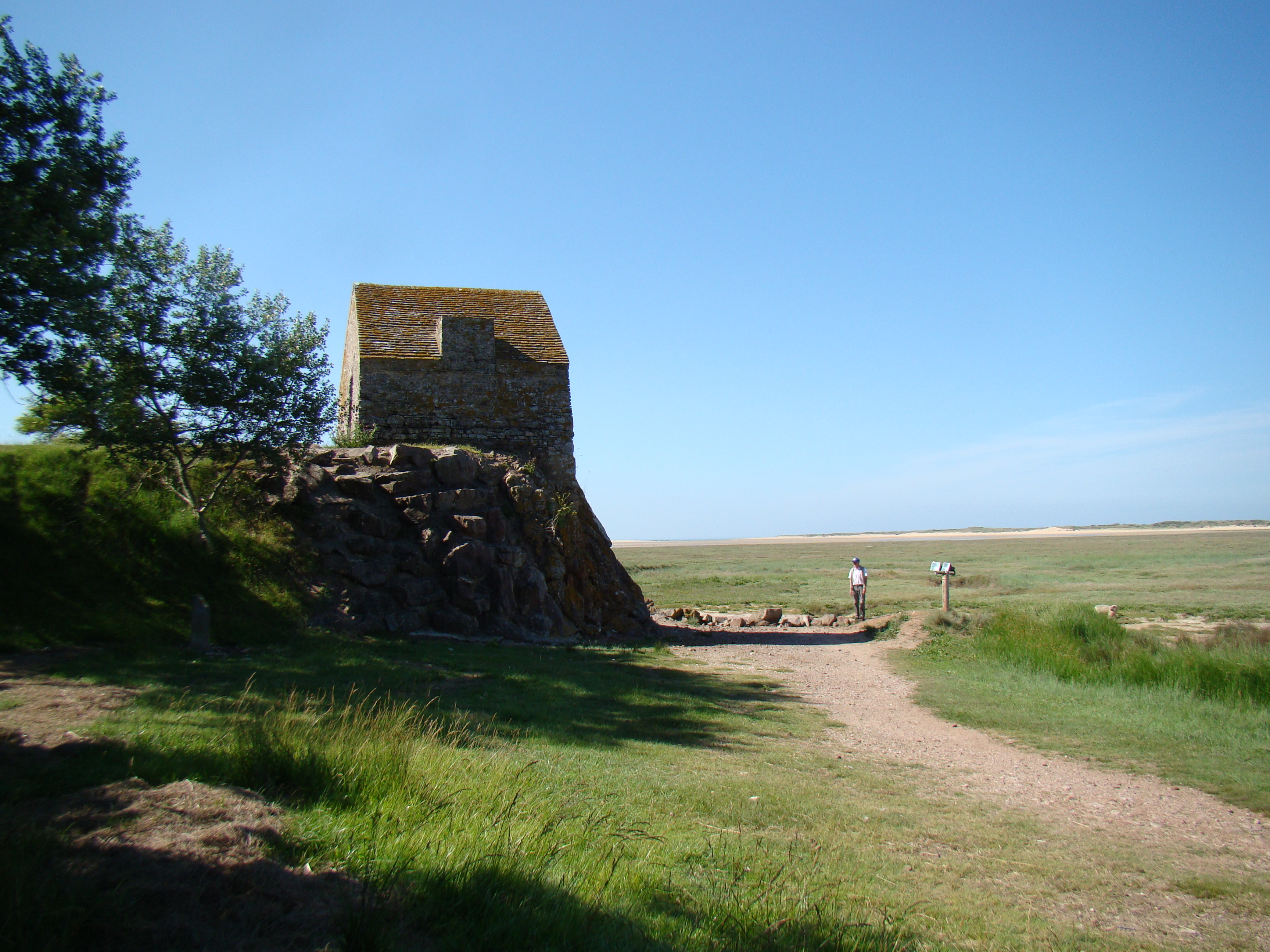
Le corps de garde face à la baie.
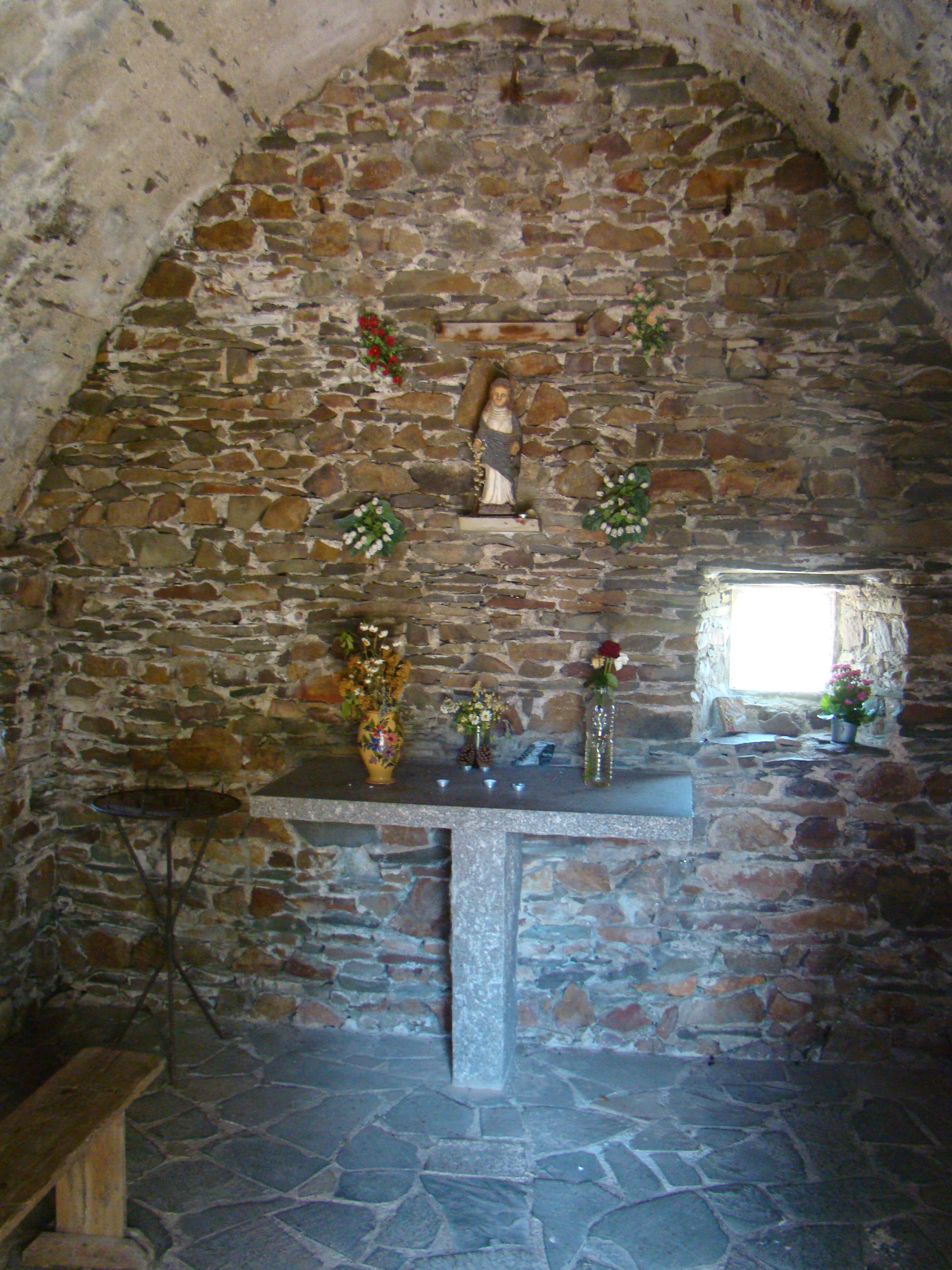
Vue intérieure.
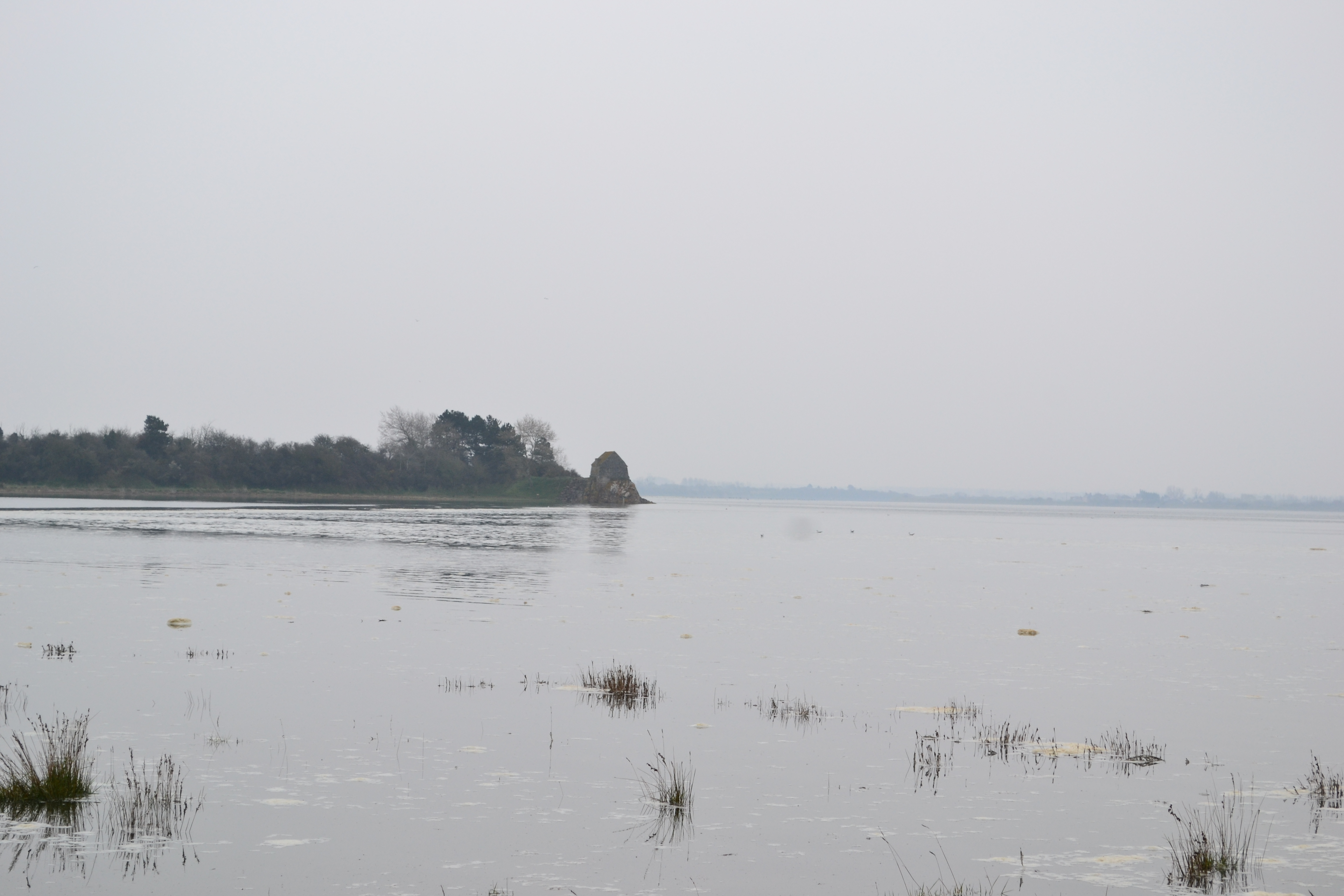
Corps de garde encerclé par la mer montante.

#### Le havre de Saint-Germain-sur-Ay (estuaire de l'Ay)
Le havre de Saint-Germain avec ses 600 ha est le plus vaste de la côte ouest. Autrefois exploité pour sa tangue, aujourd'hui ce sont les moutons de pré-salés qui s'y développe.

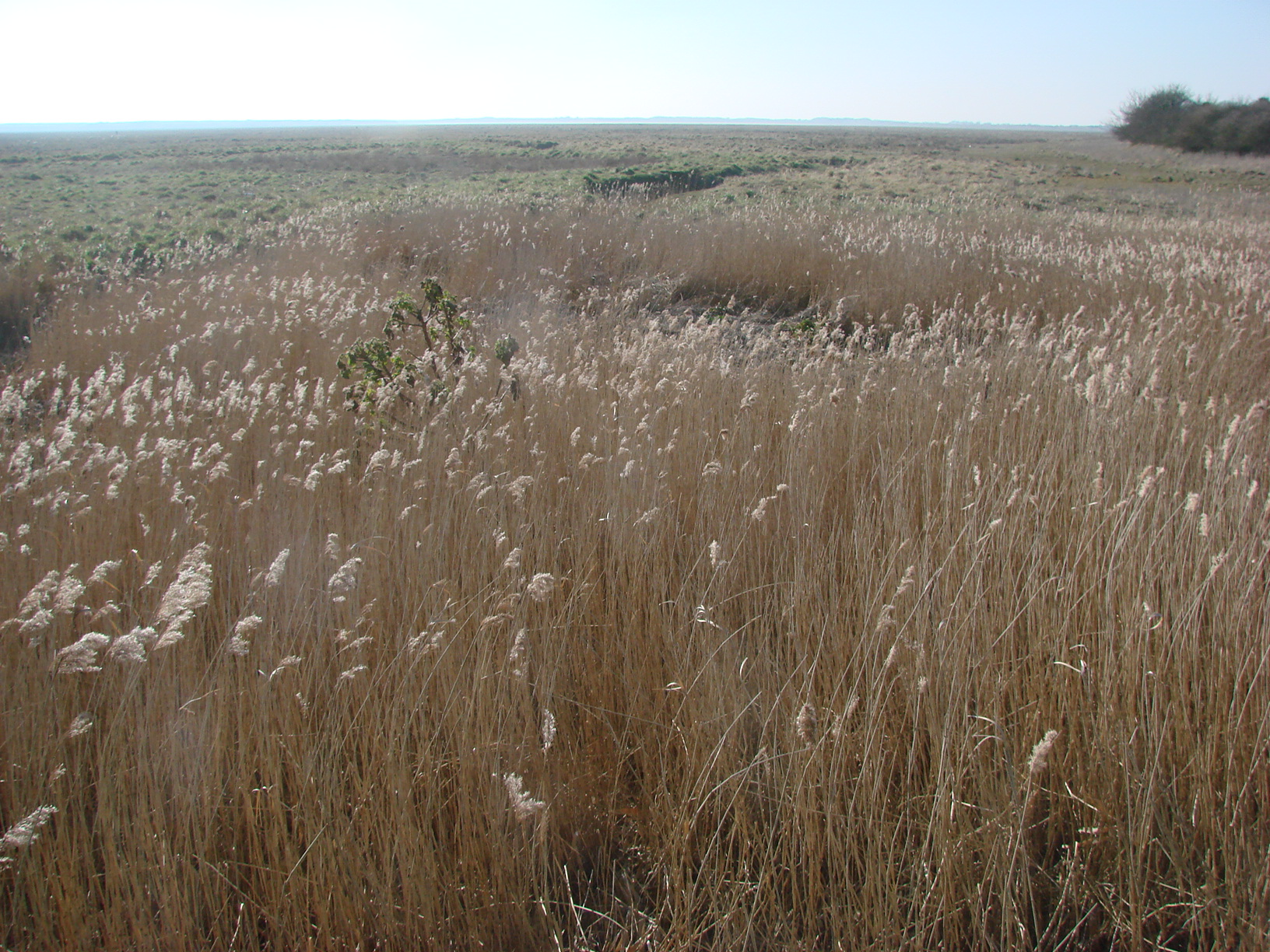
Le havre de Saint-Germain-sur-Ay vu des Salines.
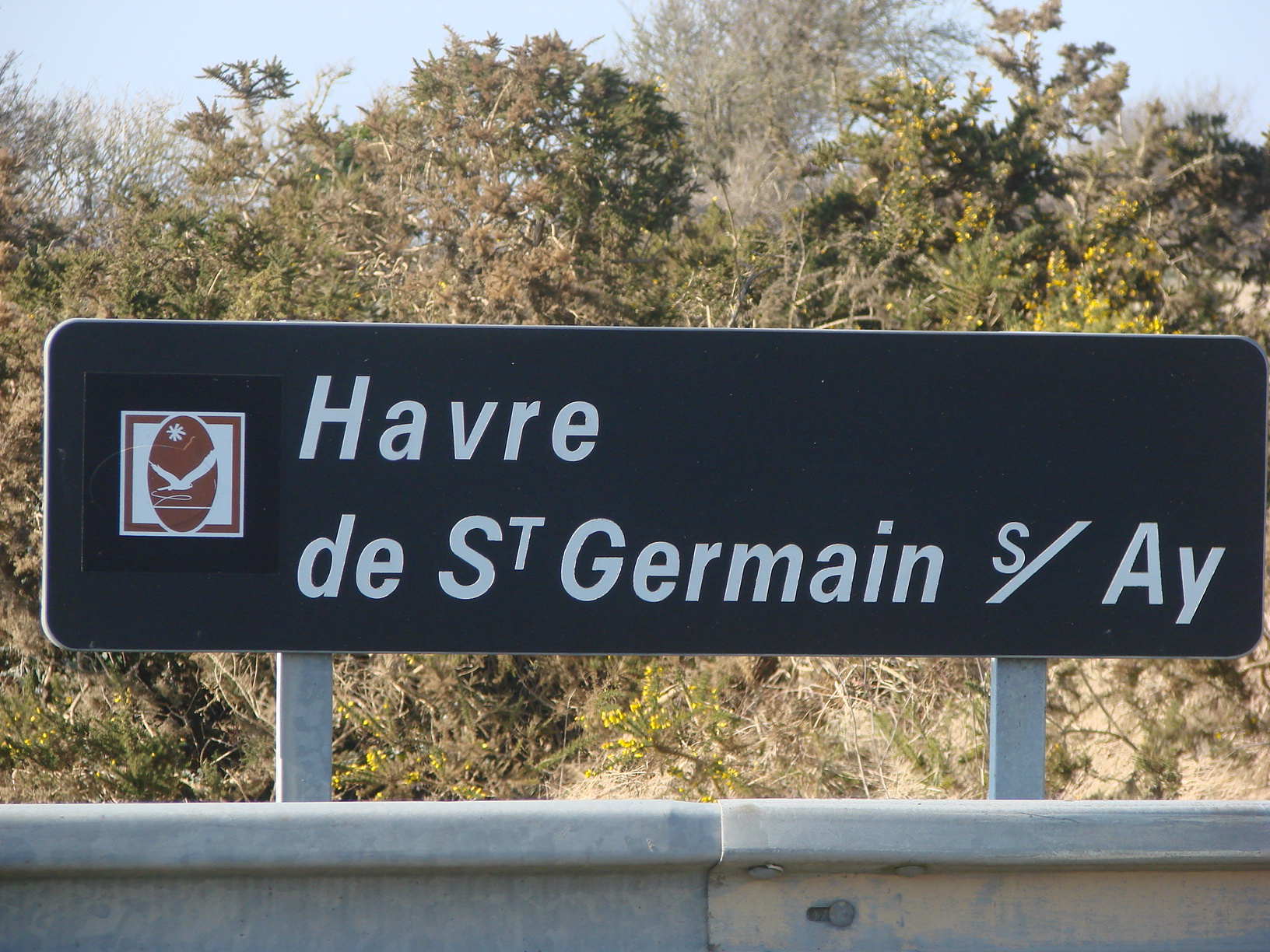
Le havre de Saint-Germain-sur-Ay.
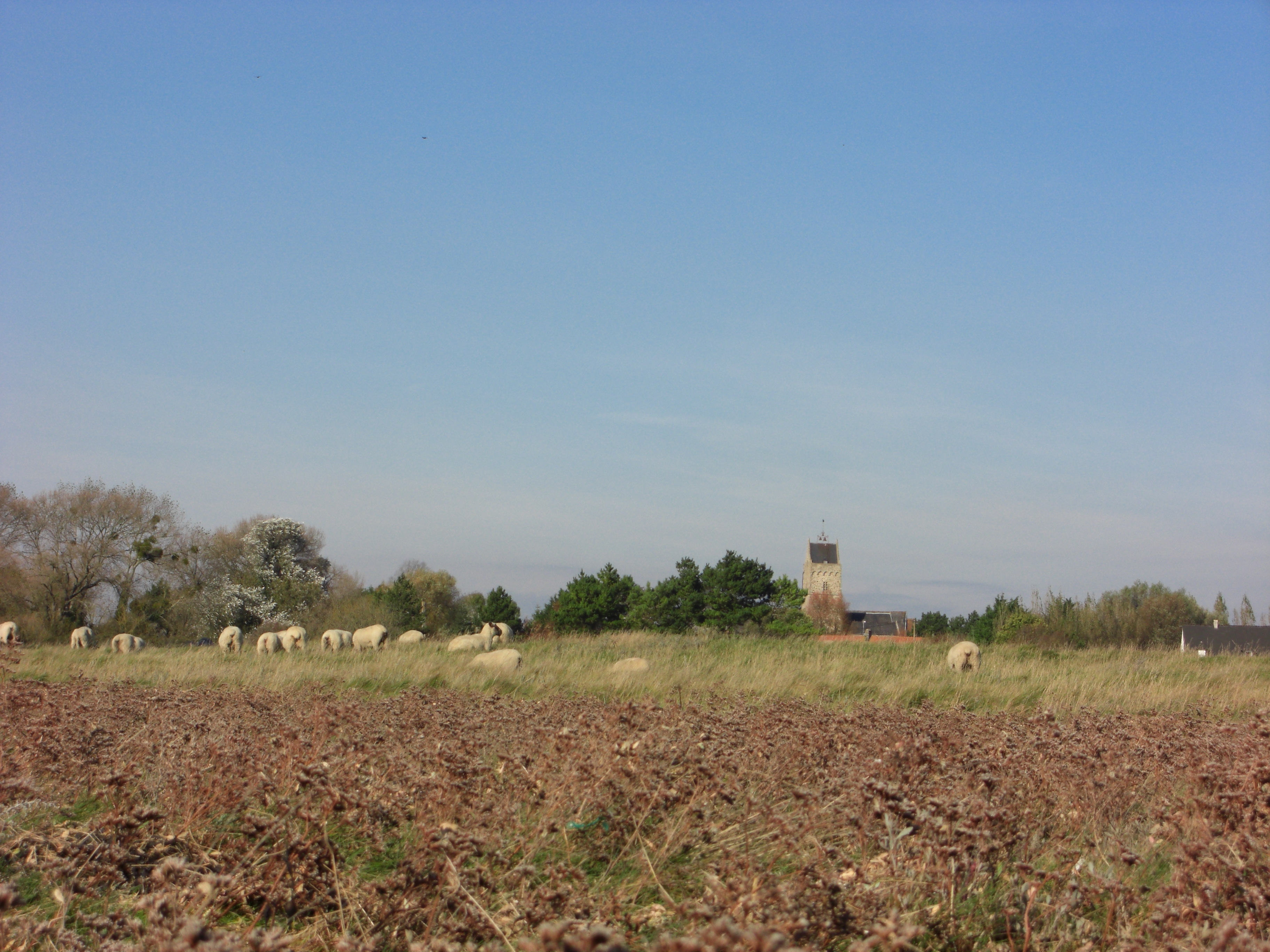
Vue sur l'église depuis la digue dans le havre.

#### La pointe du Banc

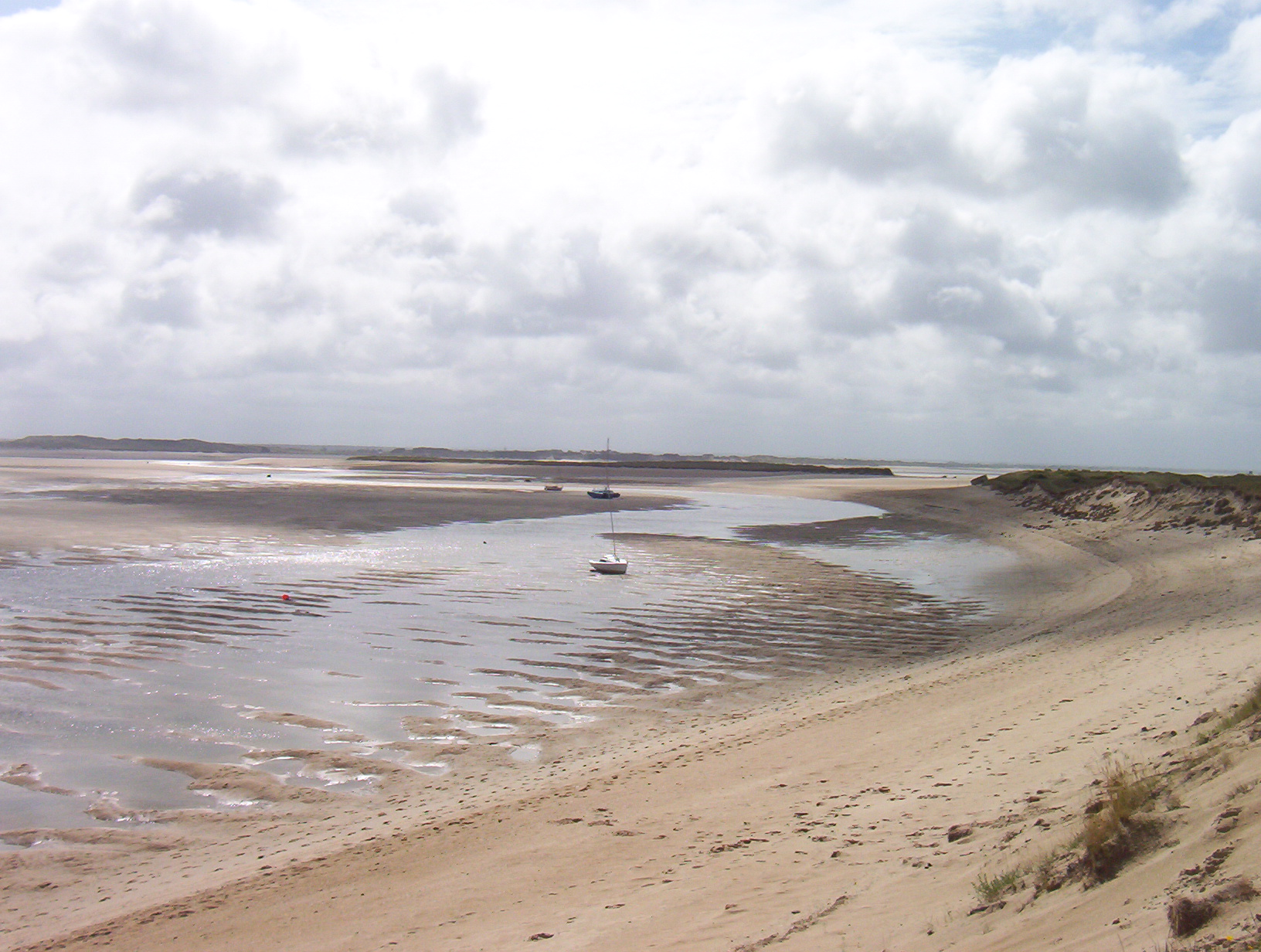
La pointe du banc en 2004 avant la tempête.

#### Rochers des Mortes Femmes

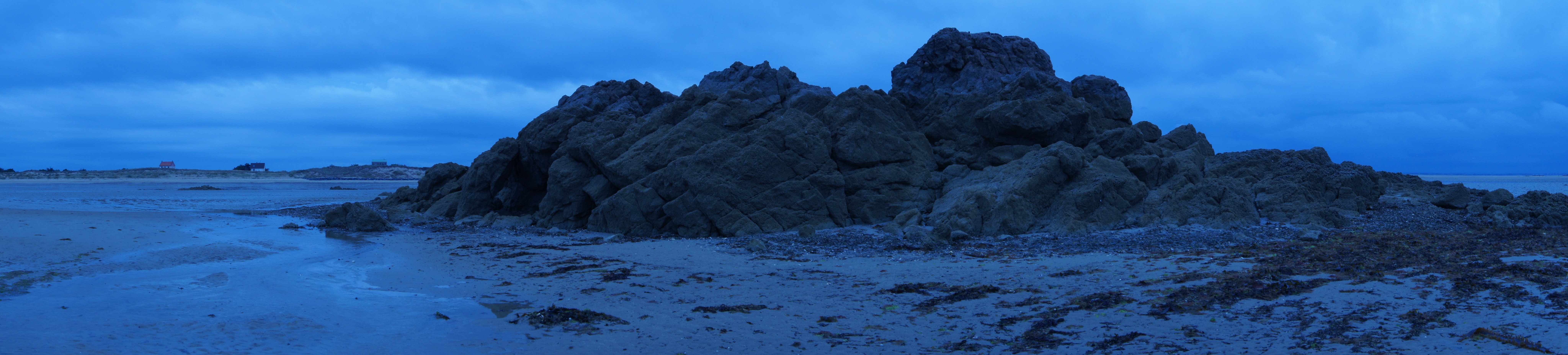
Rochers des Mortes Femmes.

#### Le lavoir, anciennement moulin à eau

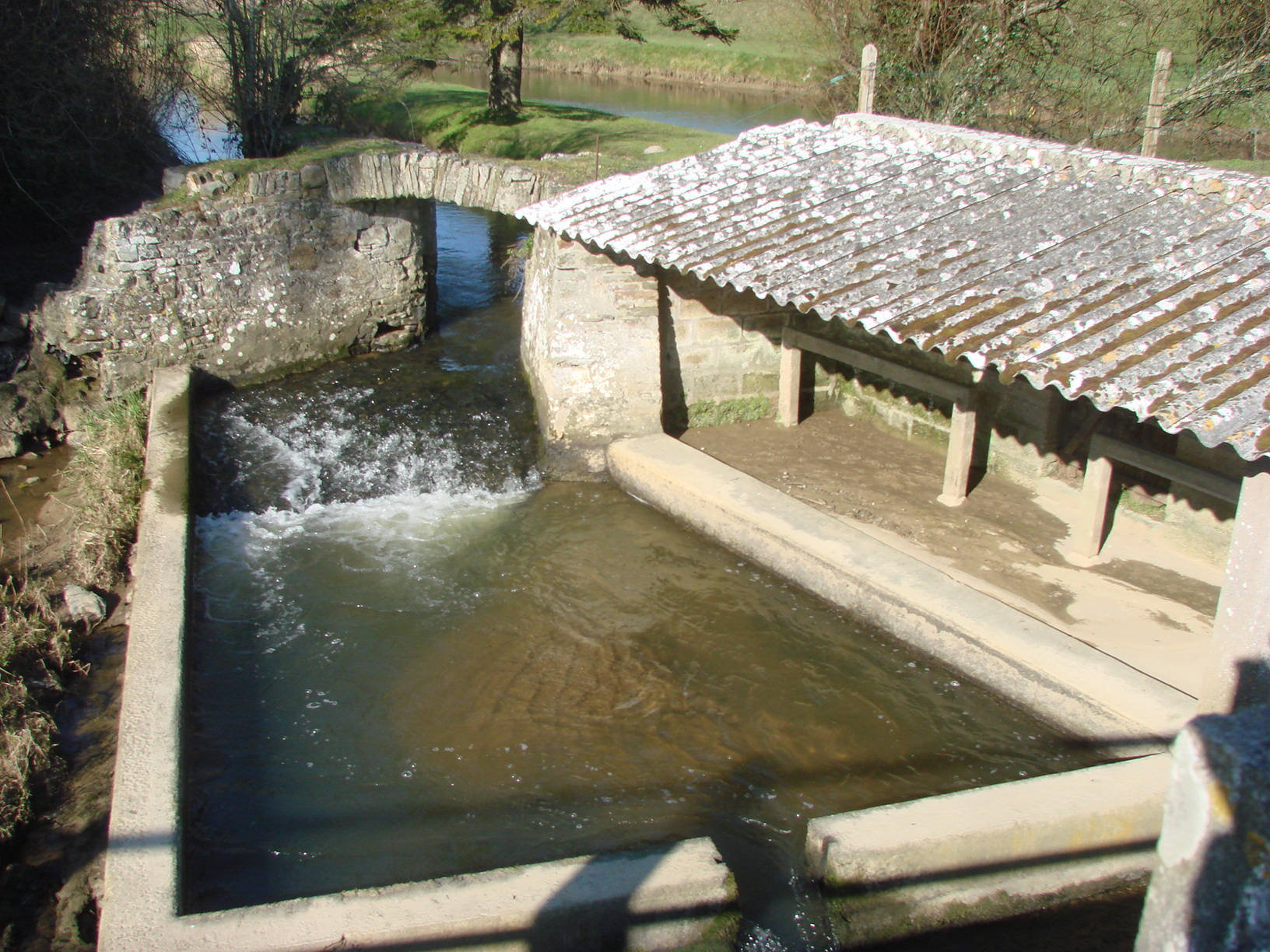
Vue d'ensemble du lavoir.
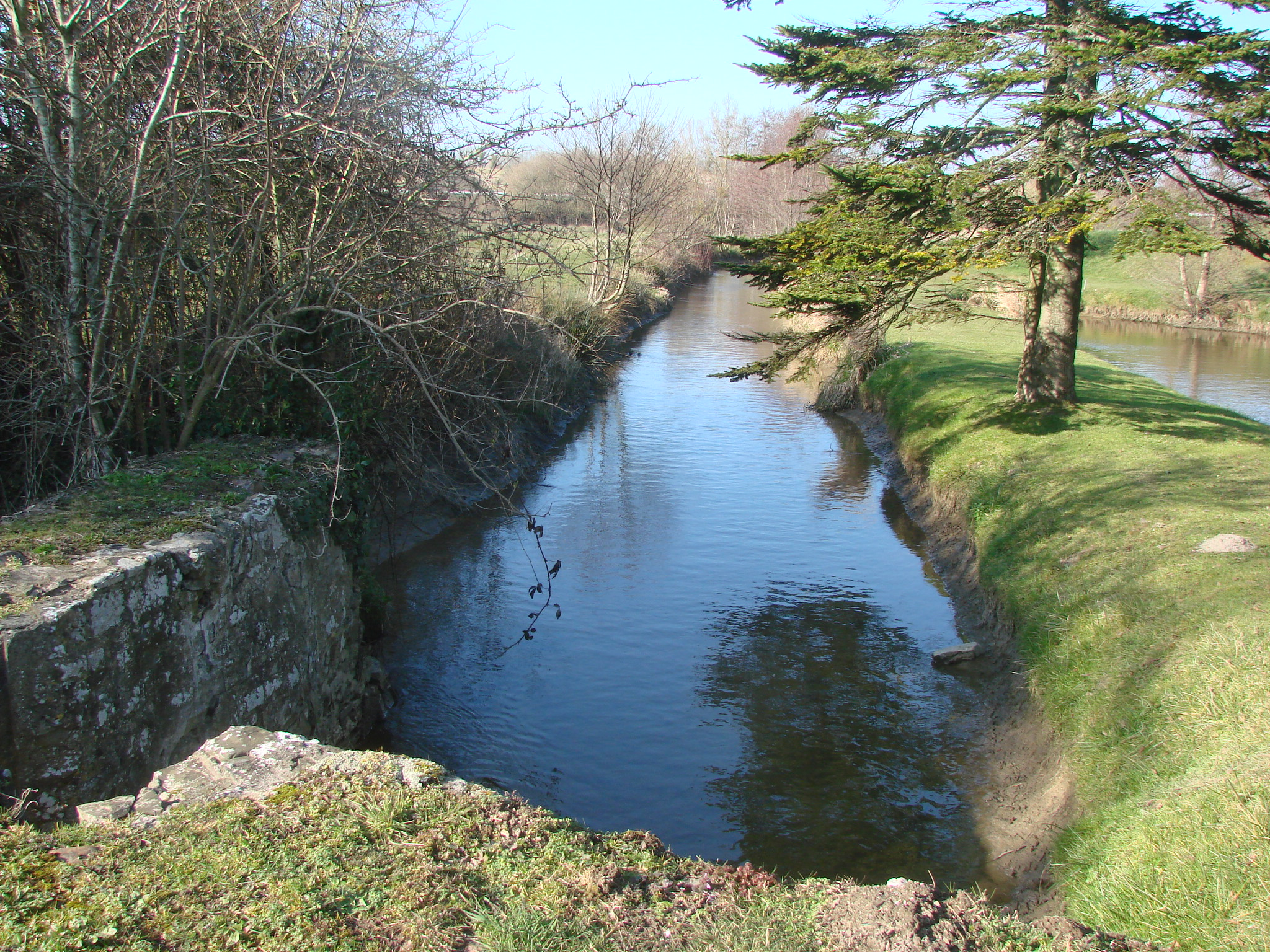
La canalisation de la rivière des marais par le canal des moines.
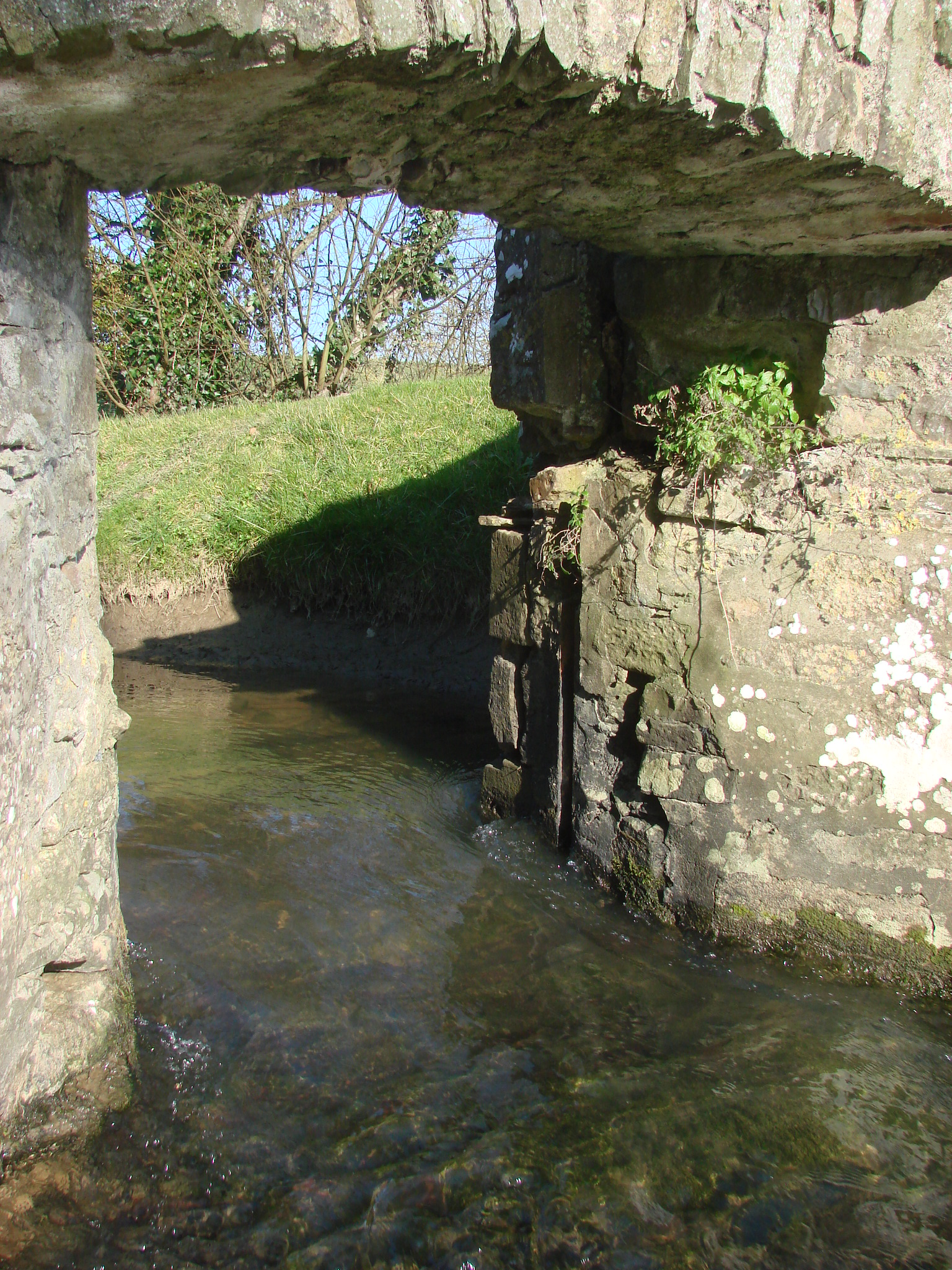
Le contrôle du débit.
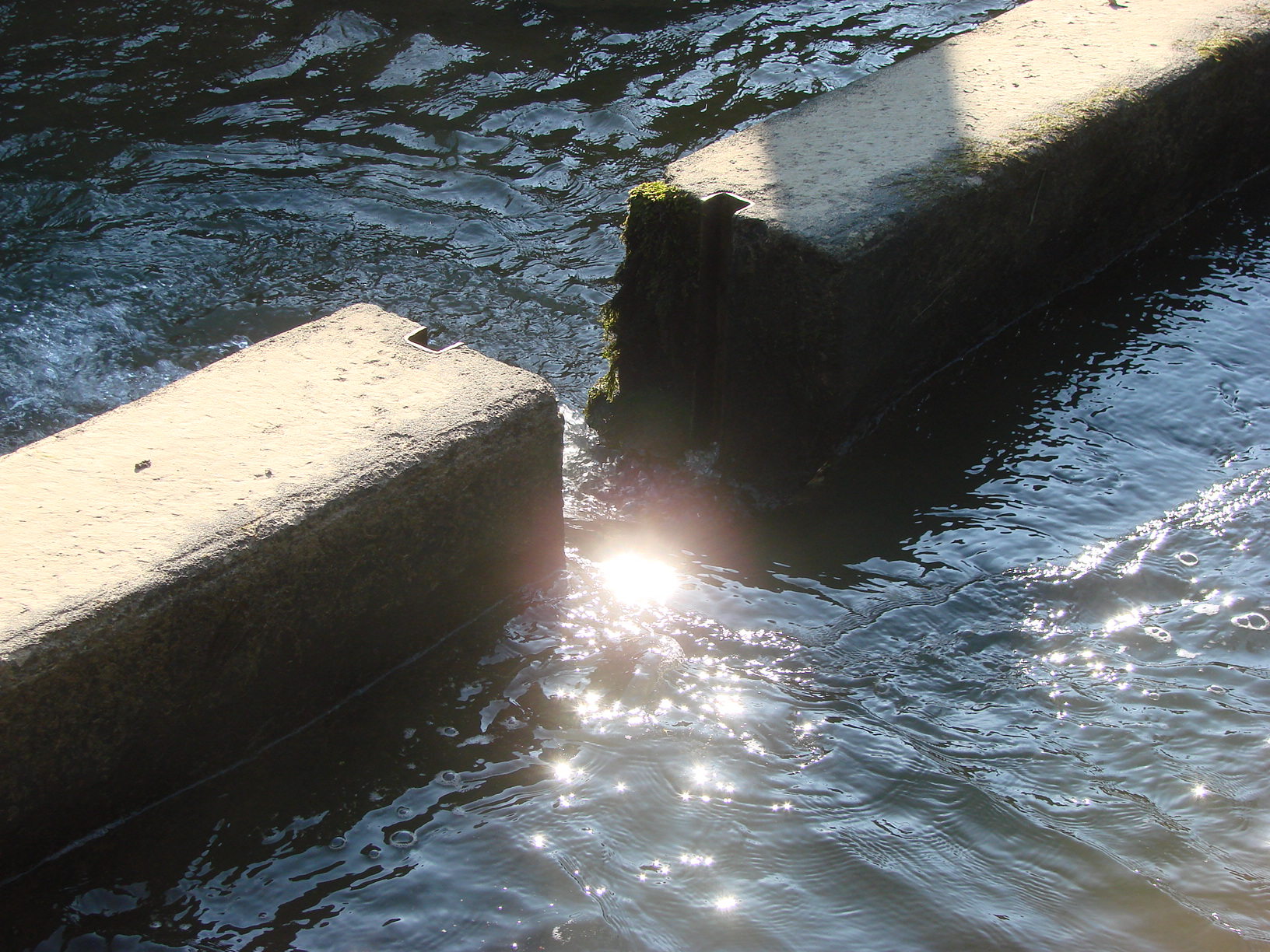
L'évacuation de l'eau.

### Autres lieux et monuments
- Ferme du prieuré près de l'église.

### Personnalités liées à la commune
- Henry Ermice (Saint-Germain-sur-Ay, 1870 - 1958), auteur.
- Antoine Lepeltier (1933 - Saint-Germain-sur-Ay, 1998), homme politique